# Liste von Luftfahrt-Zwischenfällen 1980 bis 1989
Dies ist eine Teilliste von Luftfahrt-Zwischenfällen der Jahre 1980 bis 1989 beim Betrieb von Verkehrsluftfahrzeugen. Für übrige Zeitspannen siehe Listen von Luftfahrt-Zwischenfällen.
Für militärische Zwischenfälle siehe Liste von Zwischenfällen (Militärluftfahrt) bis 1980 bzw. Liste von Zwischenfällen (Militärluftfahrt) ab 1981.
Für Zwischenunfälle von Luftfahrzeugen der Allgemeinen Luftfahrt siehe Liste von Zwischenfällen (Allgemeine Luftfahrt).
Einträge mit eigenem Artikel in Wikipedia sind mit (A) gekennzeichnet.

## Liste

### 1980
- Im Jahr 1980 (genaues Datum unbekannt) wurde eine Convair CV-440-38 der US-amerikanischen Farm-Kem Inc. (Luftfahrzeugkennzeichen N102US) bei der Landung an einem unbekannten Ort irreparabel beschädigt. Über Personenschäden ist nichts bekannt. Es handelte sich um Flug zum Drogenschmuggel.[1]
- Im Jahr 1980 (genaues Datum unbekannt) wurde eine Douglas DC-7CF der US-amerikanischen Aero Services Corp. (N8219H) auf einem Schmuggelflug über einem unbekannten Ort in Kolumbien abgeschossen. Über Personenschäden ist nichts bekannt.[2]
- 11. Januar – Eine Convair CV-440-11 der bolivianischen Carga Aéreo Transportada (CP-1358) stürzte kurz nach dem Start vom Flugplatz Camiare bei Santa Ana del Yacuma (Bolivien) ab und schlug 400 Meter hinter dem Startbahnende auf. Personen kamen nicht zu Schaden. Das Flugzeug wurde irreparabel beschädigt.[3]
- (A) 21. Januar – Eine Boeing 727-86 der Iran Air (EP-IRD) geriet in einen Schneesturm und stürzte bei Teheran, Iran, ab. Alle 120 Passagiere und acht Crew-Mitglieder starben (siehe auch Iran-Air-Flug 291).[4]
- 27. Januar – Eine Boeing 720-059B der kolumbianischen Avianca (HK-725) landete auf dem Flughafen Quito (Ecuador) mit einer um 20 Knoten zu hohen Geschwindigkeit und überrollte 70 Meter weit das Landebahnende. Dabei brach das Bugfahrwerk zusammen. Das Flugzeug wurde irreparabel beschädigt. Alle Insassen überlebten den Unfall.[5]
- 15. Februar – An einer auf William J Evans privat zugelassenen US-amerikanischen Convair CV-240-0 (N8330C) entstanden Triebwerksprobleme. Die Piloten kehrten zum Ausgangspunkt, dem Port-au-Prince/Bowen Field (Haiti), zurück und machten dort eine Notlandung mit einem Feuer im linken Triebwerk und der linken Tragfläche. Das Flugzeug wurde irreparabel beschädigt. Alle drei Besatzungsmitglieder, die einzigen Insassen, überlebten den Unfall, waren aber schon verschwunden, als die Rettungskräfte eintrafen. Das Flugzeug war mit Marihuana voll beladen.[6]
- 16. Februar – Eine Bristol Britannia 253 der britischen Redcoat Air Cargo (G-BRAC) stürzte wenige Minuten nach dem Start vom Flughafen Boston, Massachusetts, aus einer Höhe von etwa 500 Meter (1700 Fuß) in ein bewaldetes Gebiet. Als Ursache wurde Vereisung vor und nach dem Start ermittelt. Von den 8 Insassen kamen 7 ums Leben, vier der fünf Besatzungsmitglieder und alle drei Passagiere.[7]
- (A) 27. Februar – Eine Boeing 707-309C der China Airlines (B-1826) verunglückte bei der Landung auf dem Flughafen Manila, als sie vor der Landebahn aufsetzte und Feuer fing. Von 135 Insassen wurden bei diesem Zwischenfall 2 getötet (siehe auch China-Airlines-Flug 811 (1980)).[8]
- (A) 14. März – Absturz einer Iljuschin Il-62 der polnischen LOT (SP-LAA) während des Landeanflugs auf den Flughafen Warschau-Okęcie. Alle 87 Menschen an Bord starben[9] (siehe auch LOT-Flug 007).
- 20. März – Eine Antonow An-24 der chinesischen CAAC (B-484) verunglückte nahe dem Flughafen Changsha-Datuopu (China) und brannte aus. Alle 26 Insassen, sieben Besatzungsmitglieder und 19 Passagiere, kamen ums Leben.[10]
- 29. März – Eine Convair CV-880 der Inair Panama (HP-821) wurde beim Start auf dem Flughafen Panama–Tocumen irreparabel beschädigt. Es gab keine Todesfälle.[11]
- Im April 1980 (genaues Datum unbekannt) wurde eine Convair CV-440 des US-amerikanischen Besitzers Alberto Morales (N94436) an einem unbekannten Ort irreparabel beschädigt. Nähere Einzelheiten sind derzeit nicht verfügbar. Über Personenschäden ist nichts bekannt.[12]
- (A) 12. April – Eine Boeing 727-28C der Transbrasil (PT-TYS) wurde im Anflug 24 Kilometer vom Flughafen Florianópolis (Brasilien) entfernt in einen Hügel geflogen. Von den 58 Insassen wurden 55 getötet (siehe auch Transbrasil-Flug 303).[13]
- (A) 25. April – Alle 146 Menschen an Bord wurden getötet, als eine aus Manchester kommende Boeing 727-46 der britischen Dan-Air (G-BDAN) beim Landeanflug auf den Flughafen Teneriffa/Los Rodeos in einen Berg geflogen wurde (CFIT, Controlled flight into terrain). Als Ursachen wurden Navigationsfehler seitens der Piloten sowie unklare Informationen seitens der Flugsicherung ermittelt. Alle 146 Insassen wurden getötet (siehe auch Dan-Air-Flug 1008).[14]
- (A) 27. April – Eine Hawker-Siddeley HS 748 der Thai Airways Company (HS-THB) stürzte während eines Gewitters im Anflug auf den Flughafen Bangkok-Don Mueang ab. Von den 53 Insassen kamen 44 ums Leben[15] (siehe auch Thai-Airways-Flug 231).
- 28. April – Eine Douglas DC-4/C-54Q der bolivianischen Trak Airways (Transportes Aéreos Kantuta) (CP-1351) verunglückte irgendwo am Río Beni (Bolivien) nach mehrfachem Vergaserausfall. Alle 5 Insassen des Frachtfluges, drei Besatzungsmitglieder und 2 Passagiere, überlebten den Unfall.[16]
- (A) 10. Mai – Eine Boeing 737-2A8 der Indian Airlines (VT-EDR) geriet über Rampurhat in plötzliche, unerwartete Turbulenzen. Passagiere wurden aus ihren Sitzen heraus- und gegen Verkleidungsteile in der Kabine geschleudert. Zwei Passagiere wurden getötet, acht weitere sowie zwei Besatzungsmitglieder schwer verletzt (siehe auch Flugunfall einer Boeing 737 der Indian Airlines bei Rampurhat).
- 11. Mai – Eine Boeing 707-329C der belgischen Sabena (OO-SJH), betrieben für die zairische Zaire International Cargo Air System – ZICAS, geriet im kurzen Endanflug auf den Flughafen Douala (Kamerun) in eine Windscherung. Dies führte zu einer sehr harten Landung, bei der das Fahrwerk zusammenbrach. Daraufhin zerbrach die linke Tragfläche und die Triebwerke Nr. 1 und 2 (links außen und innen) rissen ab. Das Flugzeug wurde irreparabel beschädigt. Alle drei Besatzungsmitglieder, die einzigen Insassen auf dem Frachtflug, überlebten den Unfall.[17]
- 16. Mai – Eine Curtiss C-46 der Lineas Aereas de Nicaragua (LANICA) (YN-BVL) kollidierte bei der Landung auf dem Flughafen Bonanza-San Pedro (Región Autónoma de la Costa Caribe Norte, Nicaragua) mit einem Erdwall und stürzte zu Boden. Die Maschine wurde zerstört; Personen kamen nicht zu Schaden.[18]
- (A) 24. Mai – Eine auf Charles Clay privat registrierte US-amerikanische Convair CV-240-0 (N300GR) stürzte beim Start vom Flugplatz Daytona-Spruce Creek (Florida, USA) ab. Die Maschine sollte nach Santo Domingo überführt werden. Sie war, bei einer höchstzulässigen Startmasse von rund 19 Tonnen, um 3340 Kilogramm überladen. Der Besatzung war außerdem bekannt, dass sämtliche Ölleitungen seit mindestens 15 Jahren nicht überholt oder erneuert worden waren. Beim Start fing das Triebwerk Nr. 2 (rechts) Feuer. Der Kapitän setzte den Start fort und flog nach dem Abheben eine Linkskurve, gefolgt von einer steilen Rechtskurve. Das Flugzeug stürzte ab und ging in Flammen auf. Alle 3 Insassen, zwei Besatzungsmitglieder und ein Passagier, wurden getötet (siehe auch Flugunfall einer Convair CV-240 bei Daytona Beach 1980).[19]
- 2. Juni – Eine Fairchild F-27J der Lloyd Aéreo Boliviano (CP-1117) kollidierte im Landeanflug auf den Flughafen von Yacuiba mit der Serranía Tapecua. Alle 13 Insassen starben.[20]
- 8. Juni – Eine Jakowlew Jak-40 der TAAG Angola Airlines (D2-TYC) wurde nahe Matala vermutlich von einer Mikojan-Gurewitsch MiG-19 abgeschossen. Alle 19 Insassen starben.[21]
- 21. Juni – Eine Hawker Siddeley HS 748-243 der Thai Airways (HS-THG) konnte beim Start vom Flughafen Chiang Rai (Thailand) nicht abgehoben werden. Die Maschine überrollte das Startbahnende und kam auf der Uferböschung eines kleineren Flusses zum Stillstand. Alle 21 Insassen, drei Besatzungsmitglieder und 18 Passagiere, überlebten den Unfall. Das Flugzeug wurde irreparabel beschädigt.[22]
- 22. Juni – Eine Lockheed L-1049H Super Constellation der US-amerikanischen Air Traders International (N74CA) stürzte beim Start vom Flughafen Columbus Municipal (Indiana, USA) 1,4 Kilometer südlich davon in einen Sojabohnenfeld. Auslöser war die unzureichende und unkoordinierte Reaktion der Flugbesatzung auf die Feuerwarnung für das Triebwerk Nr. 2 (links innen). Obwohl die Maschine ohnehin überladen war, nutzte die Besatzung weniger als die volle Leistung zum Start und hatte auch die Kühlluftklappen nicht voll geöffnet, so dass die Motoren nicht ausreichend gekühlt wurden und die Leistung aller Triebwerke immer weiter zurückging, was der Flugingenieur jedoch weder bemerkte noch korrigierte. Von den acht Insassen wurden 3 getötet, zwei Besatzungsmitglieder und ein Passagier.[23]
- (A) 27. Juni – Eine Douglas DC-9 der italienischen Itavia (I-TIGI) stürzte bei Ustica, Italien, ins Mittelmeer. Es wird ermittelt, dass die Maschine in einen Luftkampf zwischen libyschen und NATO-Kampfflugzeugen geriet und dabei irrtümlich abgeschossen wurde. Alle 81 Insassen kamen ums Leben (siehe auch Itavia-Flug 870).[24]
- 27. Juni – Eine Britten-Norman BN-2A-6 Islander der italienischen Transavio (I-BADE) wurde nahe Elba, Italien, notgewassert. Alle drei Insassen überlebten.[25]
- 7. Juli – Eine Britten-Norman BN-2A-26 Islander der irischen Aer Arann (EI-BBR) kollidierte auf dem Flughafen Galway (Irland) bei einem Startabbruch mit einer Mauer. Das Flugzeug wurde irreparabel beschädigt. Alle 5 Insassen überlebten den Unfall.[26]
- (A) 8. Juli – Eine Tu-154 der sowjetischen Aeroflot (СССР-85355) stürzte kurz nach dem Start von Alma-Ata (Kasachstan) ab. Alle 166 Insassen starben. Ursache waren Scherwinde und ein Downburst und daraus resultierend ein Strömungsabriss (siehe auch Aeroflot-Flug 4225).[27]
- 14. Juli – Eine Vickers Viscount 745D der ecuadorianischen Aerolineas Condor (HC-BHB) verunglückte bei der Landung auf dem Flughafen Catamayo (Ecuador). Die Maschine wurde drei Meter vor dem Landebahnbeginn aufgesetzt, woraufhin das rechte Hauptfahrwerk zusammenbrach. Kurz danach schlugen die beiden rechten Propeller Nr. 3 und 4 auf der Bahn auf. Die Sicht der Piloten war durch Rauch behindert, der durch das Abbrennen von Zuckerrohrabfall erzeugt wurde. Die beiden Piloten, die einzigen Insassen, überlebten die Bruchlandung. Das Flugzeug wurde irreparabel beschädigt.[28][29]
- 17. Juli – Bei einer Vickers Viscount 708 der britischen Alidair (G-ARBY) fielen im Anflug auf den Flughafen Exeter (Vereinigtes Königreich) kurz nacheinander alle vier Triebwerke aus. Aufgrund schon seit längerer Zeit fehlerhafter Tankanzeigen sowie mangelhafter Tankwagen am Abflugort Flughafen Santander (Spanien) war wesentlich weniger Treibstoff vorhanden gewesen als berechnet. Es gelang dem Kapitän, eine Bruchlandung mit stehenden Triebwerken in offenem Gelände durchzuführen, neun Kilometer vor der Landebahn. Alle 62 Insassen, die vier Besatzungsmitglieder und 58 Passagiere, überlebten. Das 27 Jahre alte Flugzeug wurde zerstört.[30][31]
- 24. Juli – Eine Nord Noratlas 2501D der ecuadorianischen ATESA (HC-AXK) verunglückte in der Provinz Pastaza (Ecuador). Beide Piloten, die einzigen Insassen, kamen ums Leben. Es handelte sich um die ehemalige 53+18 der Luftwaffe.[32]
- 27. Juli – Eine Douglas DC-7CF der bolivianischen Lambda Air Cargo (CP-1291) wurde auf dem Flughafen Trujillo (Peru) bei einem Brand irreparabel beschädigt. Über Personenschäden ist nichts bekannt.[33]
- (A) 7. August – Eine vom Flughafen Bukarest-Otopeni gestartete Tupolew Tu-154B-1 der rumänischen TAROM (YR-TPH) wurde im Endanflug auf den Flughafen Nouadhibou (Mauretanien) ins flache Meerwasser vor der Landebahn geflogen, welches der Kapitän irrtümlich für die Landebahn hielt. Von den 168 Insassen an Bord starb ein Passagier an einem Herzinfarkt. Unfallursache war eine Fehlfunktion der Navigationsausrüstung des Flughafens (siehe auch Flugunfall der TAROM bei Nouadhibou).[34]
- 13. August – Ein Learjet 35A der spanischen Spantax (EC-DFA) wurde im Anflug auf den Flughafen Palma de Mallorca (Spanien) bei einem Sichtanflug 8 Kilometer nördlich davon in die Berge geflogen. Bei diesem CFIT (Controlled flight into terrain) wurden alle vier Insassen, je zwei Besatzungsmitglieder und Passagiere, getötet.[35]
- (A) 19. August – Trotz der Notlandung einer Lockheed L-1011-200 TriStar der Saudi Arabian Airlines (HZ-AHK) auf dem Flughafen Riad nach einem Feuer an Bord konnten die 301 Insassen nur noch tot geborgen werden. Sie erstickten aufgrund falscher Reaktionen von Crew und Bodenmannschaften nach der Landung (siehe auch Saudia-Flug 163).[36][37]
- 19. August – Eine Fokker F-27 Friendship 400 der Burma Airways (XY-ADO) verunglückte bei der Landung auf dem Flughafen von Mawlamyaing (früher Moulmein) (Myanmar). Alle vier Crewmitglieder und 24 Passagiere überlebten.[38]
- (A) 26. August – Eine Vickers Viscount 812 der Bouraq Indonesia Airlines (PK-IVS) stürzte nach vollständigem Kontrollverlust etwa 26 Kilometer nordöstlich des Zielflughafens Jakarta-Kemayoran ab. Die Maschine war von der taiwanischen Far Eastern Air Transport gemietet. Ursache war das Abbrechen des rechten Höhenruders, ausgelöst durch den Bruch des Zentrierzapfens des rechten Flettner-Ruders. Dieser hatte seine zulässige Flugstundengrenze von 12.000 Stunden um 21.000 Stunden, also fast das Doppelte, überschritten. Alle 37 Insassen (6 Besatzungsmitglieder und 31 Passagiere) wurden aufgrund dieses Wartungsfehlers getötet (siehe auch Flugunfall der Bouraq Indonesia Airlines 1980).[39]
- 28. August – Eine Vickers Viscount 768D der indischen Huns Air (VT-DJC) wurde bei der Landung auf dem Flughafen Vijayawada (Indien) zu spät und unzureichend abgefangen. Das Flugzeug sprang dreimal wieder hoch, bis schließlich das Bugfahrwerk zusammenbrach und die Maschine nach rechts die Landebahn verließ. Alle 29 Insassen, die fünf Besatzungsmitglieder und 24 Passagiere, überlebten. Das Flugzeug wurde irreparabel beschädigt.[40]
- 3. September – Eine Boeing 727-21 der US-amerikanischen Pan Am (N327PA) kollidierte bei starkem Regen mit der Anflugbefeuerung am Flughafen San José (Costa Rica). Die Maschine kam mit abgerissenen Fahrwerken in einem Feld zum Stillstand. Alle 73 Insassen überlebten den Unfall.[41]
- 10. September – Eine Douglas DC-3/C-47-DL der kolumbianischen Aeronorte (HK-329) stürzte auf dem Flug von Barranquilla nach Bogotá in der Nähe von Puerto Berrío (Kolumbien) ab. Nach einem Bruch der Befestigungsbolzen in starken thermischen Turbulenzen brach eine Tragfläche ab, was zum Absturz führte. Alle drei Besatzungsmitglieder, die einzigen Insassen des Frachtfluges, kamen ums Leben.[42]
- 12. September – Eine Douglas DC-3A der US-amerikanischen Florida Commuter Airlines (N75KW) flog 6,5 Kilometer südwestlich des West End Settlement (Bahamas) ins Meer, noch 37 Kilometer vom Ziel Flughafen Freeport-Grand Bahama entfernt. Das Wetter war durch schlechte Sicht und niedrige Wolken geprägt; nach dem ersten, abgebrochenen Startversuch waren in beiden Pitotrohren Mottennester entdeckt worden, welche die Fahrtanzeige blockiert hatten. Alle 34 Insassen, vier Besatzungsmitglieder und 30 Passagiere, kamen ums Leben.[43]
- 15. September – An einer Douglas DC-6B der US-amerikanischen JMG Inc (N9018N) musste im Reiseflug von South Caicos nach Haiti ein Triebwerk wegen Ölmangels abgestellt werden. Später mussten zwei weitere Motoren aus demselben Grund abgestellt werden. Daraufhin musste eine Notwasserung querab von Haiti durchgeführt werden. Von den vier Insassen kamen 3 ums Leben, 2 Besatzungsmitglieder und der einzige Passagier.[44]
- 20. September – Eine dominikanische Curtiss C-46A-35-CU Commando (HI-197) stürzte auf einem nächtlichen Drogen-Schmuggelflug querab der Guajira-Halbinsel (Kolumbien) ins Meer. Alle sechs Drogenschmuggler an Bord wurden gerettet. Das Flugzeug wurde zerstört.[45]
- 22. September – Eine Convair CV-240-6 eines unbekannten paraguayischen Betreibers (ZP-CDO) verunglückte beim Versuch einer nächtlichen Landung auf einer Kuhweide nahe Okeechobee (Florida, USA). Die Maschine, die sich auf einem illegalen Schmuggelflug befand, überrollte das Ende der Weide und kollidierte mit Bäumen. Dabei wurde sie irreparabel beschädigt. Die beiden Besatzungsmitglieder, die einzigen Insassen auf dem „Frachtflug“, überlebten den Unfall.[46]
- Im Oktober 1980 (genaues Datum unbekannt) verunglückte eine Curtiss C-46D-5-CU Commando der bolivianischen Transportes Aéreos Bolivar (CP-1267) kurz nach dem Start vom Flughafen La Paz-El Alto (Bolivien) und wurde irreparabel beschädigt. Es gab keine Todesfälle.[47]
- 6. Oktober – An einer Douglas DC-6BF der Lineas Aereas de Nicaragua (LANICA) (YN-BVI) brach auf dem Flughafen Panama–Tocumen das Bugfahrwerk zusammen. Das Flugzeug wurde irreparabel beschädigt. Über Personenschäden ist nichts bekannt.[48]
- 3. November – Eine Convair CV-880 der venezolanischen Latin Carga (YV-145C) verunglückte beim Start auf dem Flughafen Caracas (Venezuela). Alle 4 Besatzungsmitglieder, die einzigen Insassen auf dem Trainingsflug, kamen ums Leben. Es war der letzte tödliche Unfall einer CV-880.[49]
- 4. November – An einer Canadair CL-44D4-1 der Cyprus Airways (5B-DAN) konnte das Fahrwerk nicht ausgefahren werden. Auf der britischen Royal Air Force Station Akrotiri (Zypern) wurde daraufhin eine Landung auf einem Schaumteppich durchgeführt. Das Flugzeug wurde irreparabel beschädigt. Alle drei Besatzungsmitglieder, die einzigen Insassen auf dem Trainingsflug, überlebten den Unfall.[50]
- 15. November – Mit einer Curtiss C-46A-45-CU Commando, die mit US-amerikanischem Kennzeichen (N355BY) auf einen britischen Piloten zugelassen war, wurden auf dem Flugplatz Norman’s Cay (Bahamas) Touch-and-Go-Übungen durchgeführt. Bei einer davon setzte der Pilot zu früh auf, das Flugzeug prallte gegen eine Erdböschung, die das linke Fahrwerk aus seiner Aufhängung riss. Die Propellerblätter des linken Triebwerks berührten die Landebahn. Das Flugzeug neigte sich nach links und gewann kaum an Höhe. Es kam von der Landebahn ab und landete in flachem Wasser. Das Wrack liegt dort immer noch 980 Meter östlich querab des Flugplatzes Norman’s Cay. Der Pilot und ein Passagier, die einzigen Insassen, überlebten den Unfall. Die gesamte Insel gehörte von 1977 bis 1982 dem kolumbianischen Drogenhändler Carlos Lehder Rivas, der den Flugplatz bauen ließ und (auch durch Bestechung bis in die allerhöchsten Kreise von Politikern der Bahamas) als Umschlagpunkt für rund ein Viertel der in die USA geschmuggelten Kokainmenge nutzte.[51]
- (A) 19. November – Eine Boeing 747 der Korean Air Lines setzte rund 100 Meter vor der Landebahn auf dem Flughafen Seoul-Gimpo (Südkorea) auf und rutschte auf dem Bauch über das Flughafengelände. Im dabei ausgebrochenen Feuer starben 15 der 212 Menschen an Bord; die Maschine wurde zerstört (siehe auch Korean-Air-Lines-Flug 015).[52]
- 21. November – Eine Boeing 727-92C der US-amerikanischen Continental Airlines, betrieben für Air Micronesia (N18479), wurde am Flughafen Yap (Föderierte Staaten von Mikronesien) vor der Landebahn aufgesetzt, wodurch das rechte Hauptfahrwerk abriss. Das Flugzeug geriet von der Landebahn ab und kam etwa 500 Meter nach dem ersten Aufsetzen im Dschungel zum Stehen. Unmittelbar nach dem Aufsetzen brach auf der rechten Seite des Flugzeugs ein schweres Feuer aus. Während des Anflugs hatten die Piloten abwechselnd Fotos des Flughafens gemacht. Alle 73 Insassen, sechs Besatzungsmitglieder und 67 Passagiere, überlebten den Unfall.[53]
- 24. November – Eine Douglas DC-3/C-47A-35-DL der kolumbianischen Dirección General de Aduanas (Generaldirektion der Zollverwaltung) (HK-1221G) wurde nahe Murri (Kolumbien) auf einer Höhe von 2900 Metern (9500 Fuß) in die Flanke des Berges El Boquerón geflogen. Trotz Instrumentenflugbedingungen in Regenwetter flogen die Piloten nach Sichtflugregeln weiter und auf jeden Fall viel zu tief. Durch diesen CFIT (Controlled flight into terrain) wurden alle 15 Insassen getötet, fünf Besatzungsmitglieder und 10 Passagiere.[54]
- 28. November – Eine Douglas DC-7B der US-amerikanischen Central Air Services (N816D) ging nach dem Start vom Pecos Municipal Airport (Texas, USA) in eine steile 90°-Schräglage nach links über, stürzte ab und fing Feuer. Der Propeller Nr. 2 (links innen) wurde in Segelstellung vorgefunden. Die beiden Besatzungsmitglieder des Frachtflugs wurden getötet.[55]
- 28. November – Eine Douglas DC-6A der US-amerikanischen Miami Air Lease (N844TA) wurde auf einem geheim gehaltenen Flug nahe Bimini (Bahamas) versehentlich ins Wasser geflogen. wobei sie auseinanderbrach. Bei diesem CFIT (Controlled flight into terrain) wurden 2 der 4 Besatzungsmitglieder getötet.[56]
- 2. Dezember – Eine Douglas DC-4/C-54Q des US Forest Service (N96449) kollidierte mit einer anderen DC-4 (N406WA) und stürzte 8 Kilometer nördlich von Indio (Kalifornien) ab. Beide Maschinen waren auf dem Flugplatz Hemet-Ryan (Kalifornien, USA) zu einem Positionierungsflug nach Tucson gestartet. Als die Piloten gegenseitig Fotos ihrer Flugzeuge machten, kam es zur Kollision, wobei das gesamte Heck der N96449 durch einen Propeller der anderen Maschine 3 Meter vor der Höhenflosse durchgeschnitten wurde. Es kam zum Kontrollverlust und Absturz. Die beiden Piloten, die einzigen Insassen, wurden getötet. Das andere Flugzeug konnte beschädigt auf dem Flughafen Palm Springs notlanden.[57]
- (A) 21. Dezember – An Bord einer Sud Aviation Caravelle VI-R der kolumbianischen TAC Colombia (HK-1810) ereignete sich nur fünf Minuten nach dem Start vom Flughafen Riohacha eine Explosion. Bevor die Maschine zum Flughafen zurückkehren konnte, brach sie in der Luft auseinander und stürzte zu Boden, wobei alle 70 Personen an Bord starben. Die Absturzursache konnte nicht abschließend geklärt werden, die Theorien reichten von einem Unfall mit Feuerwerkskörpern bis zu einer Bombe an Bord.[58]

### 1981
- Im Jahr 1981 (genaues Datum unbekannt) wurde eine Douglas DC-4 der US-amerikanischen Southern Aero Trades Inc. (Luftfahrzeugkennzeichen N122AC) an einem unbekannten Ort irreparabel beschädigt. Über Personenschäden ist nichts bekannt.[59]
- Im Jahr 1981 (genaues Datum unbekannt) verunglückte eine Douglas DC-6/C-118A der US-amerikanischen GAF International Service (N2949F) an einem unbekannten Ort auf den Bahamas. Das Flugzeug wurde irreparabel beschädigt. Über Personenschäden ist nichts bekannt.[60]
- 8. Januar – An einer Lockheed L-188A Electra der honduranischen SAHSA (HR-SAW) wurden auf dem Flughafen La Aurora ein Triebwerksschaden und ein Defekt des zugehörigen Generators festgestellt. Der Kapitän beschloss, die Maschine mit nur drei funktionierenden Triebwerken ohne Passagiere für eine Reparatur nach Tegucigalpa zu fliegen. Kurz nach dem Start stürzte die Maschine in ein Wohngebiet in Guatemala-Stadt und ging in Flammen auf. Alle sechs Besatzungsmitglieder – die einzigen Insassen – kamen ums Leben, außerdem wurden 38 Personen am Boden verletzt. Es stellte sich heraus, dass im Anfangssteigflug ein weiterer Generator ausgefallen war, außerdem war die Maschine fehlerhaft getrimmt.[61]
- 8. Januar – Bei einer Boeing 720-047B der Pakistan International Airlines (PIA) (AP-AXK) ließ sich im Anflug auf den Flughafen von Quetta das Bugfahrwerk nicht ausfahren. Die Piloten entschieden sich daraufhin für eine Rückkehr zum Startflughafen Karachi (Pakistan), wo sie eine Landung mit eingefahrenem Bugfahrwerk durchführten. Alle 79 Insassen bleiben unverletzt. Das Flugzeug wurde allerdings irreparabel beschädigt.[62]
- 14. Januar – An einer Bristol 170 Mk.31E der neuseeländischen SAFE Air (Straits Air Freight Express) (ZK-CAM) brach beim Ausrollen während der Landung auf dem Flughafen Blenheim-Woodbourne das rechte Hauptfahrwerk zusammen. Grund war ein Ermüdungsbruch in der Fahrwerksbefestigung. Die beiden Besatzungsmitglieder und die zwei Passagiere blieben unverletzt. Die Maschine wurde irreparabel beschädigt.[63]
- 3. Februar – In einer McDonnell Douglas DC-10-30 der Pakistan International Airlines (AP-AXE) brach bei Wartungsarbeiten auf dem Flughafen Karachi (Pakistan) ein Feuer aus. Das Flugzeug wurde irreparabel beschädigt. Über Personenschäden ist nichts bekannt.[64]
- 10. Februar – Eine Curtiss C-46D-5-CU Commando der bolivianischen Transportes Aéreos Universal (CP-1588) wurde bei Caravani (Bolivien) irreparabel beschädigt. Nähere Einzelheiten sind derzeit nicht verfügbar. Es gab keine Todesfälle.[65]
- 8. März – Eine Antonow An-24T der Aeroflot (СССР-46280) wurde im Anflug auf den Flugplatz Kursk-Wostotschny 400 Meter vor dem Flughafen in den Boden geflogen. Das Flugzeug fing Feuer und brannte aus. Alle fünf Besatzungsmitglieder, die einzigen Insassen auf dem Frachtflug, überlebten diesen CFIT (Controlled flight into terrain).[66]
- 11. März – Eine Fokker F28-4000 Fellowship der Ghana Airways (9G-ACA) rutschte bei der Landung auf dem Flughafen Accra (Ghana) auf einem Trainingsflug seitlich halb von der Landebahn herunter. Die beiden Piloten, die einzigen Insassen, überlebten den Unfall. Das Flugzeug wurde irreparabel beschädigt.[67]
- 15. März – Eine de Havilland Canada DHC-6 Twin Otter der kanadischen Bradley Air Services (C-FDHT) brach bei der Landung an der „Station Nord“ in Grönland durch das Eis und versank. Das Flugzeug war auf einem Charterflug für das Polar Science Centre der University of Washington.[68] Alle Insassen überlebten.[69]
- 28. März – An einer Douglas DC-4/C-54B-1-DC der US-amerikanischen Tuky Air Transport, betrieben für Caribbean Air Cargo (N98AS) fing das Triebwerk Nr. 3 (rechts innen) Feuer. Nachdem es gelöscht und das Triebwerk abgestellt war, entwickelten sich Steuerungsprobleme. Die Maschine musste im Karibischen Meer querab von Saint Croix (Außengebiet der Vereinigten Staaten) notgewassert werden und sank innerhalb von 45 Minuten. Einer der beiden Piloten, der einzigen Besatzungsmitglieder auf dem Frachtflug, kam ums Leben.[70]

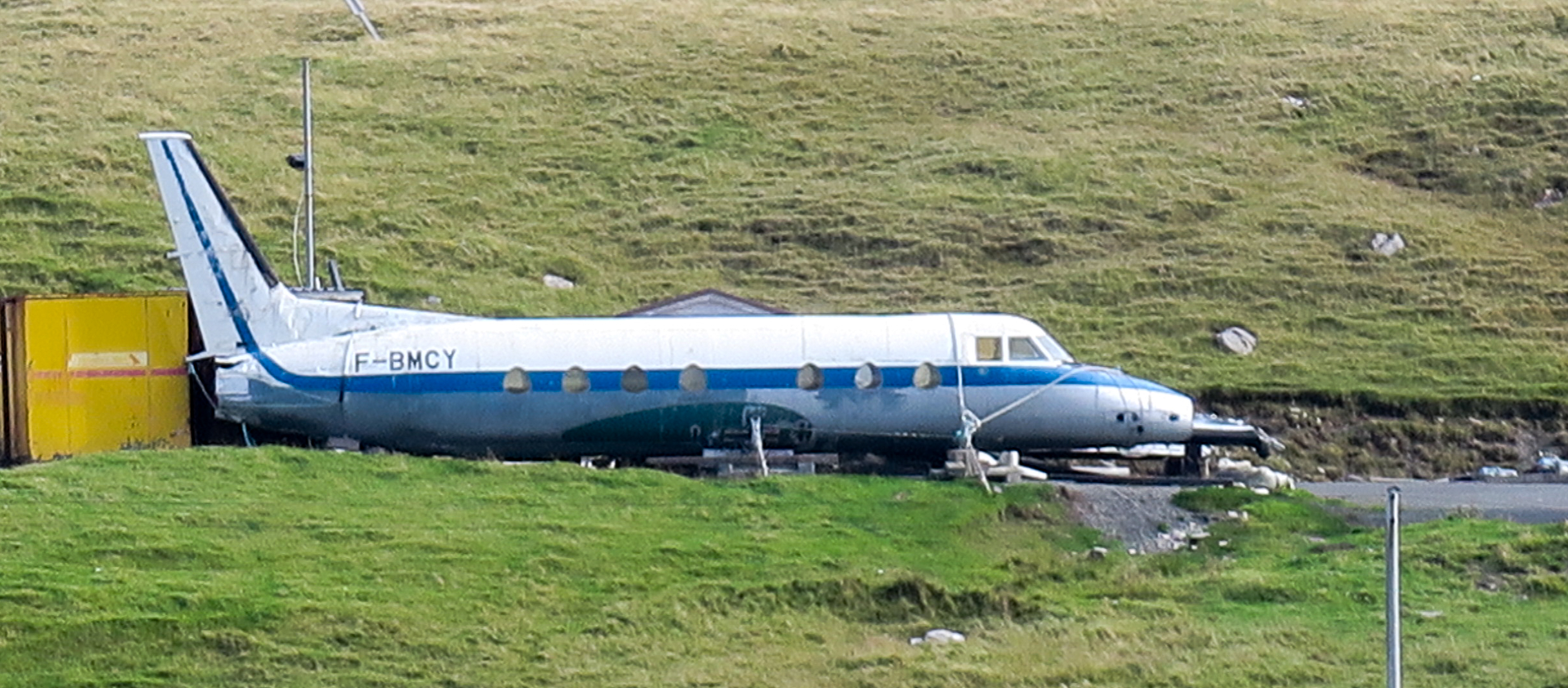
Die 1981 verunglückte Potez 840 im Jahr 2016

- 29. März – Bei einer Potez 840 des Club Aéronautique de Paris (F-BMCY) ließ sich im Anflug auf den Flughafen Sumburgh (Shetlandinseln) das Fahrwerk nicht ausfahren. Das viermotorige Turbopropflugzeug wurde durchgestartet und das Notsystem für das Fahrwerk betätigt. Allerdings ließ sich auch damit nur das rechte Hauptfahrwerk ausfahren und verriegeln. Daraufhin machten die Piloten eine beabsichtigte Bauchlandung. Da sich die Einstiegstür nicht öffnen ließ, wurden alle Insassen durch einen Notausstieg über der Tragfläche evakuiert. Alle sieben Insassen, die zwei Piloten und 5 Passagiere, blieben unverletzt. Die Beschädigungen am Flugzeug waren eigentlich minimal, dennoch wurde die Maschine abgeschrieben und als Ersatzteilspender verwendet. Es wurden nach einigen Monaten von einem französischen Team alle vier Triebwerke und andere wichtige Teile ausgebaut. Das Wrack verblieb 26 Jahre am Flughafen und wurde dann auf einem privaten Grundstück aufgestellt (siehe Bild).[71]
- 21. April – Eine Douglas DC-3/C-53-DO der französischen Hémet Exploration (F-BJBY) verschwand auf dem Weg vom Flughafen Oran Es Sénia (Algerien) zum Flughafen Toulouse-Blagnac (Département Haute-Garonne). Der letzte Radarkontakt lag über dem Mittelmeer, 24 Kilometer von Puerto de Andraitx an der Westspitze von Mallorca. Alle 4 Insassen, zwei Besatzungsmitglieder und 2 Passagiere, werden bis heute vermisst.[72]
- 1. Mai – Eine Vickers Viscount 832 der indonesischen Mandala Airlines (PK-RVN) geriet bei der Landung auf dem Flughafen Semarang (Indonesien) von der Landebahn ab. Das Bugfahrwerk und rechte Hauptfahrwerk brachen zusammen, wobei das Flugzeug irreparabel beschädigt wurde. Alle 44 Insassen, vier Besatzungsmitglieder und 40 Passagiere, überlebten.[73]
- 7. Mai – Eine BAC 1-11-529FR der argentinischen Austral Líneas Aéreas (LV-LOX) stürzte im Landeanflug auf den Flughafen Buenos Aires–Jorge Newbery in den Río de la Plata, wobei keine der 31 Personen an Bord den Unfall überlebte. In der Nähe eines heftigen Gewitters hatten die Piloten die Kontrolle über das Flugzeug verloren.[74]
- 16. Mai – Eine Lockheed L-100-20 Hercules der TAAG Angola Airlines (D2-EAS) wurde beim Landeanflug auf den Flughafen Menongue abgeschossen. Alle vier Insassen, die Besatzung des Frachtfluges, starben.[75]
- 20. Mai – Eine Convair CV-440-11 der mexikanischen Aero Leon (XA-HEK) wurde in einer Höhe von 8867 Fuß (2700 Metern) gegen den Berg Pinarete geflogen. Die Maschine befand sich auf dem Flug von Puerto Escondido nach Oaxaca. Durch diesen CFIT (Controlled flight into terrain) wurden alle 18 Insassen getötet, drei Besatzungsmitglieder und 15 Passagiere.[76]
- 22. Mai – Eine de Havilland Canada DHC-6 Twin Otter 300 der TAME Ecuador (HC-BAX/FAE 457) kollidierte nahe Zumba (Provinz Zamora Chinchipe, Ecuador) mit einem Berg. Alle 18 Insassen starben.[77]
- 4. Juni – Die Piloten einer Convair CV-440/C-131E der US-amerikanischen Command Aviation (N121CA) mussten nach einem Ausfall des Triebwerks Nr. 2 (rechts) zum Ausgangspunkt zurückkehren, dem Flughafen Dillingham (Alaska, USA). In der Platzrunde überschoss das Flugzeug die Endanflugkurve, schwankte dreimal und prallte 0,5 Meilen vor der Landebahn 01 gegen Bäume. Alle drei Insassen, die beiden Besatzungsmitglieder und ein Passagier, überlebten den Unfall.[78]
- 7. Juni – Eine Fokker F-27-400 Friendship der Burma Airways (XY-ADN) geriet bei der Landung auf dem Flughafen von Thandwe (Birma) von der Landebahn ab, die durch Starkregen sehr nass war. Das Flugzeug wurde irreparabel beschädigt. Alle vier Besatzungsmitglieder, die einzigen Insassen, überlebten.[79]
- 13. Juni – Eine Britten-Norman BN-2 Islander der Taiwan Airlines (B-11108) verunglückte an einem Kliff 12 Kilometer nordwestlich des Flughafens Hualien während eines Taifuns, wobei beide Insassen das Leben verloren.[80]
- 16. Juni – Eine Hindustan Aeronautics HAL 748 der Indian Airlines (VT-DXI) verunglückte beim Start. Nach dem Start vom Flughafen Tirupati geriet die Maschine in Starkregen mit Fallböen, wodurch die Geschwindigkeit abfiel und das Flugzeug mit dem Heck zuerst auf dem Boden aufschlug. Erschwerend kam hinzu, dass die Piloten versehentlich die Landeklappen einfuhren. Alle 28 Insassen überlebten.[81]
- 17. Juni – Bei einer Douglas DC-3/C-47A der kolumbianischen Taxi Aéreo El Venado (HK-1078) fiel eines der beiden Triebwerke aus. Bei einer versuchten Notlandung auf dem Flughafen von Miraflores (Kolumbien) war die Landebahn durch ein anderes Flugzeug blockiert. Als versucht wurde, mit nur einem laufenden Motor in der Gegenrichtung zu landen, kam es zu einer Wasserung in einem See. Dabei kamen von den zwölf Insassen 2 ums Leben, je ein Besatzungsmitglied und Passagier.[82]
- (A) 26. Juni – Während des Reiseflugs löste sich bei Nailstone (UK) an der Hawker-Siddeley HS 748 (G-ASPL) der britischen Dan-Air die rechte hintere Tür und blieb am Höhenleitwerk hängen, wodurch das Flugzeug unsteuerbar wurde und abstürzte. Alle drei Besatzungsmitglieder des Frachtflugs von London-Gatwick zum Flughafen East Midlands wurden getötet (siehe auch Dan-Air-Flug 240).[83]
- 14. Juli – An einer Douglas DC-4/SC-54G der US-amerikanischen Aero Union (N3373F) explodierte ein Zylinder des Triebwerks Nr. 2 (links innen) und löste ein Feuer im Triebwerk Nr. 1 (links außen) aus. Dies führte zu einem massiven Brand des linken Außenflügels. Während des Versuchs der Rückkehr zum Flughafen Kenai (Alaska, USA) brach dieser Teil der Tragfläche ab, was zum Absturz der Maschine führte. Alle 3 Besatzungsmitglieder, die einzigen Insassen, kamen ums Leben.[84]
- 15. Juli – Eine Martin 4-0-4 der bolivianischen CAMBA (CP-1318) wurde im Departament Beni (Bolivien) irreparabel beschädigt. Die näheren Umstände sind nicht bekannt. Menschen kamen nicht zu Schaden.[85]
- 18. Juli – Ein Frachter des Typs Canadair CL-44D4-6 der argentinischen Transporte Aéreo Rioplatense (TAR) (LV-JTN) wurde im sowjetischen Luftraum 50 Kilometer von Jerewan entfernt durch einen Abfangjäger des Typs Suchoi Su-15 gerammt, nachdem sie durch Navigationsfehler vom Kurs abgekommen war. Die Besatzung der CL-44 hatte laut sowjetischen Angaben nicht auf die internationalen Abfangsignale und Funksprüche reagiert, sondern durch eine Kurve versucht zu entkommen. Beide Maschinen stürzten ab, wobei sich der Jagdpilot mit dem Schleudersitz retten konnte. Alle 4 Insassen, drei Besatzungsmitglieder und ein Passagier, kamen ums Leben.[86] Die CL-44 der TAR war auf dem Rückweg des dritten einer Serie von Flügen zum Waffenschmuggel, die von Tel Aviv (Israel) über Larnaka im neutralen Zypern nach Teheran (Iran) führten, wohin das Ajatollah-Regime von Israel gekaufte Waffen geliefert bekam. Später wurden solche Lieferungen mit Boeing 747 der israelischen CAL Cargo Airlines direkt durchgeführt, die ganz weiß ohne jegliche Beschriftung oder Bemalung vorzugsweise nachts geflogen wurden.
- (A) 20. Juli – Eine Fokker F-27-600RF der Somali Airlines (6O-SAY) durchflog eine Gewitterfront. Die Maschine geriet in einen Sturzflug, wobei hohe g-Kräfte auf das Flugzeug einwirkten. Die rechte Tragfläche löste sich infolge einer strukturellen Überbelastung vom Rumpf. Alle 50 Insassen kamen bei dem Absturz ums Leben (siehe auch Somali-Airlines-Flug 40).[87]
- 24. Juli – Eine de Havilland Canada DHC-6-300 Twin Otter der Air Madagascar (5R-MGB) wurde nach dem Abflug nordöstlich des Flughafens Maroantsetra (Madagaskar) gegen einen Berg geflogen. Bei diesem CFIT (Controlled flight into terrain) wurden alle 19 Insassen getötet, beide Besatzungsmitglieder und 17 Passagiere.[88]
- (A) 27. Juli – Eine Douglas DC-9-32 der Aeroméxico (XA-DEN) verunglückte bei der Landung auf dem Flughafen Chihuahua mit 60 Passagieren und 6 Besatzungsmitgliedern an Bord. Das Flugzeug setzte rund 150 m rechts von und rund 60 m nach der Landeschwelle auf, schnellte in die Luft zurück und schlug anschließend auf den Boden auf. Dabei zerbrach der Rumpf und das Flugzeug fing Feuer. Achtundzwanzig Passagiere und zwei Besatzungsmitglieder kamen ums Leben. Zum Zeitpunkt des Unfalls gab es starke Böen und Schauer (siehe auch Aeroméxico-Flug 230).[89]
- 31. Juli – An einer Curtiss C-46D-10-CU Commando der chilenischen Línea Aérea de Transporte Interior Sud Americano (LATISA) (CC-CAT) fiel kurz nach dem Start vom Flugplatz Cochrane (Chile) das Triebwerk Nr. 2 (rechts) aus. Das Flugzeug schwenkte nach rechts und stürzte in die Flanke eines Hügels. Auf dem Frachtflug waren rund 6 Tonnen Last geladen. Alle 5 Insassen, die vier Besatzungsmitglieder und ein Passagier, wurden getötet.[90]
- 1. August – Eine Douglas DC-3/C-47B-1-DK der französischen Hémet Exploration (F-BJHC) wurde über dem Meer nahe Beira (Mosambik) von Einheimischen abgeschossen. Mit der Maschine wurden Magnetometer-Erkundungen des Untergrunds durchgeführt. Alle 6 Besatzungsmitglieder des zivilen Flugzeugs wurden getötet.[91]
- 3. August – Mit einer Douglas DC-3/C-53 der kolumbianischen SATENA (FAC-1128) kam es während eines Testfluges zu einem Triebwerksausfall. Daher wurde auf landwirtschaftlichem Gelände nahe dem Startflughafen Cali-Palmaseca (Kolumbien) eine Notlandung durchgeführt. Alle vier Besatzungsmitglieder, die einzigen Insassen, überlebten den Unfall. Das Flugzeug wurde irreparabel beschädigt.[92]
- 11. August – Die Piloten einer Douglas DC-4 der kolumbianischen SADELCA (HK-136) mussten auf dem Flug von Florencia nach Neiva notlanden. Die Maschine wurde irreparabel beschädigt. Personen kamen nicht zu Schaden.[93]
- 18. August – Eine Vickers Viscount 745D der US-amerikanischen Airgo Air Freight (N7407) wurde auf dem Flugplatz Georgetown zerstört. Personen kamen nicht zu Schaden.[94]
- 19. August – Eine Hindustan Aeronautics HAL 748 der Indian Airlines (VT-DXF) setzte bei widrigen Wetterbedingungen während der Landung auf dem Flughafen Mangalore erst in der Mitte der Landebahn mit überhöhter Geschwindigkeit auf. Beim Überrollen des Landebahnendes brach das Bugfahrwerk ab; das Flugzeug rutschte in ein Tal hinunter und wurde dabei auf dem felsigen Gelände irreparabel beschädigt. Alle 26 Insassen überlebten, allerdings erlitten 7 davon leichte Verletzungen.[95]
- (A) 22. August – Eine Boeing 737 der Far Eastern Air Transport (B-2603) stürzte nach einer explosiven Dekompression nahe Taipeh, Taiwan ab. Alle 110 Insassen kamen ums Leben (siehe auch Far-Eastern-Air-Transport-Flug 103).
- (A) 24. August – Ein Bomber des Typs Tupolew Tu-16 kollidierte siebzig Kilometer östlich Sawitinsk, Oblast Amur (Sibirien) mit einer Antonow An-24 der sowjetischen Aeroflot (CCCP-46653). Dabei wurden alle 6 Insassen des Bombers sowie 31 der 32 Personen an Bord der Antonow getötet. Eine Passagierin überlebte den Absturz. Ursache war mangelhafte Koordination zwischen militärischer und ziviler Flugsicherung (siehe auch Aeroflot-Flug 811).[96]
- 26. August – Eine Vickers Viscount 745D der kolumbianischen Aeropesca Colombia (HK-1320) wurde in den Berg Santa Elena geflogen, etwa 48 Kilometer nördlich von Florencia (Kolumbien). Die Maschine war auf dem Flug von Florencia nach Neiva. Alle 50 Insassen, 6 Besatzungsmitglieder und 44 Passagiere, wurden bei diesem CFIT (Controlled flight into terrain) getötet.[97]
- 31. August – An Bord einer Boeing 720-023B der libanesischen Middle East Airlines (MEA) (OD-AFR) explodierte auf dem Flughafen Beirut kurz nach der Ankunft aus Libyen eine Sprengladung mit etwa 5 Kilogramm Dynamit. Das Flugzeug wurde zerstört.[98]
- Im September 1981 (genaues Datum unbekannt) kollidierte eine Douglas DC-6 eines unbekannten US-amerikanischen Betreibers (N62242) beim Start von einer unbekannten Piste im Nordosten Kolumbiens mit Bäumen und stürzte ab. Mindestens ein Insasse, ein Lader, wurde getötet.[99]
- 2. September – Eine Embraer EMB 110P1 Bandeirante der kolumbianischen Taxi Aéreo El Venado (HK-2651) stürzte kurz nach dem Start vom Flughafen von Paipa (Kolumbien) ab. Die Maschine war um eine Tonne überladen, also mit rund 150 % der zulässigen Zuladung. Sie konnte nach dem Abheben nicht genug Höhe gewinnen und kurvte drei Kilometer lang um Bäume und Gebäude herum. In einer Linkskurve kam es dann zu einem Strömungsabriss, nach dem das Flugzeug etwa 100 Meter auf einem Hügel entlang rutschte, wobei es zerbrach und Feuer fing. Von den 21 Insassen wurden 20 getötet, alle drei Besatzungsmitglieder und 17 Passagiere.[100]
- (A) 6. Oktober – Eine Fokker F28-4000 der niederländischen NLM (PH-CHI) geriet in einen Tornado und stürzte nahe Rotterdam, Niederlande, nach Abriss der rechten Tragfläche ab. Alle 17 Personen an Bord starben (siehe auch NLM-Cityhopper-Flug 431).[101]
- 21. Oktober – Eine Curtiss C-46A Commando der kolumbianischen Aeropesca Colombia (HK-388) wurde auf dem Flug von Medellín nach Barranquilla von zwei Männern und zwei Frauen entführt. Sie zwangen die Piloten, auf der Guajira-Halbinsel an der Grenze zwischen Venezuela und Kolumbien zu landen. Dort wurden rund fünf Tonnen Waffen geladen und wieder gestartet. Die Entführer zwangen die Besatzung, eine Notlandung im Fluss Río Orteguaza (Kolumbien) durchzuführen, sieben Kilometer östlich von Florencia. Dort wurden die Waffen entladen. Die dreiköpfige Besatzung wurde noch drei Wochen lang als Geiseln festgehalten. Das Flugzeug wurde irreparabel beschädigt.[102]
- 26. Oktober – Eine Lockheed L-749A/VC-121B Constellation der Aerolineas Argo aus der Dominikanischen Republik (HI-328) wurde im Anflug auf den Flughafen Saint Thomas-Cyril E. King (Amerikanische Jungferninseln, USA) 5,6 Kilometer westlich davon in die Karibik geflogen. Bei starkem Regen wurde eine Kurve derart niedrig ausgeführt, dass die rechte Tragflächenspitze das Wasser berührte und das Flugzeug sich überschlug. Der Bug wurde abgerissen, weshalb die drei Besatzungsmitglieder getötet wurden. Die beiden Passagiere auf dem Frachtflug überlebten, da die Maschine noch 15 Stunden schwamm.[103][104]
- 31. Oktober – Eine de Havilland Canada DHC-6 Twin Otter 300 der Cameroon Airlines (TJ-CBC) überschoss das Startbahnende des Flughafens von Bafoussam (Kamerun). Die Twin Otter hatte nach dem Start nur eine Höhe von ungefähr 15 Metern erreicht und anschließend an Höhe verloren – vermutlich aufgrund von Überladung. Die Besatzung konnte das Flugzeug erst 43 Meter hinter dem Ende der Startbahn zum Stillstand bringen. Von den 24 Insassen kam ein Passagier ums Leben.[105]
- (A) 8. November – Bei einer Douglas DC-9-32 der Aeroméxico (XA-DEO) mit 12 Passagieren und 6 Besatzungsmitgliedern an Bord kam es 35 Minuten nach dem Start vom Flughafen Acapulco zu einem Druckabfall im Flugzeug. Die Piloten versuchten, für eine Notlandung nach Acapulco zurückzukehren. Dabei kollidierte das Flugzeug mit einem Berg, es gab keine Überlebenden (siehe auch Aeroméxico-Flug 110).[106]
- 30. November – An einer Douglas DC-6A der guyanischen, aber US-amerikanisch registrierten Guyana Airways (N3486F) fiel nach dem Start vom Saint Lucia-Castries Vigie Field (St. Lucia) ein Triebwerk aus. Beim Versuch der Rückkehr stürzte das Flugzeug ab. Alle 3 Besatzungsmitglieder, die einzigen Insassen auf dem Frachtflug, kamen ums Leben.[107]
- (A) 1. Dezember – Eine McDonnell Douglas DC-9-81 (MD-81) der jugoslawischen Inex Adria Aviopromet (YU-ANA) wurde während des Landeanflugs auf den Flughafen Ajaccio (Korsika, Frankreich) gegen den Berg San Pietro geflogen. Die Maschine war auf dem Weg von Ljubljana. Alle 180 Personen an Bord, 173 Passagiere und sieben Besatzungsmitglieder, wurden bei diesem bereits dritten Controlled flight into Terrain der Inex Adria getötet (siehe auch Inex-Adria-Aviopromet-Flug 1308).[108]
- 2. Dezember – Eine Douglas DC-4-1009 der kanadischen Aero Trades Western (C-FJRW) schlug bei der Landung auf dem Flugplatz Spence Bay (Taloyoak Airport) (Nordwest-Territorien, Kanada) 15 Meter vor und gut einen Meter unterhalb des Landebahnanfangs auf dem Boden auf. Dadurch brach das linke Hauptfahrwerk zusammen, woraufhin sich das Flugzeug um mehr als 180 Grad drehte und irreparabel beschädigt wurde. Die drei Besatzungsmitglieder, einzige Insassen auf dem Frachtflug, überlebten den Unfall.[109]
- 18. Dezember – Eine de Havilland Canada DHC-6-300 Twin Otter der kolumbianischen ACES Colombia (HK-2216) kollidierte im Anflug auf den Flugplatz Covenas mit einem Hügel. Die Maschine befand sich auf dem Flug vom Flughafen Medellin-Olaya Herrera. Alle 13 Insassen, beide Piloten und die 11 Passagiere, wurden getötet.[110]
- 29. Dezember – An einer Hawker Siddeley HS 748-239 2A der kanadischen Eastern Provincial Airways (C-GEPH) fielen beim Rollen auf dem Sydney Airport (Nova Scotia) (Kanada) die Bremsen und die Bugradsteuerung aus. Obwohl die Piloten die Triebwerke abstellten, rollte die Maschine in das Terminalgebäude und wurde irreparabel beschädigt. Alle 18 Insassen, drei Besatzungsmitglieder und 15 Passagiere, überlebten den Unfall.[111]

### 1982
- Im Jahr 1982 (genaues Datum unbekannt) wurde eine Douglas DC-4/C-54Q der US-amerikanischen Florida Aircraft Leasing (Luftfahrzeugkennzeichen N111AV) auf dem Marsh Harbour Airport (Great Abaco, Bahamas) irreparabel beschädigt. Über Personenschäden ist nichts bekannt.[112]
- (A) 13. Januar – Eine Boeing 737 der US-amerikanischen Air Florida (N62AF) streifte während des Starts in Washington, D.C., USA, eine Brücke über den Potomac River und stürzte in den Fluss. Von den 79 Passagieren starben 74 sowie vier Autoinsassen (siehe auch Air-Florida-Flug 90).
- 17. Januar – Beim Start einer Convair CV-440-75 der US-amerikanischen Island Airlines Hawaii (N21DR) fiel vom Flughafen Honolulu (Hawaii, USA) in einer Höhe von 30 Metern das Triebwerk Nr. 2 (rechts) aus. Das Flugzeug verlor an Höhe und musste notgewassert werden. Alle drei Besatzungsmitglieder, die einzigen Insassen auf dem Frachtflug, überlebten den Unfall.[113]
- 19. Januar – An einer Canadair CL-44DF4-1 der AECA (Aeroservicios Ecuatorianos) (HC-BHS) ging nach dem Start vom Flughafen Miami (Florida, USA) der Hydraulikdruck verloren, als das Fahrwerk eingefahren wurde. Die Piloten kehrten zurück und versuchten, das Fahrwerk wieder auszufahren, was beim Bugfahrwerk auch gelang. Das Hauptfahrwerk ließ sich nicht verriegeln und fuhr bei der Landung teilweise wieder ein. Das Flugzeug wurde irreparabel beschädigt. Alle sechs Insassen, vier Besatzungsmitglieder und zwei Passagiere, überlebten den Unfall.[114]
- 22. Januar – Eine Cessna 404 der RFG – Regionalflug (Luftfahrzeugkennzeichen D-ICRH) geriet bei einem Positionierungsflug während der Landung auf dem Flughafen Dortmund von der Landebahn ab, krachte in einen Hangar und fing Feuer. Die Maschine sollte von Düsseldorf nach Dortmund gebracht werden; der Höhenmesser war jedoch aufgrund eines Sehfehlers des Piloten falsch eingestellt. Der 58-jährige Pilot, einziger Insasse, kam dabei ums Leben. Mindestens vier weitere Flugzeuge im Hangar wurden zerstört oder beschädigt.[115][116]
- 5. Februar – Eine Canadair CL-44D4-2 der simbabwischen Affretair (TR-LVO) wurde bei einem Hangarbrand auf dem Flughafen Harare International (Simbabwe) zerstört. Über Personenschäden ist nichts bekannt.[117]
- (A) 9. Februar – Eine Douglas DC-8 der Japan Airlines (JA8061) schlug vor der Landung auf dem Flughafen Tokio-Haneda in der Bucht von Tokio auf. Unfallursache war ein Selbstmordversuch des Kapitäns; 24 der 174 Insassen kamen ums Leben (siehe auch Japan-Air-Lines-Flug 350).
- 19. Februar – Eine Douglas DC-6BF der kolumbianischen LAC Líneas Aéreas del Caribe (HK-1706) flog in einen 240 Meter hohen Hügel 18 Kilometer nordnordwestlich von Subachoque (Kolumbien). Alle vier Besatzungsmitglieder, die einzigen Insassen des Frachtfluges, wurden getötet.[118]
- 17. März – Bei einem Airbus A300B4-203 der Air France (F-BVGK) zerlegte sich während des Starts vom Flughafen Sanaa (Nordjemen) das rechte Triebwerk. Der Start wurde rechtzeitig abgebrochen. Bruchstücke drangen in den Treibstofftank ein und lösten ein Feuer aus. Das Flugzeug wurde zerstört. Alle 124 Insassen, dreizehn Besatzungsmitglieder und 111 Passagiere, überlebten den Unfall. Die Untersuchung ergab, dass die Triebwerke des Typs General Electric CF6 zum einen Konstruktionsfehler enthielten, zum anderen die Kontrollintervalle zu lange auseinander festgelegt worden waren.[119]
- 26. März – Eine Vickers Viscount 745D der kolumbianischen Aeropesca Colombia (HK-2382) wurde in 2350 Meter Höhe nahe Quétame (Kolumbien) in einen Berg geflogen. Die Maschine war auf dem Flug vom Flughafen Villavicencio nach Bogotá. Alle 50 Insassen, 6 Besatzungsmitglieder und 44 Passagiere, wurden bei diesem CFIT (Controlled flight into terrain) getötet.[120]
- 17. April – An einer Armstrong Whitworth Argosy 102 der britischen Air Bridge Carriers (G-APRN) brach bei der Landung auf dem Flughafen Belfast International (Nordirland) das rechte Hauptfahrwerk zusammen. Grund war ein technischer Defekt. Das Flugzeug wurde irreparabel beschädigt. Beide Piloten, die einzigen Insassen auf dem Frachtflug, überlebten den Unfall.[121]
- (A) 26. April – Eine am Flughafen Guangzhou-Baiyun (alt) gestartete Hawker Siddeley Trident 2E der chinesischen CAAC (B-266) kollidierte im Anflug auf den Flughafen Guilin Qifengling mit einem Berg etwa 60 km südöstlich davon. Alle 112 Personen an Bord wurden getötet. Zu der Unfallursache existieren widersprüchliche Angaben (siehe auch CAAC-Flug 3303).[122]
- 1. Mai – Eine Douglas DC-7B der US-amerikanischen Kinney Air Tankers (N823D) wurde auf dem Dawson Community Airport (Montana, USA) durch einen Brand zerstört. Über Personenschäden ist nichts bekannt.[123]
- 5. Mai – Mit einer Convair CV-440 der bolivianischen Transportes Aéreos Unidos (CP-1725) kam es nach dem Start vom Flughafen La Paz-El Alto (Bolivien) zu einem Schubverlust. Nach einem Strömungsabriss stürzte die Maschine zu Boden. Alle vier Insassen, drei Besatzungsmitglieder und ein Passagier, überlebten den Unfall.[124]
- 9. Mai – Eine De Havilland Canada DHC-7 der südjemenitischen Alyemda (7O-ACK) stürzte während des Landeanflugs auf den Flughafen Aden (Südjemen) etwa 2 Kilometer vor der Landebahn ins Meer. Von den 49 Insassen wurden 23 getötet. Dies war der erste Totalverlust einer de Havilland Canada DHC-7.[125]
- 15. Mai – Beim Start einer privat auf den US-Amerikaner Clayton V. Curtis zugelassenen Martin 4-0-4 (N40445) vom Flugplatz Madera Municipal (Kalifornien, USA) fiel in knapp 100 Metern Höhe das Triebwerk Nr. 2 (rechts) aus. Beim Versuch der Rückkehr landete die Maschine in einem Weizenfeld und wurde irreparabel beschädigt. Beide Piloten, die einzigen Insassen auf dem Überführungsflug, überlebten den Unfall.[126]
- (A) 25. Mai – Eine Boeing 737-200 der brasilianischen VASP (PP-SMY) setzt während der Landung auf dem Flughafen Brasília bei Regenwetter mit dem Bugfahrwerk zuerst auf. Das Bugfahrwerk brach, wodurch die Maschine von der Rollbahn abkam und der Rumpf auseinanderbrach. Von den 118 Personen an Bord kamen zwei Passagiere ums Leben (siehe auch VASP-Flug 234).[127]
- (A) 8. Juni – Der Kapitän einer Boeing 727-212 der brasilianischen VASP (PP-SRK) flog die Maschine im Anflug auf den Flughafen Fortaleza (Brasilien) trotz der Warnungen des Ersten Offiziers und des Höhenwarnsystems in einen Berg. Alle 137 Insassen wurden getötet (siehe auch VASP-Flug 168).[128]
- 12. Juni – Eine Boeing 720-023B der libanesischen Middle East Airlines (MEA) (OD-AFP) wurde auf dem Flughafen Beirut durch israelischen Beschuss mit Granaten zerstört.[129]
- 16. Juni – Vier Flugzeuge der libanesischen Middle East Airlines (MEA) wurden auf dem Flughafen Beirut durch israelischen Beschuss mit Granaten zerstört. Ziel war es, in Beirut verbliebene Mitglieder der PLO an der Flucht über den Flughafen zu hindern. Folgende Flugzeuge waren betroffen:
  - Eine Boeing 707 (OD-AFB), drei Boeing 720 (OD-AFU, OD-AFW, OD-AGR).[130][131][132][133]
- (A) 22. Juni – Eine Boeing 707-437 wurde bei Nacht, Nebel und schlechter Sicht auf dem Flughafen Bombay-Santacruz sehr hart aufgesetzt, bei einem versuchten Durchstarten kam es zu einem Strömungsabriss und die Maschine stürzte zu Boden. Von den 111 Insassen wurden 17 getötet (siehe auch Air-India-Flug 403).
- 28. Juni – Eine Jakowlew Jak-42 der sowjetischen Aeroflot (CCCP-42529) verunglückte auf dem Flug von Leningrad nach Kiew durch einen mechanischen Defekt in der Trimmung des Höhenleitwerks. Alle 132 Insassen kamen bei dem Absturz ums Leben.[134]
- 6. Juli – Eine Iljuschin Il-62 der sowjetischen Aeroflot (CCCP-86513) stürzte auf dem Flug vom Flughafen Moskau-Scheremetjewo nach Freetown in Sierra Leone ab. Sekunden nach dem Start war ein Triebwerk explodiert und hatte einen Brand im Heck der Maschine ausgelöst. Die Piloten stellten nacheinander zwei Triebwerke ab und änderten den Kurs, um zum Flughafen zurückzukehren. Bei dem Versuch, die Flughöhe zu halten, kam es zu einem Strömungsabriss und das Flugzeug stürzte ab. Von den 90 Personen an Bord starben 89 durch den Absturz, der letzte überlebende Fluggast erlag zwei Tage später seinen schweren Verletzungen.[135]
- (A) 9. Juli – Eine Boeing 727-235 der US-amerikanischen Pan Am (N4737) stürzte kurz nach dem Start vom Flughafen New Orleans International durch Scherwinde und Fallböen ab. Alle 145 Insassen sowie 8 Personen am Boden starben (siehe auch Pan-Am-Flug 759).[136]
- 11. Juli – Mit einer Hawker Siddeley HS 748-209 der Philippine Airlines (RP-C1014) wurde auf dem Flughafen Jolo (Philippinen) bei der Geschwindigkeit V1 der Start abgebrochen, weil die Piloten zwei ungewöhnliche Geräusche vom Triebwerk Nr. 1 (links) gehört hatten. Das Flugzeug überrollte das Startbahnende und kam an einer Mauer und einigen Fahrzeugen zum Stehen. Ein Besatzungsmitglied kam ums Leben, die vier anderen und alle 25 Passagiere überlebten den Unfall. Das Flugzeug wurde irreparabel beschädigt.[137]
- 1. August – Eine Boeing 720-047B der libanesischen Middle East Airlines (MEA) (OD-AGG) wurde auf dem Flughafen Beirut bei einem Bombenangriff zerstört.[138]
- 12. August – Eine de Havilland Canada DHC-6-300 Twin Otter der burmesischen Burma Airways (XY-AEB) kollidierte bei Mindat während eines Sturms mit einem Hügel. Alle 8 Insassen, 3 Besatzungsmitglieder und 5 Passagiere, kamen ums Leben.[139]
- (A) 14. August – Eine Tupolew Tu-134A der sowjetischen Aeroflot (CCCP-65836) kollidierte auf dem Flughafen Sochumi-Babuschara am Boden mit einer Let L-410 der sowjetischen Aeroflot (CCCP-67191). Dabei starben alle 11 Passagiere an Bord der Let L-410 (siehe auch Flugzeugkollision am Flughafen Sochumi).[140]
- 25. August – Eine Convair CV-440 der US-amerikanischen Air Resorts Airlines (N477KW) wurde trotz schlechten Wetters weiter unter Sichtflugbedingungen und deshalb in einen Berg geflogen. Der Unfall ereignete sich in 3.570 Metern (11.700 Fuß) Höhe am Wolf Creek Pass in Colorado (Vereinigte Staaten). Bei diesem CFIT (Controlled flight into terrain) wurde das Flugzeug zerstört. Es handelte sich um die ehemalige D-ACEF der Lufthansa (1954–1969). Beide Piloten, die einzigen Insassen, überlebten.[141]
- (A) 13. September – Während des Starts einer McDonnell Douglas DC-10 der spanischen Spantax (EC-DEG) in Málaga zu einem Flug nach New York kam es zu starken Vibrationen durch Platzen des rechten Reifens am Bugfahrwerk. Die Vibrationen irritierten die Piloten, die daraufhin viel zu spät einen Startabbruch einleiteten. Dabei schoss die Maschine über das Ende der Startbahn hinaus, überquerte eine Autobahn und kam an der Böschung einer Eisenbahnlinie zum Stehen. Dabei zerbrach sie in drei Teile und brannte schließlich aus. Von den 394 Insassen wurden 50 getötet (siehe auch Spantax-Flug 995).[142]
- 17. September – Bei der Douglas DC-8-61 JA8048 der Japan Airlines fielen nach dem Start wesentliche Hydrauliksysteme aus. Die Piloten kehrten zum Flughafen Shanghai-Hongqiao (China) zurück und führten eine Notlandung durch, bei der das Flugzeug zerstört, aber keiner der 124 Insassen getötet wurde.[143]
- 18. September – Eine de Havilland Canada DHC-3 Otter der Central Mountain Air (C-FDJA) stürzte nahe dem Two Bridge Lake (British Columbia) ab. Alle fünf Insassen starben.[144]
- 29. September – Eine Iljuschin Il-62 der sowjetischen Aeroflot (CCCP-86470) verunglückte kurz nach der Landung auf der Landebahn 06 des Flughafens Luxemburg-Findel. Die Maschine kam aus Moskau und sollte nach Lima weiterfliegen. Beim Aufsetzen klemmte die Schubumkehr auf einer Seite, die Maschine verließ unkontrolliert die Landebahn, streifte mit der Tragfläche eine Hütte, rutschte in einen Wassergraben, verlor dabei das Fahrwerk, hob wieder kurzzeitig ab, und zerschellte in einem angrenzenden Waldgebiet. Hierbei kamen 7 Passagiere ums Leben.[145]
- 8. Oktober – Eine Vickers Viscount 828 der SAN Ecuador (HC-ATV) geriet bei der Landung auf dem Flughafen Cuenca (Ecuador) von der Landebahn ab. Dabei brach das rechte Hauptfahrwerk im weichen Boden ein, die gesamte rechte Flugzeugseite wurde schwer beschädigt. Alle Insassen überlebten. Das Flugzeug wurde irreparabel beschädigt.[146]
- 31. Oktober – An einer Curtiss C-46 Super C Commando der kanadischen Ilford Riverton Airways (C-GIXZ) geriet das rechte Hauptfahrwerk beim Rollen zum Vorfeld auf dem Flugplatz Shamattawa (Manitoba, Kanada) in den parallel zur Landebahn verlaufenden Graben und Durchlass. Dabei rissen die Hauptfahrwerksbefestigungen vom Holm ab. Das Flugzeug wurde irreparabel beschädigt. Beide Piloten, die einzigen Insassen auf dem Frachtflug, überlebten den Unfall.[147]
- 29. November – Eine de Havilland Canada DHC-6-310 Twin Otter der kolumbianischen ACES Colombia (HK-2536) wurde bei Quetame ins Gelände geflogen. Die Maschine befand sich auf dem Flug von San José del Guaviare zum Flughafen Bogotá. Alle 22 Insassen, 2 Besatzungsmitglieder und 20 Passagiere, wurden getötet.[148]
- 29. November – Eine Antonow An-26 der TAAG Angola Airlines (D2-TAB) flog nahe Monte Bibala in einen Berg. Keiner der 15 Insassen überlebte.[149]
- (A) 7. Dezember – Auf einem regionalen Linienfrachtflug erbrach sich der Erste Offizier einer Swearingen SA227-AC Metro III der US-amerikanischen Pioneer Airlines (N30093) während des Endanfluges auf Pueblo, Colorado. Beim Versuch, seinem Kollegen zu helfen, um ein Ersticken durch Aspiration von Mageninhalt zu verhindern, vergaß der Kapitän, auf die Flughöhe zu achten, woraufhin die Maschine ins Gelände geflogen wurde. Beide Piloten, die einzigen Insassen, kamen dabei ums Leben (siehe auch Flugunfall einer Swearingen Metro der Pioneer Airlines).
- 9. Dezember – Eine Fairchild F-27 der Aeronor Chile (CC-CJE) stürzte zwei Kilometer vor der Landebahn am Flughafen La Florida (Chile) ab. Nach einem Triebwerksschaden war es zu einem Strömungsabriss gekommen. Alle 46 Personen an Bord starben (42 Passagiere und 4 Besatzungsmitglieder).[150]
- 10. Dezember – An einer Hawker Siddeley HS 748-235 2A der Bouraq Indonesia Airlines (PK-IHI) brach bei der Landung auf dem Flughafen Manado-Sam Ratulangi (Indonesien) das Bugfahrwerk zusammen. Alle 45 Insassen, drei Besatzungsmitglieder und 42 Passagiere, überlebten den Unfall. Das Flugzeug wurde irreparabel beschädigt.[151]
- (A) 24. Dezember – An Bord einer Iljuschin Il-18B der staatlichen chinesischen Fluggesellschaft CAAC (B-202) entstand kurz vor der Landung auf dem Flughafen Guangzhou-Baiyun (alt) ein Brand. Die Maschine konnte sicher gelandet werden und eine Evakuierung wurde eingeleitet. Von den 69 Personen an Bord starben 25 Passagiere, 37 Personen wurden verletzt. Der Brand war durch die Zigarette verursacht worden, die ein Passagier versehentlich in eine unzugängliche Lücke zwischen der Sitzschiene und der Innenwand der Kabine fallen gelassen hatte.

### 1983
- (A) 11. Januar – Die Besatzung einer Douglas DC-8-54F der United Airlines (Luftfahrzeugkennzeichen N8053U), die einen Frachtflug von Detroit nach Los Angeles durchführen sollte, übersah beim Abarbeiten der Checkliste, dass sich die Höhenflosse noch in der Landestellung befand. Nach dem Abheben rollte die Maschine nach rechts und stürzte infolge eines Strömungsabrisses auf einen Acker. Alle drei Besatzungsmitglieder kamen ums Leben (siehe auch United-Airlines-Flug 2885).[152]
- 27. Februar – Eine Hawker Siddeley Trident 2E der chinesischen CAAC (B-260) überrollte bei der Landung auf dem Flughafen Fuzhou Yixu (China) das Landebahnende. Das Bugfahrwerk brach zusammen, die Maschine wurde irreparabel beschädigt. Alle 96 Insassen überlebten den Unfall.[153]
- (A) 10. März – Eine de Havilland DHC-6 Twin Otter der Bakhtar Afghan Airlines YA-GAZ stürzte auf einem Inlandslinienflug von Kabul nach Uruzgan nahe der Stadt Ghazni ab. Alle 17 Passagiere und die zwei Besatzungsmitglieder starben (siehe auch Flugunfall der Bakhtar Afghan Airlines bei Ghazni).[154]
- 16. April – In einer Hawker Siddeley HS 748-329 2A LFD der Air Liberia (EL-AIH) fiel im Steigflug nach dem Start vom Flughafen Khartum (Sudan) das Triebwerk Nr. 2 (rechts) wegen eines Defekts der Treibstoffpumpe aus. Bei der Rückkehr nach Khartum lieferte das verbliebene Triebwerk Nr. 1 nicht genügend Schub, so dass die Maschine im Queranflug 4 Kilometer südöstlich des Flughafens abstürzte. Der Schubverlust im Triebwerk 1 war durch einen vom Wartungspersonal fehlerhaft justierten Kraftstoffbezugspunkt-Trimmer verursacht. Von den neun Insassen wurden 8 getötet, alle drei Besatzungsmitglieder und 6 Passagiere. Außerdem kamen 9 Menschen am Boden ums Leben.[155]
- 20. April – Eine de Havilland DHC-6-310 Twin Otter der britischen Air Ecosse (G-STUD) verunglückte auf dem Flugplatz Flotta. Der Charterflug kam vom Flughafen Aberdeen International. Die Untersuchung ergab, dass das Flugzeug von der Landebahn abkam und einen Ringelpiez machte, als es bei der Landung in starken Seitenwind geraten war. Beide Tragflächen brachen ab. Es gab keine ernsthaften Verletzungen und keine Todesfälle unter den zwei Besatzungsmitgliedern und zehn Passagieren.[156]
- 26. April – Eine Curtiss C-46 Commando eines unbekannten mexikanischen Betreibers (XA-...) wurde mit einer Ladung Marihuana auf einem illegalen Flug durch die kolumbianische Luftwaffe beschossen und in der Nähe von Ciénaga Grande (Magdalena, Kolumbien) zur Notlandung gezwungen. Die fünf oder sechs Insassen entkamen unverletzt.[157]
- (A) 29. April – Kurz nach dem Start einer Sud Aviation Caravelle VI-R der SAN Ecuador (HC-BAT) vom Flughafen Guayaquil kam es zu einem doppelten Triebwerksausfall. Die Maschine konnte nicht mehr zurück zum Flughafen zurückkehren und stürzte in ein matschiges Feld. Bei dem Unfall starben 8 von 100 Personen an Bord (siehe auch SAN-Ecuador-Flug 832).
- 4. Mai – Mit einer Douglas DC-3/C-47B-40-DK der kolumbianischen SATENA (FAC-1126) wurde nahe dem Flughafen Cali (Kolumbien) eine Notlandung durchgeführt, nachdem kurz nach dem Start ein Triebwerk ausgefallen war. Das Flugzeug wurde irreparabel beschädigt. Alle 22 Insassen, vier Besatzungsmitglieder und 18 Passagiere, überlebten den Unfall.[158]
- 11. Mai – Eine Convair CV-880 der US-amerikanischen Groth Air (N880SR) brannte auf dem Flughafen Mexiko-Stadt aus. Über Personenschäden liegen keine Informationen vor.[159]
- 1. Juni – Eine Boeing 720-023B der libanesischen Middle East Airlines (MEA) (OD-AFO) wurde auf dem Flughafen Beirut durch Beschuss mit Granaten zerstört.[160]
- (A) 2. Juni – Eine Douglas DC-9 der Air Canada (C-FRLU) musste wegen Feuer an Bord in Cincinnati, Ohio (USA) notlanden. Dabei starben 23 von 46 Menschen (siehe auch Air-Canada-Flug 797).
- 8. Juni – Die Piloten einer aus La Paz kommenden Douglas DC-4/VC-54Q der bolivianischen Frigorifico Reyes (CP-1404) wichen wegen schlechten Wetters am Zielort Palmira zum Flughafen Trinidad (Bolivien) aus. Bei der dortigen Landung verunglückte die Maschine, wobei ein Feuer ausbrach und das Flugzeug zerstört wurde. Alle 5 Insassen, drei Besatzungsmitglieder und 2 Passagiere, wurden getötet.[161]
- 29. Juni – An einer Douglas DC-4/C-54G-10-DO der US-amerikanischen Pacific Air Express (N300JT) fielen im Anflug auf den Flughafen Kahului (Hawaii, USA) in 240 Meter Höhe alle vier Triebwerke fast gleichzeitig aus. Die Maschine machte eine Bauchlandung in einem Zuckerrohrfeld, knapp 1900 Meter vor der Landebahn und 1800 Meter rechts von der Anfluggrundlinie. Ursache war Vergaservereisung. Die drei Besatzungsmitglieder, einzige Insassen auf dem Frachtflug, überlebten den Unfall. Das Flugzeug wurde irreparabel beschädigt.[162]
- 4. Juli – Eine Hawker Siddeley HS 748-263 2A der Zambia Airways (9J-ADM) überrollte bei einem Startabbruch auf dem Flughafen Kasaba Bay (Sambia) das Bahnende und wurde irreparabel beschädigt. Auslöser für den Startabbruch war der Ausfall des Triebwerks Nr. 1 (links). Alle 46 Insassen, vier Besatzungsmitglieder und 42 Passagiere, überlebten den Unfall.[163]
- 10. Juli – Eine Curtiss C-46A-50-CU Commando der US-amerikanischen Nenana Fuel Company (N92853) rollte direkt nach dem Aufsetzen auf dem Tobin Creek Airstrip (Alaska, USA) über einen Frostaufwurf auf der Landebahnoberfläche und begann nach rechts zu drehen, bis die rechte Tragfläche einen Hügel neben der rechten Seite der Landebahn berührte. Das Flugzeug kam in einem Graben 110 Grad rechts von der Landebahn zum Stehen. Die Untersuchung des rechten Hauptfahrwerksreifens ergab eine große, zerklüftete Öffnung in der Seitenwand, die sich bis in den Laufflächenbereich des Reifens erstreckte. Diese Öffnung passte zu einer der Seiten eines Felsens, der in der Nähe der Frostaufbrüche gefunden wurde. Bei der Überprüfung der Wartungsbücher des Luftfahrzeugs wurde festgestellt, dass keinerlei Aufzeichnungen über die Einhaltung der Lufttüchtigkeitsanweisungen vorhanden waren. Beide Piloten, die einzigen Insassen auf dem Frachtflug, überlebten den Unfall.[164]
- (A) 11. Juli – Eine Boeing 737-200 der TAME Ecuador (HC-BIG) streifte im Landeanflug auf den Flughafen Cuenca (Ecuador) einen Gebirgskamm und stürzte 1,5 Kilometer vor der Landebahn in hügeliges Gelände. Alle 119 Personen an Bord kamen ums Leben. Berichten zufolge verfügte der Kapitän nicht über eine zureichende Flugkompetenz für diesen Flug (siehe auch TAME-Ecuador-Flug 173).[165]
- (A) 23. Juli – Einer Boeing 767-200 (C-GAUN) ging auf dem Flug von Montréal-Dorval nach Edmonton auf halbem Weg in 40.000 Fuß der Treibstoff aus. Anfangs hoffte man noch, bis Winnipeg gleiten zu können, was sich dann als nicht machbar erwies. Den Piloten gelang eine sichere Notlandung im Gleitflug (1:12; 5.000 Fuß Sinken auf 10 NM) auf dem Gimli Industrial Park Airport (ehemals: Gimli, Manitoba – Airbase). Die Umrechnung der Treibstoffmenge von Liter in Pfund war fehlerhaft gewesen. Alle 69 Passagiere und Besatzungsmitglieder haben diesen Notfall unverletzt überlebt. In Fliegerkreisen ist das Flugzeug als „Gimli Glider“ (Gimli Segelflugzeug) bekannt (siehe auch Air-Canada-Flug 143).
- 7. August – Eine Hawker Siddeley HS 748-260 der kolumbianischen SATENA (FAC-1104) setzte bei der Landung auf dem Flughafen Pasto-Cano (Kolumbien) spät auf und kam bei Aquaplaning von der Landebahn ab. Das Flugzeug wurde irreparabel beschädigt. Alle 21 Insassen, fünf Besatzungsmitglieder und 16 Passagiere, überlebten den Unfall.[166]
- 27. August – Eine Lockheed L-100-30 Hercules (N17ST) der Transamerica Airlines flog 50 Kilometer südlich des Zielflughafens Dundo in Angola bei schlechten Sichtverhältnissen gegen einen Berg. Alle 7 Insassen, 4 Besatzungsmitglieder und 3 Passagiere, wurden getötet.[167]
- (A) 1. September – Ein sowjetischer Abfangjäger schoss bei Sachalin eine vom Kurs abgekommene und in den sowjetischen Luftraum eingedrungene Boeing 747 der Korean Air ab. Alle 269 Insassen starben dabei (siehe auch Korean-Air-Lines-Flug 007).
- 2. September – Eine Britten-Norman BN-2A-21 Islander der kanadischen Central Mountain Air (C-GIPF) verschwand auf einem Flug von Campbell River nach Smithers (British Columbia). Die Suche wurde nach vier Wochen abgebrochen. Die sieben Insassen wurden für tot erklärt.[168]
- 4. September – Eine Beechcraft 99 der französischen Touraine Air Transport (TAT) (F-BUYG) wurde bei einem Landeunfall auf dem Flughafen Tours-St Symphorien (Département Indre-et-Loire) irreparabel beschädigt. Alle Insassen der auf einem Inlandsflug befindlichen Maschine überlebten.[169]
- (A) 14. September – Eine Hawker Siddeley Trident 2E der chinesischen CAAC (B-264) rollte auf dem Flughafen Guilin Qifengling (China) auf die Startbahn. Dabei stürzte ein Bomber des Typs Harbin H-5 in die rechte Seite der Passagiermaschine. Dadurch wurden 11 Passagiere von den insgesamt 106 Insassen getötet. Das Flugzeug wurde irreparabel beschädigt (siehe auch Flugzeugkollision von Guilin 1983).[170]
- (A) 23. September – Eine Boeing 737-200 (A4O-BK) stürzte auf dem Flug von Karatschi nach Abu Dhabi nahe Mino Jebel Ali in den Vereinigten Arabischen Emiraten ab, nachdem im Frachtraum eine Bombe explodiert war. Alle 112 Insassen, darunter 107 Passagiere und fünf Besatzungsmitglieder, kamen bei dem Absturz ums Leben (siehe auch Gulf-Air-Flug 771).[171]
- 7. Oktober – Eine Embraer EMB 110C der TAM Airlines (PP-SBH) von Campo Grande kommend, zerschellte kurz vor der Landebahn von Araçatuba, nachdem sie diese schon zwei Mal verfehlt hatte. Sieben der 15 Insassen starben.[172][173]
- 8. Oktober – Bei einer de Havilland Canada DHC-6-300 Twin Otter der Burma Airways (XY-AEE) kam es kurz nach dem Start vom Flugplatz Lonkin zum Ausfall des linken Triebwerks. Das Flugzeug kollidierte mit Bäumen auf einem Hügel und stürzte ab. Die Maschine befand sich auf dem Flug nach Myitkyina. Von den 14 Insassen kamen 9 (alle 3 Besatzungsmitglieder sowie 6 der 11 Passagiere) ums Leben.[174]
- 8. Oktober – Eine als privat registrierte Douglas DC-6 (Luftfahrzeugkennzeichen unbekannt) stürzte beim Start zu einem Schmuggelflug vom Dorf Monterrubio, Santa Marta (Kolumbien), ab und brannte aus. Das Flugzeug war mit 13.620 Kilogramm Marihuana beladen. Alle 7 Besatzungsmitglieder wurden getötet.[175]
- (A) 11. Oktober – In einer Hawker Siddeley HS 748-FAA 2A der US-amerikanischen Air Illinois (N748LL) fielen während eines Nachtflugs nacheinander der linke und der rechte Generator aus. Die Piloten überschätzten die verbleibende Nutzungsdauer der Batterie auf dem Weg zum Southern Illinois Airport (Vereinigte Staaten). Ohne Instrumente und Beleuchtung auf dem Nachtflug schlug das Flugzeug 11 Kilometer nordöstlich von Pinckneyville (Illinois) auf einer Weide auf. Alle 10 Insassen, drei Besatzungsmitglieder und 7 Passagiere, wurden getötet (siehe auch Air-Illinois-Flug 710).[176]
- 28. Oktober – An einer Curtiss C-46R Commando der bolivianischen Transportes Aéreos Bolivar (CP-916) fiel beim Reiseflug in 17.000 Fuß Höhe ein Triebwerk aus. Der Propeller konnte nicht in die Segelstellung gebracht werden. Obwohl die Passagiere Pakete der Ladung von 5000 Kilogramm Fleisch abwarfen, sank die Maschine weiter. Da auch dies nicht für eine Rückkehr ausreichte, wurde 9 Kilometer östlich des Flughafens La Paz-El Alto (Bolivien) in felsigem Gelände eine Notlandung durchgeführt. Dabei wurde das Flugzeug irreparabel beschädigt. Alle fünf Insassen, zwei Besatzungsmitglieder und drei Passagiere, überlebten den Unfall.[177]
- (A) 28. Oktober – Ein Passagier öffnete kurz nach dem Start vom Harrisburg International Airport die hintere Tür einer Short 330-200 der Allegheny Commuter (N26288) und stürzte aus mehr als 1000 Metern Höhe zu Boden. Die Maschine konnte mit den verbliebenen 29 Personen an Bord (26 Passagiere und 3 Besatzungesmitglieder) zum Flughafen zurückkehren (siehe auch Zwischenfall der Allegheny Commuter bei Middletown).
- (A) 8. November – Eine Boeing 737-200 der TAAG Angola Airlines (D2-TBN) stürzte beim Start vom Flughafen Lubango ab. Alle 130 Insassen kamen ums Leben. Unmittelbar nach dem Abheben brach das Flugzeug nach links aus und ging in einen Sinkflug über, wobei die linke Tragfläche den Boden berührte. Die Maschine schlug rund 800 Meter hinter der Startbahn auf und brannte vollständig aus. Nach Angaben der angolanischen Regierung war die Absturzursache ein technischer Defekt. UNITA-Rebellen gaben an, die Maschine mit Raketen abgeschossen zu haben (siehe auch TAAG-Angola-Airlines-Flug 462).[178]
- 10. November – An einer Curtiss C-46D-10-CU Commando der bolivianischen Transportes Aéreos Skorpio (TAS) (CP-1077) kam es zu einem Triebwerksausfall. Nahe dem Flugplatz San Borja (Bolivien) wurde neben einer Straße eine Notlandung durchgeführt. Dabei wurde das Flugzeug irreparabel beschädigt. Alle drei Besatzungsmitglieder, die einzigen Insassen, überlebten den Unfall.[179]
- (A) 27. November – Die Piloten einer Boeing 747-200 der Avianca (HK-2910X) unterschritten auf dem Flug vom Flughafen Paris-Charles-de-Gaulle nahe dem Flughafen Madrid-Barajas absichtlich die Mindestflughöhe. Die Maschine streifte zwei Hügel und brach beim dritten Aufprall auseinander. Durch diesen Controlled flight into Terrain (CFIT) wurden 181 der 192 Insassen getötet (siehe auch Avianca-Flug 011).[180]
- (A) 7. Dezember – Auf dem Flughafen Madrid-Barajas kollidierten eine startende Boeing 727-200 der Iberia (EC-CFJ) und eine rollende Douglas DC-9-32 der ebenfalls spanischen Fluggesellschaft Aviaco (EC-CGS) im Nebel, deren Piloten im Nebel auf die aktive Startbahn gerollt waren. Bei dem Unfall kamen 93 Menschen ums Leben, 51 von 93 in der Boeing 727 sowie alle 42 an Bord der Aviaco-Maschine. Als Konsequenz dieses Unfalls wurden alle spanischen Verkehrsflughäfen, insbesondere Barcelona und Madrid, so umgestaltet, dass ein Kreuzen einer aktiven Start- oder Landebahn nicht mehr notwendig ist (siehe auch Flugzeugkollision in Madrid 1983).[181][182]
- (A) 14. Dezember – Am Morgen kam es beim Triebwerk Nr. 4 einer Boeing 707-373C HK-2401X der TAMPA Colombia bei einem Start vom Flughafen Medellín zu einer Beschädigung durch Fremdkörper. Die Maschine kehrte daraufhin zum Flughafen zurück. Nach einer Begutachtung des Schadens beschloss man, das Flugzeug für eine Reparatur nach Miami zu überführen. Nachmittags startete die Maschine erneut, das beschädigte Triebwerk befand sich im Leerlauf. Während des Starts versagte auch Triebwerk Nr. 3, das Flugzeug neigte sich, streifte Hochspannungsleitungen und stürzte in einen Fabrikkomplex. Alle drei Besatzungsmitglieder sowie 22 Personen am Boden starben (siehe auch Absturz einer Boeing 707 der TAMPA Colombia in Medellín).[183]
- 24. Dezember – Nach einem misslungenen Landeanflug auf den Flughafen Leschukonskoje (Sowjetunion) stürzte eine Antonow An-24RV der sowjetischen Aeroflot (CCCP-46617) nach einem Strömungsabriss beim Durchstarten ab. Von den 49 Personen an Bord überlebten nur 5 den Unfall.[184]

### 1984
- Im Jahr 1984 (genaues Datum unbekannt) wurde eine Douglas DC-6A/B eines panamaischen Betreibers (Luftfahrzeugkennzeichen HP-1018) irreparabel beschädigt und abgeschrieben. Der Totalschaden ereignete sich an einem unbekannten Ort auf den Bahamas. Über Personenschäden ist nichts bekannt.[185]

- (A) 10. Januar – Eine vom Flughafen Berlin-Schönefeld gestartete Tupolew Tu-134A der Balkan Bulgarian Airlines (LZ-TUR) kollidierte im Landeanflug auf den Flughafen Sofia bei starkem Schneefall mit einer Stromleitung, nachdem die Piloten trotz fehlender Sicht unter die Entscheidungshöhe geflogen waren. Die Maschine zerschellte vier Kilometer von der Landebahn entfernt in den Kuhstall eines genossenschaftlichen Landwirtschaftsbetriebs. Bei diesem erneuten CFIT (Controlled flight into terrain) wurden alle 45 Passagiere sowie alle fünf Besatzungsmitglieder getötet. Spätere Enthüllungen zu dem Unfall ergaben, dass der Kapitän der Maschine von einem Inspektor der staatlichen bulgarischen Luftfahrtinspektion, der kurz vor dem Abflug der Maschine zugestiegen war, dazu gedrängt wurde, die Landung blind auszuführen (siehe auch Flugunfall der Tupolew Tu-134 LZ-TUR der Balkan Bulgarian Airlines).

- 13. Januar – Eine Douglas DC-4/EC-54U der bolivianischen North East Bolivian Airways (NEBA) (CP-1090) kehrte nach dem Start aufgrund des Ausfalls des Motors Nr. 2 (links innen) zum Startflughafen Cochabamba (Bolivien) zurück. Bei der Landung schlugen Propeller auf der Landebahn auf, wodurch die Maschine seitlich von der Bahn abkam und in einem Entwässerungsgraben aufschlug. Eines der drei Besatzungsmitglieder auf dem Frachtflug kam ums Leben. Das Flugzeug wurde irreparabel beschädigt.[186]

- 13. Januar – Eine Fokker F-27-100 Friendship der US-amerikanischen Pilgrim Airlines (N148PM) verunglückte beim Start auf dem Flughafen New York-John F. Kennedy (USA). Beim Einfahren des Fahrwerks nach dem Start auf der Piste 04L ging der Propeller Nr. 1 (links) automatisch in die Segelstellung. Die Leistung des Motors Nr. 1 wurde reduziert, im Triebwerk Nr. 2 (rechts) kam es zu auch einem Leistungsverlust. Das Fahrwerk wurde wieder ausgefahren, aber das Flugzeug berührte die Startbahn, bevor es vollständig ausgefahren war. Das Flugzeug rutschte 1200 Fuß weit, bevor es in der Nähe der Kreuzung eines Rollwegs und der Startbahn 04L zum Stillstand kam, 32 Meter rechts von der Landebahn. Als ursächlich gelten das Versäumnis der Flugbesatzung, auf dem Anflug nach JFK die Triebwerksenteisung zu verwenden, das Versäumnis des Kapitäns, eine gründliche Vorfluginspektion durchzuführen, und die Entscheidung der Flugbesatzung, beim Start von JFK Triebwerkseisschutz zu verwenden, was zu Leistungsverlusten bei beiden Triebwerken führte. Alle 24 Insassen überlebten den Unfall. Das Flugzeug wurde irreparabel beschädigt.[187]

- 5. März – Eine Hindustan Aeronautics HAL 748 der Indian Airlines (VT-DUO) geriet auf dem Flughafen Hyderabad-Begumpet von der Startbahn ab und raste über welligen Boden in die Begrenzungsmauer des Flughafens. Bei dem Trainingsflug hatte der Ausbilder ein falsches Verfahren angewandt, um einen Triebwerksausfall beim Start zu simulieren; weder er noch der auszubildende Pilot konnten die Kontrolle über das Flugzeug wieder erlangen. Alle drei Besatzungsmitglieder überlebten. Das Flugzeug wurde irreparabel beschädigt.[188]

- 13. März – Eine privat betriebene, kolumbianische Curtiss C-46A-60-CK Commando (HK-1322P) musste wegen Steuerungsproblemen zum Ausgangspunkt, dem Flughafen Barranquilla (Kolumbien), zurückkehren. Nach dem Aufsetzen rollte das Flugzeug 100 Meter weit, hob dann wieder ab und stieg auf 20 Meter, wo es zu einem Strömungsabriss und folgendem Absturz kam. Die Besatzung bestand aus vier ehemaligen Piloten der kolumbianischen Luftwaffe, die keinen Flugplan aufgegeben hatten. Im Wrack wurden etliche Schusswaffen gefunden, ebenso 50 Plastiktonnen, die bei der Produktion von Drogen benutzt wurden. Von den 6 Insassen wurden 4 getötet, 3 Besatzungsmitglieder und ein Passagier.[189]

- 15. März – An einer Convair CV-240/VT-29B der mexikanischen Aero Cozumel (XA-JOV) fiel unmittelbar nach dem Abheben vom Flughafen Cancún (Mexiko) das linke Triebwerk aus. Es kam zu einer Bruchlandung in einem Sumpf. Das Flugzeug wurde irreparabel beschädigt. Alle Insassen überlebten die Bruchlandung.[190]

- 16. März – Eine Fairchild F-27M der Lloyd Aéreo Boliviano (CP-862) stürzte in den Dschungel. Das Flugzeug befand sich auf dem Weg von Trinidad nach San Borja. Alle 23 Insassen starben.[191]

- 24. März – Bei einer Douglas DC-4/C-54S auf einem Frachtflug der bolivianischen Frigorifico Reyes (CP-1206) kam es kurz nach dem Abheben vom Flughafen Rurrenabaque (Bolivien) zu Fehlzündungen. Die rechte Tragflächenspitze streifte Bäume, woraufhin das Flugzeug außer Kontrolle geriet und in einem Wald abstürzte. Alle 5 Insassen, drei Besatzungsmitglieder und 2 Passagiere, wurden getötet.[192]

- 28. April – An einer Douglas DC-6/C-118A der US-amerikanischen Intercontinental Aircraft Lease (N92860) funktionierte das Enteisungssystem nicht richtig. Deshalb wurde zum Flugplatz San Manuel (Arizona, USA) ausgewichen. Im Anflug mit dem in desolatem Zustand befindlichen Flugzeug funktionierten auch die Fahrtmesser nicht, so dass mit viel zu hoher Geschwindigkeit aufgesetzt wurde. Da auch die Schubumkehr defekt war, überrollte die Maschine das Landebahnende und kam in einem Graben zum Stillstand. Nicht verwunderlich wurde das Flugzeug irreparabel beschädigt. Dass der Kopilot für diesen Flug nicht qualifiziert war, überraschte angesichts der Gesamtumstände nur noch wenig. Alle vier Insassen des Überführungsfluges, drei Besatzungsmitglieder und ein Passagier, überlebten den Unfall.[193]

- 6. Mai – An einer Curtiss C-46R Commando der bolivianischen Transportes Aéreos San Martin (TASMA) (CP-974) entstand nach dem Start vom Flugplatz San Borja (Bolivien) ein unkontrollierbarer Triebwerksbrand am Motor Nr. 1 (links). Bei der Rückkehr machte die Maschine nach der Landung am Ende der Landebahn 18 einen Ringelpiez. Dabei wurde das Flugzeug irreparabel beschädigt. Alle drei Besatzungsmitglieder, die einzigen Insassen, überlebten den Unfall.[194]

- 15. Mai – Eine Cessna 414A Chancellor der britischen Flight Refuelling (G-OFRL) wurde auf einem Trainingsflug bei einem missglückten Touch-and-Go auf dem Flughafen Bournemouth (England) irreparabel beschädigt. Die Maschine überflog noch die Landebahn, als sie beim Steigflug durchsackte, den Flughafenzaun durchbrach und über eine öffentliche Straße rollte. Alle drei Besatzungsmitglieder überlebten den Unfall.[195]

- 1. Juni – Eine Britten-Norman BN-2A-26 Islander der britischen Loganair (G-BDVW) setzte beim Landeversuch auf dem Flugplatz Sanday (Orkney-Inseln, Schottland) 140 Meter vor der Bahn auf und kollidierte beim folgenden Durchstartversuch mit Stacheldraht, einem kleinen Kiesweiher und einem Graben, wobei die Maschine dann irreparabel beschädigt wurde. Sie kam vom nur 11 Kilometer entfernten Flugplatz Stronsay. Als Unfallursachen wurden die Fortsetzung des Sichtflugs bei einer Wolkenhöhe von nur 60 bis 90 Meter sowie die relative Unerfahrenheit des Piloten festgestellt. Alle 8 Insassen, der Plot und 7 Passagiere, überlebten den Unfall.[196]

- 11. Juni – Eine Handley Page Herald 203 der britischen Air UK (G-BBXI) wurde auf dem Flughafen Bournemouth (Vereinigtes Königreich) durch einen Lkw-Fahrer gerammt, während sie geparkt war. Das Flugzeug wurde irreparabel beschädigt. Menschen im Flugzeug kamen nicht zu Schaden.[197]

- Im Juli 1984 (genaues Datum unbekannt) wurde eine Vickers Viscount 756D der Air Zimbabwe (Z-YNI) bei der Wartung auf dem Flughafen Harare International (Zimbabwe) irreparabel beschädigt, als versehentlich das Bugfahrwerk eingefahren wurde. Personen kamen nicht zu Schaden.[198][199]

- 4. August – Eine Fokker F-27 der Fluggesellschaft Biman aus Chittagong kommend stürzte in einen Sumpf in der Nähe des Flughafens Zia in Bangladesch. Alle 45 Passagiere und vier Besatzungsmitglieder starben. Unter ihnen war Kaniz Fatema Roksana, die erste weibliche Flugzeugführerin des Landes in der Zivilluftfahrt.[200]

- 4. August – Eine BAC 1-11-527FK der Philippine Airlines (RP-C1182) überrollte bei der Landung auf dem Flughafen Tacloban (Philippinen) das Landebahnende 36 um etwa 30 Meter und fiel ins Meer. Alle 75 Insassen, fünf Besatzungsmitglieder und 70 Passagiere, überlebten den Unfall.[201]

- 28. August – Eine Vickers Viscount 757 der kongolesischen Zaire Aero Service (9Q-CPD) stürzte nach dem Start vom Flughafen Kinshasa-Ndjili (Zaire) in einen Sumpf. Alle Insassen überlebten.[202]

- (A) 30. August – An einer auf dem Flughafen Douala rollenden Boeing 737-200 der Cameroon Airlines TJ-CBD brach die Verdichterschaufel des linken Pratt-&-Whitney-JT8D-Triebwerks. Umherfliegende Trümmerteile durchschlugen Tragfläche und Tank, wodurch die Maschine in Brand geriet. Bei der darauffolgenden Evakuierung konnten sich 114 der 116 Personen an Bord aus der Maschine retten, zwei Passagiere kamen in dem Brand um (siehe auch Cameroon-Airlines-Flug 786).[203]

- 11. September – Bei einer Handley Page Herald 202 der kongolesischen MMM Aero Services (9Q-CAH) fiel während des Reiseflugs von Kinshasa nach Tshikapa ein Triebwerk aus. Die Piloten versuchten, auf dem kleinen Flugplatz von Kandala, Provinz Bandundu (Demokratische Republik Kongo) 75 Kilometer westlich des Zielorts eine Notlandung durchzuführen. Das Flugzeug überrollte das Ende der kurzen Landebahn in die dörfliche Hauptstraße hinein und fing Feuer. Von den 36 Insassen wurden 30 getötet.[204]

- (A) 18. September – Eine Douglas DC-8-55F der AECA Aeroservicios Ecuatorianos (HC-BKN) startete vom Aeropuerto Internacional Mariscal Sucre (1960) in Quito für einen Frachtflug zum Flughafen Guayaquil. Beim Abheben gewann die Maschine kaum an Höhe, streifte die Konstruktion des Instrumentenlandesystems hinter der Rollbahn und stürzte in ein Wohngebiet. Am Boden wurden 20 Häuser zerstört und 49 Menschen getötet. Auch die vierköpfige Besatzung der Maschine kam ums Leben. Die Flugunfalluntersuchung ergab, dass vor dem Abflug die Checkliste nicht sauber abgearbeitet wurde, sodass das Flugzeug mit einer fehlerhaften Einstellung der Höhenflosse startete (siehe auch AECA-Flug 767-103).[205]

- 18. September – Eine Douglas DC-8-54F der kolumbianischen LAC Líneas Aéreas del Caribe (HK-2380) wurde auf der nassen Landebahn am Flughafen Barranquilla (Kolumbien) zu spät aufgesetzt. Beim Versuch, ein Überrollen des Landebahnendes durch Einbiegen in einen Rollweg mit hoher Geschwindigkeit zu verhindern, wurde das Flugzeug irreparabel beschädigt. Alle fünf Insassen des Frachtfluges überlebten den Totalschaden.[206]

- 4. Oktober – Die Piloten einer HFB 320 der US-amerikanischen McCollum Aviation (N127MW) starteten auf dem Aberdeen Regional Airport (South Dakota, USA) auf der falschen Startbahn (17 statt 13). Die Maschine überrollte das Ende der 1176 Meter langen Startbahn, prallte gegen einen Zaun, überquerte einen Graben, eine Straße und einen weiteren Graben, bevor sie abhob. Ein Startabbruch wurde zu keinem Zeitpunkt durchgeführt. In einer Rechtskurve sank das Flugzeug wieder und schlug auf dem Boden auf. Es war außerdem um eine Tonne überladen. Alle 3 Insassen, zwei Besatzungsmitglieder und ein Passagier, wurden getötet.[207]

- 9. Oktober – Eine de Havilland Canada DHC-6-100 Twin Otter der kanadischen Nahanni Air Services (C-FPPL) wurde bei dichtem Nebel im Anflug auf den Fort Franklin Airport (Nordwest-Territorien, Kanada) gegen einen 60 Meter hohen Telefonmast geflogen. Durch diesen CFIT (Controlled flight into terrain) wurden alle 7 Insassen getötet, der Pilot und die 6 Passagiere.[208]

- (A) 11. Oktober – Eine Tupolew Tu-154B-1 der sowjetischen Aeroflot (CCCP-85243) kollidierte bei der Landung auf dem Flughafen Omsk mit drei auf der Landebahn befindlichen Arbeitsfahrzeugen. Dabei starben 174 der 179 Menschen an Bord sowie vier Insassen der Fahrzeuge. Die Maschine sollte von Krasnodar nach Nowosibirsk über Omsk fliegen. Es war einer der schwersten Flugunfälle Russlands. Einer der Fluglotsen des Kontrollturms war eingeschlafen und hatte daher den Anfluglotsen nicht über die Fahrzeuge informiert (siehe auch Aeroflot-Flug 3352).[209]

- 22. Oktober – Eine Convair CV-440 der bolivianischen TAM – Transporte Aéreo Militar (TAM-46) wurde bei einer Notlandung im Endanflug auf den Flughafen La Paz-El Alto (Bolivien) irreparabel beschädigt. Alle Besatzungsmitglieder, die einzigen Insassen auf dem Frachtflug, überlebten den Unfall.[210]

- 11. November – Eine Douglas DC-3/C-47A-15-DK der französischen Stellair (F-BYCU) verunglückte bei einer Notlandung in der Nähe des Flughafens Tan-Tan (Marokko). In einem Sandsturm war der Treibstoff ausgegangen. Das Flugzeug wurde irreparabel beschädigt. Über Personenschäden ist nichts bekannt.[211][212]

- 19. November – Eine Embraer EMB 110P1 der Euroair (UK) (G-HGGS) flog auf einem Postflug von Inverness nach Edinburgh neun Kilometer südlich des Flughafens Inverness in einen rund 500 Meter hohen Hügel. Vier Minuten nach dem Start wurde die Maschine unterhalb der Wolkenbasis bei einer vorgeschriebenen Mindesthöhe von 1500 Meter ins Gelände geflogen, zerbrach und brannte aus. Der Pilot, einziger Insasse, kam ums Leben.[213]

- 20. November – Eine de Havilland Canada DHC-6 Twin Otter 300 der TAME Ecuador (HC-BCG/FAE 446) kollidierte nahe der Grenze zu Peru mit einem Berg. Alle 14 Insassen starben.[214]

- (A) 1. Dezember – Eine Boeing 720-027 der US-amerikanischen Behörde NASA (N833NA) wurde auf der Edwards Air Force Base (Kalifornien, USA) ferngesteuert zu einer Bruchlandung gebracht. An Bord waren auch zahlreiche Filmkameras und Puppen. Der Zweck war die Erprobung eines feuerhemmenden Treibstoffzusatzes. Dies ging allerdings komplett schief, denn es gelang nicht, die ohne Piloten fliegende Maschine halbwegs kontrolliert zu landen. Das Flugzeug explodierte in einem gewaltigen Feuerball (siehe auch Controlled Impact Demonstration).[215]

- (A) 4. Dezember – Die Piloten einer Let L-410MA der sowjetischen Aeroflot verloren im Anfangssteigflug nach dem Start vom Flughafen Kostroma die Kontrolle über die Maschine, nachdem sie beim Durchfliegen einer Wolkendecke wegen defekter Künstlicher Horizonte die Orientierung verloren hatten. Es gelang ihnen, beim Austreten aus der Wolkendecke die Kontrolle über die Maschine wiederzuerlangen, jedoch flogen sie kurz darauf erneut in eine Wolkendecke ein, woraufhin es zur erneuten räumlichen Desorientierung und zum Absturz kam. Bei dem Unfall kamen alle 10 Personen an Bord ums Leben.[216]

- (A) 6. Dezember – Eine Embraer EMB 110P1 (N96PB) der Princetown-Boston Airline brach kurz nach dem Start vom Flughafen Jacksonville auseinander und stürzte zu Boden. Bei dem Absturz kamen alle 13 Insassen der Maschine ums Leben. Es wurde ein Strukturversagen im Bereich der Höhenruder festgestellt (siehe auch PBA-Flug 1039).[217]

- 16. Dezember – An einer Convair CV-440-62 der US-amerikanischen Air Resorts Airlines (N44828) geriet das Triebwerk Nr. 2 (rechts) außer Kontrolle. Im Anflug für eine Notlandung auf dem Flugplatz Jasper-Walker County (Alabama, USA) fing es Feuer, kurz danach kam es zu Fehlzündungen am verbliebenen Triebwerk Nr. 1. Nach dem Aufsetzen platzten die Reifen des rechten Hauptfahrwerks, so dass die Convair von der Landebahn abkam und in einen Graben stürzte, wodurch das Fahrwerk zusammenbrach. Da es am Flugplatz keine Feuerwehr gab, wurde das Flugzeug anschließend durch Feuer zerstört. Alle 39 Insassen, fünf Besatzungsmitglieder und 34 Passagiere, überlebten den Unfall.[218]

- 22. Dezember – Eine de Havilland Canada DHC-6-300 Twin Otter der Royal Nepal Airlines (9N-ABH) wurde nahe Bhojpur (Nepal) ins Gelände geflogen. Ermessensfehler in schlechtem Wetter führten zu dem Unfall. Durch diesen CFIT (Controlled flight into terrain) wurden von den 23 Insassen 15 getötet, alle drei Besatzungsmitglieder und 12 Passagiere.[219]

- (A) 23. Dezember – Absturz einer Tu-154B-2 der sowjetischen Aeroflot (CCCP-85338) kurz nach dem Start von Krasnoyarsk Richtung Irkutsk wegen Triebwerksschaden mit daraus resultierendem Feuer. Alle 7 Besatzungsmitglieder und 103 von 104 Passagieren kamen ums Leben.[220] (siehe Aeroflot-Flug 3519).

- 29. Dezember – Eine Lockheed L-100-30 Hercules (N24ST) der Transamerica Airlines wurde bei einem Feuergefecht auf dem Flughafen Cafunfo in Angola beschädigt. Die Maschine musste als Totalverlust abgeschrieben werden. Personen wurden nicht verletzt.[221]

### 1985
- Im Januar 1985 (genaues Datum unbekannt) stürzte eine Douglas DC-4 der US-amerikanischen BIF Air Inc. (Luftfahrzeugkennzeichen N88939) im Anflug auf den Flughafen South Caicos (Turks- und Caicosinseln) ab und brannte komplett aus. Über Personenschäden ist nichts bekannt; möglicherweise überlebten die Insassen den Unfall.[222]
- (A) 1. Januar – Eine Boeing 727-225 der Eastern Air Lines (N819EA) flog im Anflug auf den Flughafen La Paz, Bolivien in den Berg Illimani. Dabei wurden alle 29 Insassen getötet (siehe auch Eastern-Air-Lines-Flug 980).[223]
- 13. Januar – Mit einer Vickers Viscount 806 der indonesischen Mandala Airlines (PK-RVT) kam es auf dem Flughafen Yogyakarta zu einer Bauchlandung. Alle 49 Insassen überlebten.[224]
- (A) 18. Januar – Eine Antonow An-24 der chinesischen CAAC (B-434) wurde während des Durchstartens in Nebel und Sprühregen am Flughafen Jinan Yaoqiang (China) so langsam geflogen, dass es zum Strömungsabriss kam. Das Flugzeug stürzte ab. Von den 41 Personen an Bord wurden 38 getötet, alle sechs Besatzungsmitglieder und 32 Passagiere (siehe auch CAAC-Flug 5109).[225]
- 23. Januar – Eine de Havilland Canada DHC-6-300 Twin Otter der ACES Colombia (HK-1910) wurde in den 3505 Meter hohen Berg Cerro el Plateado geflogen. Die Maschine befand sich auf dem Flug von Quibdó zum Flughafen Medellin-Olaya Herrera. Bei diesem CFIT (Controlled flight into terrain) wurden alle 23 Insassen, 2 Besatzungsmitglieder und 21 Passagiere, getötet.[226]
- 23. Januar – An Bord einer Boeing 727-200 der Lloyd Aéreo Boliviano (CP-1276) explodierte ein Sprengsatz auf einer Toilette. Der Passagier, der den Sprengsatz in einer Brieftasche an Bord gebracht hatte, kam ums Leben. Das Flugzeug konnte anschließend sicher in Santa Cruz de la Sierra gelandet werden. Die anderen 126 Insassen kamen nicht zu Schaden.[227]
- (A) 1. Februar 1985 – Eine Tupolew Tu-134 der sowjetischen Aeroflot musste in einem Wald nahe Minsk notlanden, nachdem beide Triebwerke durch eingesaugte Klareis ausfielen. Dabei starben 58 der 80 Insassen. (siehe auch Aeroflot-Flug 7841).[228]
- (A) 19. Februar – Eine Boeing 747 der taiwanischen China Airlines geriet nach Triebwerksversagen und Fehlentscheidungen der Cockpitbesatzung in einen Sturzflug über dem Pazifischen Ozean und verlor infolgedessen in zwei Minuten etwa zehn Kilometer an Höhe. Das Flugzeug erreichte bei diesem Sturz Mach 0,99 und wurde stark beschädigt. Dennoch wurden nur 51 Passagiere leicht verletzt. Das Flugzeug konnte in San Francisco notgelandet werden (siehe auch China Airlines Flug 006).
- (A) 19. Februar – Eine Boeing 727-256 der spanischen Luftfahrtgesellschaft Iberia (EC-DDU) wurde beim Anflug auf den Flughafen Bilbao 30 Kilometer davon entfernt ins Gelände geflogen, wo sie eine Rundfunkantenne streifte und dadurch eine Tragfläche abgerissen wurde (Controlled flight into Terrain (CFIT)). Keiner der 148 Menschen an Bord überlebte den Unfall (siehe auch Iberia-Flug 610).[229]
- 22. Februar – Eine Antonow An-24 (TZ-ACT) der ersten Air Mali verunglückte nach dem Start vom Flughafen Timbuktu infolge eines Triebwerkschadens. Von den 52 Insassen überlebte nur ein Passagier.[230]
- (A) 24. Februar – Über der Westsahara schossen Terroristen der Frente Polisario südlich von Ad-Dakhla ein ziviles Forschungsflugzeug des Alfred-Wegener-Instituts auf dem Rückweg aus der Antarktis ab. Beim Abschuss der Dornier 228-100 POLAR 3 (D-IGVN) kamen der Flugkapitän Herbert Hampel, der Copilot Richard Möbius und der Mechaniker Josef Schmid ums Leben (siehe auch Abschuss der Polar 3).[231][232]
- (A) 28. März – Eine Fokker F28-3000 der kolumbianischen SATENA (FAC-1140), befand sich auf einem Regionalflug, der vom Flughafen Eduardo Falla Solano mit mehreren Zwischenstopps zum Flughafen Florencia führen sollte. Wegen dichten Nebels und schlechter Sicht wurde der Zielflughafen vor Ankunft der Maschine aus Sicherheitsgründen gesperrt. Dessen ungeachtet versuchte die Besatzung, einen Anflug durchzuführen. Die Maschine wurde im Nebel 15 Kilometer vor dem Flughafen in die Seite eines Bergs geflogen. Alle 40 Passagiere und die 6 Besatzungsmitglieder kamen ums Leben (siehe auch Flugunfall einer Fokker F28 der SATENA).[233]
- (A) 15. April – Eine Boeing 737-200 der Thai Airways (HS-TBB) kollidierte beim Landeanflug auf den Flughafen Phuket nach einem Ausfall beider Triebwerke mit einem Berghang. Alle elf Menschen an Bord kamen ums Leben (siehe auch Flugunfall einer Boeing 737 der Thai Airways bei Phuket 1985).[234]
- 20. April – Eine Convair CV-440-35 der bolivianischen Carga Aéreo Transportada (CP-1489) stürzte im Steigflug ab, nachdem die Piloten die Kontrolle über das Flugzeug verloren hatten. Unmittelbar nach dem Abheben vom Flughafen Santa Rosa (Bolivien) war das Triebwerk Nr. 2 (rechts) ausgefallen. Alle 4 Insassen, drei Besatzungsmitglieder und ein Passagier, kamen ums Leben.[235]
- (A) 20. April – Eine von der nicaraguanischen Fluggesellschaft Aeronica gekaufte Fokker F27-100 Friendship (YN-BZF) verunglückte auf ihrem Überführungsflug vom Nordjemen nach Nicaragua. Nach dem Auftanken auf dem Flughafen Reykjavík gab es Probleme mit dem Pumpen des Treibstoffs von den zusätzlichen Tanks zu den Triebwerken. Daher entschied sich die Besatzung zur Umkehr zum Flughafen Kulusuk, konnte den Flugplatz aufgrund schlechten Wetters jedoch nicht finden. Bei der Notlandung im Schnee nahe einer Radarstation, etwa 280 Kilometer westlich des Flughafens Kulusuk kamen von den fünf Besatzungsmitgliedern zwei ums Leben (siehe auch Flugunfall der Aeronica auf Grönland).[236]
- 22. April – Eine Douglas DC-6B der französischen Securité Civile (F-ZBAE) wurde nördlich des Flughafens Perpignan (Département Pyrénées-Orientales) während des Anflugs in dichtem Nebel gegen eine felsige Klippe geflogen. Bei diesem CFIT (Controlled flight into terrain) wurden alle 5 Insassen getötet, drei Besatzungsmitglieder und 2 Passagiere.[237]
- (A) 28. Mai – Das Heck einer Convair CV-580 der venezolanischen Avensa (YV-84C) streifte zwei Kilometer vom Startflughafen Cabimas-Oro Negro (Venezuela) einen Hügel. Die schwer angeschlagene Maschine schlug dann 1500 Meter weiter in einem Wald auf. Bei diesem CFIT (Controlled flight into terrain) wurden zwei der fünf Besatzungsmitglieder getötet, die anderen 11 Insassen überlebten den Unfall (siehe auch AVENSA-Flug 034).[238]
- 19. Juni – An einer Convair CV-240/VT-29B der US-amerikanischen Combs Airways (N155PA) fiel im Steigflug nach dem Start vom Flugplatz Trenton-Mercer County (New Jersey, USA) das Triebwerk Nr. 1 (links) aus. Die Maschine schlug 1600 Meter hinter der Startbahn auf dem Boden auf und fing Feuer. Der Start war gemäß den Firmenrichtlinien ohne Wassereinspritzung versucht worden, was zu verringerter Leistung führte. Beide Besatzungsmitglieder, die einzigen Insassen auf dem Frachtflug, überlebten den Unfall.[239]
- (A) 23. Juni – Eine Boeing 747-200 der indischen Luftfahrtgesellschaft Air India (VT-EFO) stürzte nach einer Bombenexplosion rund 180 Kilometer vor der Küste Irlands in den Atlantik. Verantwortlich waren Sikh-Terroristen. Alle 329 Menschen an Bord, 307 Passagiere und die 22 Mitglieder der Besatzung, wurden getötet (siehe auch Air-India-Flug 182).[240]
- 7. Juli – Eine Douglas DC-6/C-118A der US-amerikanischen Northern Pacific Transport (N2878F) kam beim Start vom Flugplatz Egegik (Alaska, USA) von der Landebahn ab, nachdem es bei der Geschwindigkeit V1 auf eine Bodenwelle aufgeschlagen war. Das Flugzeug prallte gegen eine Böschung und fing Feuer. Alle drei Besatzungsmitglieder, die einzigen Insassen, überlebten den Unfall.[241]
- (A) 10. Juli – Während des Flugs einer Tupolew Tu-154 der sowjetischen Aeroflot (CCCP-85311) von Qarshi nach Sankt Petersburg kam es auf Grund von zu geringer Fluggeschwindigkeit zu Vibrationen. Die Piloten nahmen irrtümlicherweise ein Triebwerksproblem als Ursache an und zogen die Schubhebel zweimal hintereinander in den Leerlauf. Dadurch erhöhte sich der Anstellwinkel um 25°; es kam zum Strömungsabriss an den Tragflächen und einem Flammabriss an den Triebwerken. Das Flugzeug stürzte nahe Uchquduq ab; alle 200 Personen an Bord starben (siehe auch Aeroflot-Flug 5143).[242]
- 17. Juli – An einer Convair CV-990 der US-amerikanischen NASA (N712NA) platzten beim Start von der March Air Force Base (Kalifornien, USA) bei hoher Geschwindigkeit die zwei vorderen Reifen des rechten Hauptfahrwerks. Beim Startabbruch wurde auch der rechte Tragflächentank beschädigt, so dass es zu einem intensiven Brand kam. Alle 19 Insassen, vier Besatzungsmitglieder und 15 Passagiere, überlebten den Unfall. Das Flugzeug wurde zerstört. Es war der letzte Totalverlust einer CV-990.[243]
- (A) 24. Juli – Eine aus Bogotá kommende Douglas DC-6B der Kolumbianischen Luftwaffe (FAC-902) stürzte 32 Kilometer nördlich vom Zielort Leticia in den Dschungel. Die Maschine war aufgrund eines Streiks der Avianca-Piloten im zivilen Inlandsverkehr eingesetzt worden. Auslöser war wohl der Ausfalls des Triebwerks Nr. 3 während des Durchflugs eines starken Niederschlagsgebiets. Alle 80 Insassen (76 Passagiere und 4 Besatzungsmitglieder) kamen ums Leben (siehe auch Flugunfall einer Douglas DC-6 der kolumbianischen Luftwaffe 1985).[244]
- (A) 2. August – Eine Lockheed L-1011 TriStar der US-amerikanischen Delta Air Lines (N726DA) stürzte während eines Sturms in der Nähe des Flughafens von Fort Worth, Dallas, Texas, USA ab. Von den 164 Menschen starben 134, nur 30 überlebten (siehe auch Delta-Air-Lines-Flug 191).[245]
- (A) 12. August – Eine Boeing 747-SR46 der Japan Airlines (JA 8119) stürzte während eines Inlandsfluges von Tokio nach Osaka in der Region Gunma ab, nachdem das Seitenruder abgerissen war. Ursache war eine fehlerhafte Wartung sieben Jahre zuvor. An Bord der Maschine starben 520 Menschen, nur vier Passagiere überlebten. Es ist bis heute der schwerste Einzelflugunfall (siehe auch Japan-Air-Lines-Flug 123).
- 12. August – Eine de Havilland Canada DHC-6-300 Twin Otter der indonesischen Merpati Nusantara Airlines (PK-NUG) verunglückte nahe dem Flughafen Mulia (Provinz Papua, Indonesien). Von den 19 Insassen kamen 2 Passagiere ums Leben.[246]
- 19. August – Bei einer Martin 4-0-4 der bolivianischen Compañia Aérea Nacional – CAN (CP-1704) fiel kurz nach dem Start vom Flughafen La Paz-El Alto (Bolivien) ein Triebwerk aus. Bei der Notlandung während der Rückkehr zum Flugplatz streifte die Maschine den Flughafenzaun und wurde irreparabel beschädigt. Die drei Besatzungsmitglieder, die einzigen Insassen, überlebten den Unfall.[247]
- 21. August – Die beiden Boeing 720 OD-AFL (Boeing 720-047B) und OD-AGQ (Boeing 720-023B) der libanesischen Middle East Airlines (MEA) wurden auf dem Flughafen Beirut durch Beschuss mit Granaten zerstört.[248][249]
- (A) 22. August – Eine Boeing 737 der British Airtours mit 137 Menschen an Bord startete auf dem Flughafen Manchester, Großbritannien, zum Flug nach Korfu, Griechenland. Während des Startvorgangs brach zunächst unbemerkt an einem Triebwerk Feuer aus. Sekunden danach brachen die Piloten den Startvorgang ab. Der Wind intensivierte jedoch die Flammen und der Treibstoff fing ebenfalls Feuer. In den Flammen und an Rauchvergiftungen starben 55 Personen (siehe auch British-Airtours-Flug 28M).
- 25. August – Eine Beechcraft 99 der US-amerikanischen Bar Harbor Airlines (N300WP) wurde im Anflug auf den Flugplatz Auburn (Maine, USA) bei einem völlig instabilen Anflug 1,6 Kilometer vor der Landebahn in den Boden geflogen. Bei diesem CFIT (Controlled flight into terrain) wurden alle 8 Insassen getötet, die beiden Piloten und 6 Passagiere.[250]
- (A) 6. September – Eine Douglas DC-9 der US-amerikanischen Midwest Express Airlines stürzte kurz nach dem Start in Milwaukee, Wisconsin (USA) ab. Alle 31 Menschen an Bord starben (siehe auch Midwest-Express-Airlines-Flug 105).
- (A) 29. September – An einer mit Fallschirmspringern vollbesetzten US-amerikanischen Cessna 208 (N551CC) kam es kurz nach dem Start bei Jenkinsburg, Georgia zu einem Triebwerksausfall. Die Maschine stürzte aus einer Höhe von 300 Fuß trudelnd zu Boden. Alle 17 Insassen der Cessna kamen dabei ums Leben. Bei der Unfalluntersuchung wurden erhebliche Mengen an Wasser im Treibstoff gefunden. Die Verunreinigungen wurden auf eine unsachgemäße Lagerung der Kraftstoffbehälter zurückgeführt, aus denen die Maschine betankt wurde. Neben dem verunreinigten Kraftstoff wurde ein Überschreiten des maximalen Startgewichts und eine unsachgemäße Gewichtsverteilung in der Maschine festgestellt. Mit Stand April 2020 handelt es sich um den schwersten Zwischenfall mit einer Cessna 208 (siehe auch Flugunfall einer Cessna 208 Caravan bei Jenkinsburg).[251]
- 11. Oktober – Eine Curtiss C-46D-10-CU Commando der bolivianischen Servicio Aéreo Beni (SABENI) (CP-1593) verunglückte in einem Berggebiet im Department Beni (Bolivien). Die Maschine war mit einer Ladung Fleisch auf dem Weg nach La Paz. Beide Piloten, die einzigen Insassen auf dem Frachtflug, wurden getötet.[252]
- 12. Oktober – Eine Fokker F-27-600 Friendship der Burma Airways (XY-ADS) überflog im Anflug auf den Flughafen von Putao (Birma) die Landebahn, drehte scharf nach rechts und schlug knapp zwei Kilometer hinter der Landebahn in flachem Gelände auf. Alle 4 Insassen des Frachtfluges, die beiden Besatzungsmitglieder und 2 Passagiere, kamen ums Leben. Das Flugzeug wurde zerstört.[253]
- 19. Oktober – Eine Vickers Viscount 835 der US-amerikanischen Ray Charles Enterprises (N923RC) wurde auf dem Monroe County Airport (Indiana), (Vereinigte Staaten), erst nach einem Drittel der Landebahn sehr hart aufgesetzt. Die Maschine rutschte von der Bahn und einen Abhang hinunter. Das Flugzeug wurde irreparabel beschädigt. Alle 28 Insassen überlebten.[254]
- 22. Oktober – Eine Short 360 der chinesischen CAAC (B-3606) überrollte auf dem Flughafen von Enshi (China) das Landebahnende. Alle 25 Insassen, vier Besatzungsmitglieder und 21 Passagiere, überlebten den Unfall. Das Flugzeug wurde irreparabel beschädigt.[255]
- 2. Dezember – Eine Boeing 747-228B der Air France (F-GCBC) geriet nach einer zunächst normal verlaufenen Landung auf dem Flughafen Rio de Janeiro-Galeão (Brasilien) rund 2000 Meter hinter dem Bahnbeginn nach rechts von der Landebahn ab. Das Flugzeug rollte 765 Meter über Gras; beim Überrollen eines Entwässerungsgrabens und der Betonkante des Vorfelds brach das gesamte Fahrwerk zusammen. Auch auf dem Vorfeld drehte sich die Maschine über 275 Meter bis zum Stillstand, wobei die Triebwerke 2 bis 4 (links innen bis rechts außen) noch mit vollem Umkehrschub liefen und das Triebwerk 1 (links außen) entgegengesetzt mit vollem Vorwärtsschub lief, weil das Steuerkabel gerissen war. Alle 282 Insassen, 17 Besatzungsmitglieder und 265 Passagiere, überlebten den Unfall. Zum Unfall führten eine Kombination aus Übermüdung der Besatzung, Konstruktionsfehler im Triebwerktyp, Wartungsfehler bei Air France sowie Defizite im Betriebshandbuch und Training der Air France.[256]
- (A) 12. Dezember – Eine gecharterte Douglas DC-8 mit US-Soldaten der Sinai-Friedenstruppe auf dem Flug nach Hause in die Weihnachtsferien stürzte unmittelbar nach dem Start in Neufundland ab. Dabei kamen 256 Menschen ums Leben (siehe auch Multinational-Force-and-Observers-Flug 1285R).

### 1986
- Im Januar 1986 (genaues Datum unbekannt) wurde eine Douglas DC-6BF eines honduranischen Betreibers (Luftfahrzeugkennzeichen HR-AIV) an einem unbekannten Ort irreparabel beschädigt. Über Personenschäden ist nichts bekannt.[257]
- 18. Januar – Erneut wurde ein Flugzeug der ecuadorianischen SAETA in den Boden geflogen, dieses Mal eine Caravelle VI-N (HC-BAE). Die Maschine beflog im Auftrag der Aerovias Guatemala die nur 270 Kilometer lange Strecke vom Flughafen Guatemala-Stadt La Aurora zum Flughafen Flores (Guatemala), als sie nach einem ersten Fehlanflug beim zweiten Versuch 8 Kilometer vom Ziel entfernt im Gelände aufschlug und völlig zerstört wurde. Bei diesem CFIT (Controlled flight into terrain) wurden alle 94 Insassen getötet, 6 Besatzungsmitglieder und 88 Passagiere. Es war bis heute (Januar 2020) der schwerste Flugunfall in Guatemala.[258]
- (A) 28. Januar – Die Piloten einer Boeing 737-200 der brasilianischen VASP (PP-SME) versuchten irrtümlich, von einer Rollbahn zu starten, da sie diese im Nebel mit der Startbahn verwechselt hatten. Als sie ihren Fehler bemerkten, brachen sie den Start ab, die Maschine überrollte jedoch die Bahn, prallte gegen einen Damm und brach auseinander. Von den 72 Personen an Bord kam ein Passagier ums Leben (siehe auch VASP-Flug 210).[259]
- 29. Januar – Mit einer Douglas DC-3A-178 der mexikanischen Aero California (XA-IOR) wurde ein Anflug auf den Flughafen Los Mochis durchgeführt, obwohl dies wegen der Sichtverhältnisse im Nebel unzulässig war. Es wurde durchgestartet und sollte zum kleinen Flugplatz Las Lomitas (Mexiko) ausgewichen werden, der nicht mehr für kommerziellen Luftverkehr zugelassen war. Die Maschine wurde stattdessen in nahegelegene Hügel geflogen. Durch diesen CFIT (Controlled flight into terrain) wurden alle 21 Insassen getötet, drei Besatzungsmitglieder und 18 Passagiere.[260]
- 31. Januar – Eine Short 360-100 der irischen Aer Lingus (EI-BEM) verunglückte im Anflug auf den Flughafen East Midlands (Vereinigtes Königreich). Durch extreme Vereisung kam es zum teilweisen Kontrollverlust, so dass die Maschine 3,5 Kilometer westlich des Flughafens mit zwei Starkstromkabeln kollidierte und in einem kleinen Wald zum Liegen kam. Das Flugzeug wurde irreparabel beschädigt, aber alle 36 Insassen, drei Besatzungsmitglieder und 33 Passagiere, überlebten den Unfall.[261]
- (A) 31. März – Eine Boeing 727-264 der Mexicana (XA-MEM) stürzte auf dem Flug vom Flughafen Mexiko-Stadt nach Puerto Vallarta aus knapp 10.000 Metern Höhe außer Kontrolle in die Berge bei Las Mesas, nachdem ein überhitzter, mit Luft statt Stickstoff gefüllter Reifen mitten im Flug platzte und so ein Feuer, einen Ausfall der Hydraulik und andere Schäden hervorgerufen hatte. Auslöser waren Wartungsfehler am Fahrwerk. Alle 167 Insassen starben (siehe auch Mexicana-Flug 940).[262]
- (A) 2. April – In einer Boeing 727-231 der US-amerikanischen Trans World Airlines (N54340) explodierte während des Fluges von Rom-Fiumicino zum Flughafen Athen-Ellinikon eine von der palästinensischen Terrorgruppe Abu-Nidal-Organisation platzierte Bombe. Es entstand ein Loch im Flugzeugrumpf, durch das vier Passagiere nach außen gesaugt wurden und ums Leben kamen. Dennoch konnte das Flugzeug sicher in Athen gelandet und später repariert werden (siehe auch Trans-World-Airlines-Flug 840 (1986)).[263]
- 27. April – Eine de Havilland Canada DHC-6-300 Twin Otter der kolumbianischen ACES Colombia (HK-2761) flog nahe Tame in einen 2590 Meter (8500 Fuß) hohen Berg. Die Maschine befand sich auf dem Weg vom Flughafen Bogotá im Anflug auf Saravena. Alle 13 Insassen, beide Piloten und die 11 Passagiere, wurden getötet.[264]
- (A) 3. Mai – Eine Lockheed L-1011 TriStar der Air Lanka aus Sri Lanka (4R-ULD) wurde während der Beladung auf dem Bandaranaike International Airport in Colombo durch eine versteckte Bombe zerstört. Dabei kamen 21 Menschen ums Leben. Die Bombe war so programmiert, dass sie in der planmäßigen Zeit, in der sich die Maschine in der Luft befinden sollte, explodieren sollte. Zur Explosion am Boden kam es aufgrund einer erheblichen Verspätung der Maschine (siehe auch Air-Lanka-Flug 512).[265]
- (A) 17. Mai – Die Piloten einer Jakowlew Jak-40 der sowjetischen Aeroflot (CCCP-87928) flogen während eines Testfluges verbotene Kunstflugmanöver, darunter eine Fassrolle. Dabei wurden die strukturellen Belastungsgrenzen der Maschine überschritten, woraufhin diese in der Luft zerbrach und 19 Kilometer nordwestlich vom Flughafen Chanty-Mansijsk zu Boden stürzte. Bei dem Unfall kamen alle fünf Insassen ums Leben (siehe auch Flugunfall der Aeroflot bei Chanty-Mansijsk 1986).[266]
- 10. Juni – Eine Fokker F-27 Friendship 500 der ägyptischen Air Sinai (SU-GAD) kollidierte im Anflug auf den Flughafen Kairo-International mit einem Gebäude und fing Feuer. Der Anflug erfolgte während eines Sandsturms. Von den 26 Insassen kamen 23 ums Leben, alle fünf Crewmitglieder und 18 Passagiere.[267]
- 12. Juni – Eine de Havilland Canada DHC-6-300 Twin Otter der britischen Loganair (G-BGPC) wurde im Anflug auf den Flughafen Islay (Innere Hebriden, Schottland) 6,8 Kilometer südöstlich vom Ziel ins Gelände geflogen. Trotz einer angewiesenen Höhe von 1100 Metern (3600 Fuß) flogen die Piloten in Nebel und Nieselregen nach Sicht weiter, bis sie in einer Höhe von 109 Metern in einen kleinen Hügel krachten. Bei diesem CFIT (Controlled flight into terrain) wurde einer der beiden Piloten getötet; die anderen 15 Insassen, davon 14 Passagiere, überlebten.[268]
- 18. Juni – Eine vom Flughafen Grand Canyon National Park (Arizona, USA) zu einem Rundflug gestartete de Havilland Canada DHC-6-300 Twin Otter der US-amerikanischen Grand Canyon Airlines (N76GC) kollidierte über dem Tonto Plateau mit einem ebenfalls auf einem Rundflug befindlichen Hubschrauber des Typs Bell 206. Beide Maschinen brachen in der Luft auseinander und stürzten ab. Alle 20 Insassen der Twin Otter, zwei Besatzungsmitglieder und 18 Passagiere, kamen ums Leben. Auch alle 5 Insassen des Hubschraubers wurden getötet.[269]
- 19. Juni – Eine Douglas DC-4D der kolumbianischen Líneas Aéreas Suramericanas (HK-1808) stürzte drei Kilometer vor dem Flughafen La Macarena (Kolumbien) ab. Nach dem Ausfall des Triebwerks Nr. 4 (rechts außen) hatten die Piloten versucht, zu diesem Startflughafen zurückzukehren. Die drei Besatzungsmitglieder, einzige Insassen des Frachtfluges, kamen ums Leben, ebenso die als Fracht an Bord befindlichen 21 Kühe und zahlreiche Schweine.[270]
- 27. Juni – Eine Martin 4-0-4 der US-amerikanischen Frontier Airways (N40443) verunglückte beim Start vom Flugplatz Johnson County (Wyoming, USA). Die Maschine war mit rund 2300 Litern Schädlingsbekämpfungsmitteln beladen, hob nach einem langen Startlauf kurz ab und setzte dann wieder auf. Das Flugzeug war für die Startbahnlänge von 4500 Fuß (1370 Metern) um ziemlich genau 3000 Kilogramm überladen. Es schlug gegen einen 3,70 Meter hohen Erdhügel, drehte sich auf den Rücken und fing Feuer. Der Kapitän hatte nur eine Privatpilotenlizenz; ein Medizinisches Tauglichkeitszeugnis war ihm verweigert worden. Weder er noch der Erste Offizier hatten irgendeine Flugerfahrung auf der Martin 4-0-4. Alle 3 Insassen, die zwei Piloten und ein Passagier, wurden getötet.[271]
- 2. Juli – Eine Tupolew Tu-134 der sowjetischen Aeroflot (CCCP-65120) musste auf dem Flug vom Flughafen Syktywkar nach Moskau im Gelände notgelandet werden, nachdem ein Feuer ausgebrochen war, wobei 54 der 94 Insassen starben. Mutmaßliche Brandquelle waren Gefahrgüter, die durch einen Passagier an Bord genommen worden waren.[272]
- 19. Juli – Eine Douglas DC-6B der französischen Securité Civile (F-ZBBU) kollidierte bei einem Feuerlöscheinsatz 3 Kilometer nordnordwestlich von Cantallops (Spanien) mit einem Berghang. Alle 4 Insassen, zwei Besatzungsmitglieder und 2 Passagiere, kamen ums Leben.[273]
- 4. August – Eine de Havilland Canada DHC-6-310 Twin Otter der Leeward Islands Air Transport (LIAT) aus Antigua und Barbuda (V2-LCJ) stürzte ins Meer, als sie bei schlechtem Wetter für eine Landung auf dem Flugplatz Arnos Vale (St. Vincent und die Grenadinen) kreiste. Alle 13 Insassen, zwei Besatzungsmitglieder und 11 Passagiere, kamen ums Leben.[274]
- 16. August – Nahe dem Flughafen Malakal wurde eine aus Khartum kommende Fokker F27-400M Friendship der Sudan Airways (ST-ADY) von Rebellen der SPLA abgeschossen. Alle 60 Insassen, 3 Besatzungsmitglieder und 57 Passagiere, wurden getötet.[275]
- (A) 31. August – Eine Douglas DC-9-32 der Aeroméxico (XA-JED) kollidierte bei Cerritos, Kalifornien, USA, im Anflug auf Los Angeles mit einer privaten Piper PA 28-181 Archer II (Kennzeichen N4891F). Insgesamt starben 82 Menschen (siehe auch Aeroméxico-Flug 498).[276]
- (A) 5. September – Eine auf dem Flughafen Bukarest-Otopeni gestartete Antonow An-24RW der rumänischen TAROM (YR-AMF) verunglückte bei der Landung auf dem Flughafen Cluj, als sie mit dem Bugfahrwerk zuerst aufgesetzt wurde, welches daraufhin zusammenbrach. Es kam zu einem Kurzschluss unter der Instrumententafel und Brand im Cockpit. Die beiden Flugbegleiterinnen konnten die 50 Passagiere evakuieren, jedoch war die dreiköpfige Cockpitbesatzung eingeschlossen und starb durch den Brand (siehe auch Flugunfall einer Antonow An-24 der TAROM am Flughafen Cluj).[277]
- 6. September – Eine entführte Boeing 747 der US-amerikanischen Pan Am mit 375 Personen an Bord kam in Karatschi, Pakistan, unter Granatenbeschuss. Durch die Explosionen starben 21 Personen.
- 29. September – Ein Airbus A300B4-203 der Indian Airlines (VT-ELV) kollidierte beim Startlauf auf dem Flughafen Madras (Indien) mit zwei großen Vögeln. Nachdem die Flugzeugnase bereits auf 5 bis 8 Grad hochgenommen worden war, brach der Kapitän den Start dennoch ab. Das Flugzeug konnte nicht mehr rechtzeitig abgebremst werden und überrollte das Startbahnende. Dabei wurde es irreparabel beschädigt. Alle 196 Insassen, elf Besatzungsmitglieder und 185 Passagiere, überlebten den Totalschaden. Bei der Maschine handelte es sich um die ehemalige D-AIAB der Lufthansa.[278]
- Im Oktober 1986 (genaues Datum unbekannt) wurde eine Convair CV-880 der US-amerikanischen Federal Aviation Administration (N5863) auf dem Flughafen Mojave (Kalifornien, USA) beim Test eines Kerosinzusatzes gegen Zerstäubung zerstört. Personen kamen nicht zu Schaden. Dies war der letzte Totalschaden einer CV-880.[279]
- (A) 4. Oktober – Eine Lockheed L-100-30 Hercules der US-amerikanischen Southern Air Transport (N15ST) stürzte kurz nach dem Abheben von der Lackland Air Force Base (Texas, USA) aus einer Höhe von rund 200 Metern nahezu senkrecht ab. Ursache war die Blockierung des Höhenruders, die durch die Benutzung einer unzulässigen Vorrichtung des Betreibers verursacht wurde. Alle 3 Besatzungsmitglieder kamen ums Leben (siehe auch Southern-Air-Transport-Flug 15).[280]
- 9. Oktober – Bei dem Start einer Douglas DC-7C der US-amerikanischen T & G Aviation (N5903), betrieben für die United States Agency for International Development (USAID), wurde Rauch aus dem Triebwerk Nr. 3 (rechts innen) beobachtet. Als kurz danach das Fahrwerk eingefahren wurde, trat die Feuerwarnung von Triebwerk Nr. 4 (rechts außen) auf. Trotz des Abstellen dieses Motors verlor das Flugzeug an Höhe und wurde 6 Kilometer vom Startflughafen Dakar-Yoff (Senegal) entfernt notgewassert. Alle 3 Besatzungsmitglieder kamen ums Leben, während der einzige Passagier überlebte. Mit der Maschine sollten Schädlingsbekämpfungsmittel für die Bekämpfung der Heuschreckenplage eingesetzt werden.[281]
- (A) 14. Oktober – An einer Let L-410 der sowjetischen Aeroflot (CCCP-67264) kam es beim Start vom Flughafen Ust-Maja zu einem Strömungsabriss. Die Maschine stürzte in den Fluss Aldan und ging innerhalb von zwei bis drei Minuten komplett unter. Alle 14 Insassen überlebten den Absturz zunächst weitestgehend unverletzt, ertranken jedoch im Wrack der Maschine, da sie die Türen wegen des Wasserdrucks nicht öffnen konnten (siehe auch Aeroflot-Flug 736).[282]
- (A) 20. Oktober – Eine Tupolew Tu-134A der sowjetischen Aeroflot (CCCP-65766) auf dem Flug von Jekaterinburg nach Grosny verunglückte bei der Zwischenlandung am Flughafen Kuibyschew, Sowjetunion. Der Kapitän hatte beim Landeanflug mit seinem Kopiloten gewettet, dass er das Flugzeug nur mit den Instrumenten landen könne, und verhängte dazu die Cockpit-Fenster. Von den 85 Passagieren und 7 Crew-Mitgliedern starben 70 beim Unfall und teils später im Krankenhaus (siehe auch Aeroflot-Flug 6502).[283][284]
- Im November 1986 (genaues Datum unbekannt) verloren die Triebwerke einer Douglas DC-6A der Carga Aérea Dominicana (HI-251) wegen Treibstoffmangels an Leistung. Das Flugzeug hatte nicht zu wenig Treibstoff an Bord, aber wahrscheinlich waren Rückschlagventile defekt, so dass der Treibstoff versehentlich in einen nicht benutzten Tank umgefüllt wurde. Der Kapitän führte eine Notlandung auf dem zu der Zeit geschlossenen Flughafen South Andros (Bahamas) durch, wobei das Flugzeug irreparabel beschädigt wurde. Die Besatzung kam nicht zu Schaden.[285]

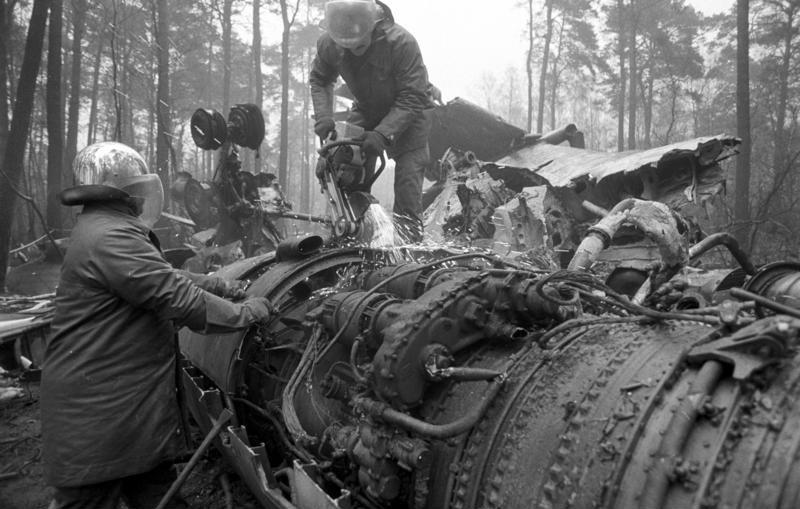
Bergungsarbeiten nach dem Unfall am
12. Dezember 1986, Aeroflot-Flug 892

- (A) 12. Dezember – Eine Tupolew-Tu-134A der sowjetischenAeroflot (CCCP-65795), aus Minsk kommend, flog im Nebel die falsche Landebahn am Flughafen Berlin-Schönefeld (Ost-Berlin, DDR) an und wurde beim Korrekturversuch drei Kilometer nordöstlich davon nahe Berlin-Bohnsdorf in einen Wald geflogen (Controlled flight into terrain). Von den insgesamt 82 Personen an Bord der Tupolew kamen 72 ums Leben, 10 Passagiere überlebten den Absturz verletzt (siehe auch Aeroflot-Flug 892).[286][287][288]
- (A) 15. Dezember – Bei einer Antonow An-24 der chinesischen CAAC (B-3413) fiel in schweren Vereisungsbedingungen das Triebwerk Nr. 2 (rechts) aus. Während der Rückkehr zum Startflughafen Lanzhou Zhongchuan (China) schlug die mit nur noch einem laufenden Triebwerk fliegende Maschine im Anflug auf dem Boden auf. Dabei kamen 6 Passagiere von den insgesamt 44 Insassen ums Leben (siehe auch Flugunfall einer Antonow An-24 der CAAC bei Lanzhou).[289]
- 23. Dezember – An einer Douglas DC-4/C-54R der US-amerikanischen Central Air Services (N96361) geriet auf einem Trainingsflug in der Nähe des Arlington Municipal Airport (Washington, USA) ein Brand im Triebwerk Nr. 3 (rechts innen) außer Kontrolle. Die Maschine musste im Pazifik notgewassert werden. Die beiden Besatzungsmitglieder, einzige Insassen, überlebten den Unfall.[290]
- (A) 25. Dezember – An Bord einer Boeing 737-200 der Iraqi Airways (YI-AGJ) kam es zu einer Schießerei zwischen vier Entführern und Sicherheitspersonal. Dabei wurden zwei Handgranaten gezündet, eine davon im Bereich des Cockpits. Beim Versuch einer Notlandung am Flughafen ʿArʿar (Saudi-Arabien) kam es zum Kontrollverlust. An Bord starben 63 Menschen, 43 überlebten (siehe auch Iraqi-Airways-Flug 163).[291]

### 1987
- (A) 3. Januar – Die Flugbesatzung einer Boeing 707-379C (Luftfahrzeugkennzeichen PP-VJK) der VARIG kehrte auf dem Weg nach Rio de Janeiro zwanzig Minuten nach dem Start vom Flughafen Abidjan aufgrund einer Feuerwarnung an einem Triebwerk zurück und stellte das Triebwerk ab. Im Anflug auf den Flughafen kam es in der mondlosen Nacht zu räumlicher Desorientierung, Strömungsabriss und Kontrollverlust. Das Flugzeug stürzte 18 Kilometer nordöstlich des Platzes ab und ging in Flammen auf. Von den 12 Besatzungsmitgliedern und 39 Passagieren überlebte nur ein Passagier (siehe auch VARIG-Flug 797).[292]
- 7. Januar – Eine Douglas DC-4/C-54D-1-DC der kongolesischen Kinair Cargo (9Q-CAG) wurde an einem unbekannten Ort in Zaire zerstört, nachdem ein Triebwerk Feuer gefangen hatte. Alle Insassen überlebten den Unfall.[293]
- 8. Januar – Eine Boeing 707-323C (OD-AHB) der libanesischen Middle East Airlines (MEA) wurde auf dem Flughafen Beirut kurz nach der Landung durch Beschuss mit Granaten zerstört. Alle 126 Insassen überlebten den Angriff radikaler Palästinenser.[294]
- 2. Februar – Eine Curtiss C-46F-1-CU Commando der bolivianischen Trans Aéreos San Miguel (TASMI) (CP-909) wurde mit Triebwerksproblemen 56 Kilometer nordöstlich von San Ignacio de Moxos (Bolivien) in einem Sumpf notgelandet. Das Flugzeug wurde irreparabel beschädigt. Alle 5 Insassen, drei Besatzungsmitglieder und zwei Passagiere, überlebten den Unfall.[295]
- 5. Februar – Eine aus Dortmund kommende Swearingen Merlin IV der RFG – Regionalflug (D-IEWK) wurde im Anflug auf den Flughafen München bei schlechtem Wetter deutlich unter die vorgeschriebene Entscheidungshöhe geflogen. Bei dem sehr späten und tiefen Durchstarten kam es zu einer Bauchlandung. Nach etwa 300 Meter Rutschen kam die Maschine, nachdem das Hauptfahrwerk zusammengebrochen war, in einem schneebedeckten Feld gut 150 Meter von der Landebahn entfernt zum Stillstand. Alle 16 Insassen überlebten den Totalschaden.[296]
- 16. Februar – An einer Convair CV-240-24 der Israel Aircraft Industries mit US-amerikanischer Zulassung (N93218) kam es auf dem Flughafen Tel Aviv-Ben Gurion (Israel) aufgrund eines Hangarbrandes zum Totalschaden. Über Personenschäden ist nichts bekannt.[297]
- (A) 4. April – Eine Douglas DC-9-32 der Garuda Indonesia (PK-GNQ) kollidierte im Landeanflug auf den Flughafen Polonia bei Medan mit Hochspannungsleitungen und stürzte ab, wobei 23 der 45 Personen an Bord starben. Es wird vermutet, dass das Flugzeug aufgrund von Scherwinden abgestürzt ist (siehe auch Garuda-Indonesia-Flug 035).[298]
- 6. April – Bei der Landung einer Boeing 720-051B der dänischen Conair of Scandinavia (OY-APY) auf dem Flughafen Rom-Ciampino ereignete sich ein Fahrwerksbruch. Es entstand ein Brand, das Flugzeug wurde irreparabel beschädigt. Alle 54 Insassen überlebten.[299][300]
- (A) 8. April – Eine Lockheed L-100-30 Hercules der US-amerikanischen Southern Air Transport (N517SJ) stürzte kurz nach dem Abheben von der Travis Air Force Base (Kalifornien, USA) in einer steilen Fluglage auf das Flugplatzgelände, nachdem zwei Triebwerke nahezu gleichzeitig die Leistung verloren hatten. Auslösende Ursache war mangelhafte Wartung durch Southern Air Transport. Alle 5 Besatzungsmitglieder wurden getötet (siehe Southern-Air-Transport-Flug 517).[301]
- 26. April – Eine Curtiss C-46D-15-CU Commando eines unbekannten philippinischen Betreibers (RP-C189) musste nach einem Triebwerksausfall aufgrund eines plötzlichen Verlust des Öldrucks in der Sibuyansee notgewassert werden, 27 Kilometer von der Insel Panay (Philippinen) entfernt. Aufgrund der schweren Ladung von 6,5 Tonnen Meeresfrüchten hatte man die Höhe nicht halten können. Beide Piloten, die einzigen Insassen auf dem Frachtflug, kamen ums Leben.[302]
- 28. April – Die Piloten einer Hawker Siddeley HS 748-243 der Thai Airways (HS-THI) vergaßen, vor der Landung auf dem Flughafen Chiang Rai (Thailand) das Fahrwerk auszufahren, unter anderem, weil sie die Checkliste nicht benutzten. Es kam natürlich zu einer Bauchlandung, bei der die Maschine nach 1075 Metern neben der Landebahn zum Stillstand kam. Das Flugzeug wurde irreparabel beschädigt. Alle 43 Insassen, vier Besatzungsmitglieder und 39 Passagiere, überlebten den Unfall.[303]
- 8. Mai – An einer Douglas DC-6BF der bolivianischen Frigorifico Reyes (CP-1650) brach bei der Landung auf dem Flughafen La Paz-El Alto (Bolivien) das Fahrwerk zusammen. Die Maschine überschlug sich, zerbrach in drei Teile, fing Feuer und wurde zerstört. Alle drei Besatzungsmitglieder, die einzigen Insassen auf dem Frachtflug, überlebten den Unfall.[304]
- (A) 9. Mai – Auf einem Flug einer Iljuschin Il-62M der Polskie Linie Lotnicze LOT (SP-LBG) von Warschau nach New York fielen zwei Triebwerke aus. Dabei brach im Heck der Maschine ein Feuer aus, das von der Besatzung jedoch zunächst nicht erkannt wurde. Daraufhin beschlossen die Piloten, auf den Flughafen Warschau zurückzukehren. Die Maschine stürzte jedoch kurz vor der Landebahn ab. Bei dem bislang schwersten Unfall der LOT und der Il-62 kamen alle 183 Passagiere und die Besatzung ums Leben (siehe auch LOT-Flug 5055).[305]
- 19. Mai – Eine de Havilland Canada DHC-6-300 Twin Otter der bolivianischen Yacimientos Petroliferos Fiscales Bolivianos – YPFB (CP-1018) verunglückte beim Anflug auf den Flughafen Santa Cruz-El Trompillo (Bolivien) in schlechtem Wetter. Von den 16 Insassen kamen 14 ums Leben, die drei Besatzungsmitglieder und 11 Passagiere.[306]
- 23. Mai – Eine de Havilland Canada DHC-6-300 Twin Otter der indonesischen Merpati Nusantara Airlines (PK-NUW) stürzte im Anflug auf den Flughafen Ruteng (Indonesien) in eine Schlucht. Alle 8 Insassen, beide Besatzungsmitglieder und 6 Passagiere, kamen ums Leben.[307]
- 25. Mai – Eine de Havilland Canada DHC-6-100 Twin Otter der indonesischen Mission Aviation Fellowship (MAF) (PK-MAM) stürzte im Anflug auf den Flugplatz Ilaga (Indonesien) in eine Schlucht. Von den 30 (!) Insassen wurden 7 getötet, der Pilot und 6 der 29 Passagiere. Die de Havilland Canada DHC-6-100 Twin Otter ist für maximal 19 Passagiere zugelassen.[308]
- 16. Juni – Bei einer Martin 4-0-4 der bolivianischen CAMBA (CP-1570) kam es während eines Testfluges zu Fehlzündungen. Außerhalb des Flugplatzes wurde bei Paraparau (Bolivien) eine Notlandung im Gelände als Bauchlandung ausgeführt. Dabei wurde das Flugzeug irreparabel beschädigt. Alle drei Besatzungsmitglieder überlebten den Unfall.[309]
- 16. Juni – Eine Douglas DC-4-1009 der kanadischen Calm Air (C-GPFG) setzte vor dem Landebahnanfang am Hidden Bay airstrip (Saskatchewan, Kanada) auf. Das rechte Hauptfahrwerk schlug gegen die Bahnkante, woraufhin die rechte Tragfläche brach. Alle 4 Insassen, Besatzungsmitglieder und Passagiere, überlebten den Unfall.[310]
- 21. Juni – Eine Fokker F-27-200 Friendship der Burma Airways (XY-ADP) flog etwa 15 Minuten nach dem Start vom Flughafen Heho (Birma) in einen 2500 Meter hohen Berg. Die Unfallstelle lag rund 24 Kilometer südöstlich von Hopong. Alle 45 Insassen, 4 Besatzungsmitglieder und 41 Passagiere, wurden getötet. Das Flugzeug wurde zerstört.[311]
- 26. Juni – Eine Hawker Siddeley HS 748-2 der Philippine Airlines (RP-C1015) wurde in die Flanke des 2100 Meter hohen Berges Mount Ugo geflogen, 19 Kilometer ostsüdöstlich des Zielflughafens Baguio-Loakan (Philippinen). Die Maschine kam aus dem 200 Kilometer entfernten Manila. Bei diesem CFIT (Controlled flight into terrain) wurden alle 50 Insassen getötet, vier Besatzungsmitglieder und 46 Passagiere. Dies war der zweitschwerste Unfall einer HS 748, gemessen an der Anzahl der Todesopfer.[312]
- (A) 30. Juli – Eine mit Pferden für Miami beladene Boeing C-97G Stratofreighter der Belize Air International, registriert in der Dominikanischen Republik (HI-481), startete in überladenem Zustand vom Flughafen Mexiko-Stadt. Im Steigflug rutschte Ladung nach hinten, woraufhin das Flugzeug mit höher gelegenem Gelände kollidierte und schließlich auf eine Landstraße stürzte. Von den 12 Insassen kamen 5 ums Leben, ein Besatzungsmitglied und 4 Passagiere. Außerdem wurden 44 Menschen auf der vielbefahrenen Landstraße von Mexico City nach Toluca getötet (siehe auch Flugunfall einer Boeing C-97 Stratofreighter in Mexiko-Stadt).[313]
- (A) 4. August – Eine Boeing 737-200 der LAN Chile (CC-CHJ) setzte im Landeanflug auf den Flughafen Calama-El Loa 520 Meter vor der versetzten Landebahnschwelle auf, da der Kapitän durch die Sonne geblendet wurde. Der Rumpf zerbrach. Von den 33 Insassen an Bord kam ein Passagier ums Leben. Eine halbe Stunde nach der Landung kam es zu einem Brand, das Flugzeug brannte komplett aus. Die Landeschwelle war wegen Bauarbeiten um 880 Meter versetzt worden, was sich der Kenntnis des Kapitäns entzogen hatte (siehe auch Flugunfall einer Boeing 737 der LAN Chile).[314]
- 16. August – Eine McDonnell Douglas DC-9-82 (MD-82) der Northwest Airlines (N312RC) auf dem Weg nach Phoenix stürzte kurz nach dem Start vom Flughafen Detroit Metropolitan (Michigan, USA) auf eine belebte Straße. Von 155 Menschen an Bord starben alle bis auf ein Kind sowie zwei Autofahrer.[315]
- 29. August – Eine Cessna 404 Titan der Cologne Commercial Flight (D-ILEP) wurde in nebligem Wetter gegen einen Turm auf dem 880 Meter hohen Großen Feldberg (Hessen) geflogen. Durch diesen CFIT (Controlled flight into terrain) wurde der Pilot, der einzige Insasse auf dem Flug, getötet.[316]
- (A) 31. August – Eine Boeing 737-200 der Thai Airways (HS-TBC) stürzte während des Anflugs ins Meer, wobei alle 83 Insassen getötet wurden. Untersuchungen ergeben einen Strömungsabriss auf Grund menschlichen Versagens als Ursache (siehe auch Thai-Airways-Flug 365).[317]
- (A) 21. September – Ein Airbus A300-B4 der Egypt Air (SU-BCA) geriet während eines Trainingsflugs bei einer Landung auf dem Flughafen Luxor seitlich von der Landebahn ab und wurde zerstört. Alle fünf Besatzungsmitglieder kamen ums Leben. Es war der erste tödliche Unfall eines Airbus A300 seit dem Erstflug im Jahr 1972 (siehe auch Flugunfall eines Airbus A300 der Egyptair bei Luxor 1987).[318]
- 11. Oktober – Eine Fokker F-27-500 Friendship der Burma Airways (XY-AEL) wurde beim Anflug auf den Flughafen Rangun (Birma) in einen 460 Meter hohen Hügel 25 Kilometer südlich von Hpa-an geflogen. Bei diesem CFIT (Controlled flight into terrain) wurden alle 49 Insassen, 4 Besatzungsmitglieder und 45 Passagiere, getötet. Das Flugzeug wurde zerstört. Nur knapp 4 Monate zuvor waren bei einem ähnlichen Unfall der Burma Airways 48 Menschen getötet worden.[319]
- 11. Oktober – Eine DHC-6-300 Twin Otter der kolumbianischen Aeroservicios Ejecutivos (HK-2920) verunglückte beim Versuch einer Notlandung nahe der Ortschaft El Poleo (Kolumbien), wobei beide Piloten ums Leben kamen. Alle sieben Fluggäste überlebten den Unfall.[320]
- (A) 14. Oktober – Eine Lockheed L-100-30 Hercules der schweizerischen Zimex Aviation (HB-ILF) wurde 40 Kilometer westlich des Startflughafens in Kuito (Angola) während des Bürgerkriegs von Angola abgeschossen. Die Maschine war im Auftrag des IKRK unterwegs. Alle 6 Insassen, 4 Besatzungsmitglieder und 2 Passagiere, wurden getötet. Auch am Boden kamen 2 Menschen ums Leben (siehe auch Abschuss einer Lockheed L-100 der Zimex Aviation).[321][322]
- (A) 15. Oktober – Eine ATR 42 der italienischen Aero Trasporti Italiani (ATI) (I-ATRH) stürzte auf dem Flug vom Flughafen Mailand-Linate nach Köln-Bonn bei Lasnigo ab. Fünfzehn Minuten nach dem Start begann das Flugzeug mit heftigen Rollbewegungen mit Schräglagen von bis zu 135 Grad, wonach es zum Kontrollverlust kam. Die Maschine schlug beim Sturzflug 48 Kilometer nördlich von Mailand am Comer See im Gelände auf, wobei alle 37 Menschen an Bord der Maschine, drei Besatzungsmitglieder und 34 Passagiere, ums Leben kamen. Ausgelöst war der Kontrollverlust durch starke Vereisung (siehe auch Aero-Trasporti-Italiani-Flug 460).[323]
- 28. Oktober – Während des Reiseflugs in einer Höhe von rund 4300 Meter Höhe (Flugfläche/Flight level 140) fielen bei einer Convair CV-640 der US-amerikanischen SMB Stage Line (N3411) beide Triebwerke aus. Die Piloten des Frachtfluges machten eine Notlandung mit eingefahrenem Fahrwerk (Bauchlandung) auf einer Graslandebahn nahe Bartlesville (Oklahoma, USA). Sie hatten vergessen, den Tankwahlschalter umzustellen, durch dessen Stellung beide Triebwerke so lange nur aus dem rechten Treibstofftank versorgt wurden, bis dieser leer war. Die beiden Besatzungsmitglieder überlebten.[324][325]
- 10. November – Eine de Havilland Canada DHC-4A Caribou der kanadischen Kenn Borek Air (C-GVYX) stürzte im Landeanflug auf den Flughafen von Ross River ab. Zuvor hatte das Flugzeug technische Probleme – unter anderem mit dem rechten Triebwerk und dem Fahrwerk. Die Piloten versuchten durchzustarten. Dabei verlor es allerdings an Höhe und kollidierte mit Bäumen, wodurch die rechte Tragfläche beschädigt wurde – die Maschine stürzte in der Folge ab. Von den vier Insassen kamen zwei ums Leben, beide Crewmitglieder. Auslöser für den Triebwerkschaden war der Einbau einer falschen Öldichtung durch Wartungspersonal.[326]
- (A) 15. November – Eine Douglas DC-9-14 der Continental Airlines (N626TX) sank nach dem Abheben auf dem Flughafen Denver-Stapleton, Colorado (USA) wieder auf die Startbahn zurück und zerbrach. Beide Piloten waren auf diesem Typ sehr unerfahren und hatten das Flugzeug nicht ausreichend enteisen lassen. Von 82 Insassen starben 28. Der Untersuchungsbericht kritisierte fehlende Regelungen bei Continental bezüglich der nötigen Flugerfahrung (siehe auch Continental-Airlines-Flug 1713).[327]
- (A) 28. November – Die Flugbesatzung einer Boeing 747-244 der South African Airways (ZS-SAS), die sich auf dem regulären Flug von Taiwan nach Südafrika befand, versuchte nach einem Feuerausbruch im Frachtraum Mauritius für eine Notlandung zu erreichen. Die Maschine stürzte jedoch 250 Kilometer nordöstlich davon ins Meer. Alle 159 Menschen an Bord starben (siehe auch South-African-Airways-Flug 295).[328]
- (A) 29. November – In einer Boeing 707 der Korean Air (HL7406) explodierte über dem Andamanischen Meer eine von einem nordkoreanischen Paar vorher an Bord gebrachte Bombe. Alle 115 Menschen an Bord starben (siehe auch Korean-Air-Flug 858).[329]
- (A) 7. Dezember – Eine BAe 146 der Pacific Southwest Airlines (N350PS) stürzte in der Nähe von Paso Robles (Kalifornien, USA) ab, nachdem ein ehemaliger Mitarbeiter der USAir seinen früheren Vorgesetzten an Bord erschossen hatte. Alle 43 Personen an Bord starben.[330]
- 7. Dezember – Eine Hawker Siddeley HS 748-243 2A der thailändischen Bangkok Airways (HS-THH) überrollte bei der Landung auf dem Flughafen Udon Thani (Thailand) das Landebahnende. Das Fahrwerk brach zusammen, die Maschine wurde dabei irreparabel beschädigt. Alle Insassen überlebten den Unfall.[331]
- 13. Dezember – Eine Short 360-300 der Philippine Airlines (EI-BTJ) flog 16 Kilometer südwestlich des Zielflughafens Flughafen Iligan/Maria Cristina (Philippinen) gegen den Berg Munay. Alle 15 Insassen, die vier Besatzungsmitglieder und 11 Passagiere, wurden getötet.[332]
- (A) 21. Dezember – Eine von Air Littoral betriebene Embraer EMB 120 (F-GEGH) wurde auf einem Flug der Air France beim Landeanflug auf den Flughafen Bordeaux schon fünf Kilometer nordöstlich des Platzes in den Boden geflogen. Dabei kamen alle 16 Insassen ums Leben. Die Crew hatte bei schlechtem Wetter Schwierigkeiten mit dem Anflug, die Maschine geriet schließlich zu tief und kollidierte mit Bäumen. Es handelte sich um einen Controlled flight into terrain (siehe auch Air-France-Flug 1919).[333]
- 21. Dezember – An einer Douglas DC-6BF der nicaraguanischen Aeronica (YN-BFO) löste sich während des Reisefluges über Costa Rica das Triebwerk Nr. 3 (rechts innen) mit einem lauten Knall vom Flugzeug. Daraufhin kam die Feuerwarnung für das benachbarte Triebwerk Nr. 4 an, dessen Propeller sich jedoch nicht in die Segelstellung bringen ließ. Obwohl die Fracht abgeworfen wurde, konnte die Höhe nicht gehalten werden und eine Notwasserung in einem Fluss bei Boca San Carlos (Costa Rica) war unvermeidbar. Alle sechs Besatzungsmitglieder, die einzigen Insassen auf dem Frachtflug, überlebten den Unfall.[334]
- 30. Dezember – Eine de Havilland Canada DHC-6-300 Twin Otter der indonesischen Merpati Nusantara Airlines (PK-NUY) stürzte auf dem Flug vom Flughafen Samarinda zum Flugplatz Tanjung Redep/Berau-Kalimaru ab. Alle 17 Insassen, 3 Besatzungsmitglieder und 14 Passagiere, kamen ums Leben.[335]

### 1988
- Im Jahr 1988 (genaues Datum unbekannt) verunglückte eine Vickers Viscount 757 der kongolesischen Filair (Luftfahrzeugkennzeichen 9Q-CTS) bei der Landung auf dem Flughafen von Tshikapa (Zaire). Alle Insassen überlebten. Das Flugzeug wurde irreparabel beschädigt.[336][337]

- Im Jahr 1988 (genaues Datum unbekannt) kam es bei einer Lockheed L-749A Constellation der Aerochago Airlines aus der Dominikanischen Republik (HI-422) bei der Landung auf dem Flughafen Santo Domingo-Las Américas (Santo Domingo, Dominikanische Republik) zu heftigem Bugradflattern. Die vordere Rumpfstruktur des voll beladenen Frachtflugzeugs wurde überlastet und das Flugzeug irreparabel beschädigt. Alle Insassen überlebten den Unfall. Dies war der letzte Totalverlust einer Lockheed Constellation (nicht zu verwechseln mit der Lockheed L-1049 Super Constellation).[338][339]

- (A) 2. Januar – Eine Boeing 737-200 der deutschen Charterfluggesellschaft Condor (D-ABHD) flog beim Anflug auf Izmir (Türkei) infolge von Pilotenfehlern in einen Berg. Alle 16 Insassen kamen dabei ums Leben (siehe auch Condor-Flug 3782).[340][341]

- 11. Januar – Eine geparkte Vickers Viscount 806 der British Air Ferries (BAF) (G-APIM) wurde auf dem Flughafen Southend (Vereinigtes Königreich) von der Short 330 G-BHWT der ebenfalls britischen Fairflight Charters gerammt, die gerade zur Startbahn rollte, als ihre Bugradsteuerung ausfiel. Dieses Flugzeug hatte schon länger Probleme mit dem Hydrauliksystem und war außerdem lange Zeit ohne jede Wartung im Freien geparkt gewesen. Alle Insassen beider Maschinen blieben unverletzt, allerdings wurden beide Flugzeuge irreparabel beschädigt.[342][343]

- (A) 18. Januar – Eine Iljuschin Il-18 der China Southwest Airlines (B-222) stürzte während des Landeanfluges auf den Flughafen Chongqing-Jiangbei etwa 32 Kilometer vor dem Ziel ab. Ursache war das Abreißen eines Triebwerks und der Ausfall eines weiteren. Alle 108 Menschen an Bord (10 Besatzungsmitglieder und 98 Passagiere) kamen dabei ums Leben (siehe auch China-Southwest-Airlines-Flug 4146).[344]

- 18. Januar – Eine Curtiss C-46A-55-CK Commando der bolivianischen Empresa Transportes Aéreos (ETA) (CP-1244) wurde 100 Kilometer nordöstlich des Startflughafens La Paz (Bolivien) bei widrigem Wetter gegen den Berg Cerro Colorado geflogen. Bei diesem CFIT (Controlled flight into terrain) wurden alle 9 Insassen getötet, drei Besatzungsmitglieder und 6 Passagiere.[345]

- (A) 19. Januar – Eine Fairchild Swearingen Metro III (N68TC), mit der von der US-amerikanischen Trans-Colorado Airlines im Namen von Continental Express ein Flug vom Flughafen Denver nach Durango durchgeführt wurde, wurde im Landeanflug bei Bayfield (Colorado) in einem CFIT (Controlled flight into terrain) in den Boden geflogen. Von 17 Personen an Bord starben 9. Die Flugunfalluntersuchung ergab, dass der Erste Offizier, der am Steuer saß, mit dem anspruchsvollen Anflug überfordert war, während der erfahrenere Kapitän durch Kokainkonsum und Schlafmangel in seiner Flugtauglichkeit stark eingeschränkt war (siehe auch Trans-Colorado-Airlines-Flug 2286).[346]

- 23. Januar – Eine Douglas DC-6, die von den US-amerikanischen CIA-geführten Contras betrieben wurde (Luftfahrzeugkennzeichen unbekannt), wurde beim Abwurf von militärischem Nachschub für die örtlichen Terroristen bei San Carlos (Nicaragua) abgeschossen. Wie häufig war die Maschine vom Flugplatz von Islas del Cisne im Nachbarland Honduras aus gestartet. Die USA waren schon 1986 vom Internationalen Gerichtshof in Den Haag für ihre direkte und indirekte militärische Teilnahme am Contra-Krieg zur Beendigung der ungesetzlichen Anwendung von Gewalt gegen Nicaragua und Zahlung von Reparationen verurteilt worden. Von den 10 Besatzungsmitgliedern wurden 9 getötet.[347]

- 29. Januar – Die Vickers Vanguard 953C F-GEJF der französischen Inter Cargo Service stürzte unmittelbar nach dem Abheben auf dem Flughafen Toulouse-Blagnac, Frankreich, neben der Startbahn ab. Für den Frachtflug nach Paris-Orly wurde das Triebwerk Nr. 4 (rechts außen) im Leerlauf betrieben, da es zuvor sehr heiß gelaufen war. Es kam zum Kontrollverlust und zur Zerstörung des Flugzeugs. Alle 3 Besatzungsmitglieder überlebten.[348]

- 2. Februar – Eine Convair CV-580 der US-amerikanischen Aspen Airways (N5808) driftete bei der nächtlichen Landung auf dem Flughafen Durango (Colorado) (USA) auf der mit Schnee und Schneematsch bedeckten Landebahn nach links und kollidierte mit einem Schneewall. Als auslösende Unfallursachen wurde der ungepflegte Zustand der Landebahn benannt, deren Mittellinienbeleuchtung außer Betrieb war und die Markierungen der Mittellinie mit Schnee bedeckt war. Das Flugzeug wurde irreparabel beschädigt. Alle 41 Insassen, drei Besatzungsmitglieder und 38 Passagiere, überlebten den Unfall.[349]

- (A) 8. Februar – Eine Turboprop-Maschine des Typs Swearingen Metro des NFD (Nürnberger Flugdiensts, heute Eurowings) (D-CABB) auf dem Flug von Hannover nach Düsseldorf wurde beim Landeanflug auf Düsseldorf von einem Blitz getroffen und stürzte bei Mülheim an der Ruhr, Deutschland ab. Alle 21 Insassen starben (siehe auch Nürnberger-Flugdienst-Flug 108).

- 25. Februar – Eine Beechcraft 99 der französischen Transport Aérien Transrégional (TAT) (F-BTMJ) wurde auf dem Flughafen Dinard-Pleurtuit (Département Ille-et-Vilaine) irreparabel beschädigt. Nähere Umstände sind nicht bekannt. Menschen kamen nicht zu Schaden.[350]

- (A) 27. Februar – Eine Boeing 727 der türkischen Fluggesellschaft Talia Airways (betrieben durch Jugoslovenski Aerotransport) (TC-AKD) wurde beim Anflug auf den Flughafen Ercan (Nordzypern) in einen Berg geflogen. Alle 15 Insassen starben (siehe auch Talia-Airways-Flug 79).[351]

- (A) 1. März – Eine Embraer EMB 110P1 (ZS-LGP), welche die südafrikanische Comair Limited von der Bop Air geleast hatte, zerbrach nach einer Bombenexplosion auf dem Flug von Phalaborwa nach Johannesburg wenige Minuten vor der Landung in der Luft. Dabei kamen alle 17 Personen an Bord ums Leben. Ein Passagier, der kurz zuvor eine hohe Lebensversicherung abgeschlossen hatte, war vermutlich der Täter[352] (siehe auch Comair-Limited-Flug 206)

- (A) 4. März – In einer Fairchild-Hiller FH-227B der französischen Transport Aérien Transrégional (TAT) (F-GCPS) fiel im Anflug auf den Flughafen Paris-Orly das gesamte elektrische System aus. Die Maschine befand sich ohne Außensicht in Wolken; der Autopilot schaltete sich aus und die Piloten hatten keinerlei Anzeige mehr über die Fluglage, da es in diesem Flugzeugtyp keinen vom Stromnetz unabhängigen künstlichen Horizont gab. Dies führte zu einem Kontrollverlust, durch den die Maschine sehr steil zu Boden stürzte und 1,6 Kilometer östlich von Machault (Seine-et-Marne) aufschlug. Dabei kamen alle 23 Insassen ums Leben, zwei Piloten, ein Flugbegleiter und 20 Passagiere (siehe auch TAT-European-Airlines-Flug 230).[353]

- (A) 17. März – Eine Boeing 727-21 der kolumbianischen Avianca (HK-1716) wurde im Steigflug nach dem Start vom Flughafen Cúcuta (Kolumbien) in den Berg El Espartillo geflogen (Controlled flight into Terrain (CFIT)). Auslöser für das Fliegen einer unerlaubten Abkürzung und die fehlende Orientierung waren selbst erzeugte Eile und die Anwesenheit eines extrem geschwätzigen weiteren Piloten, der als Passagier im Cockpit mitflog. Alle 136 Passagiere und 7 Besatzungsmitglieder kamen ums Leben (siehe auch Avianca-Flug 410).[354]

- 12. April – In einer Douglas DC-3C der südafrikanischen United Air (ZS-UAS) brach während des Fluges in Flugfläche 90 (2740 Meter) ein Feuer aus. Die Piloten kehrten zum Ausgangsort, dem Flughafen Bloemfontein zurück. Jedoch wurde die Flugbahn des Sinkflugs immer steiler, und bei Hennenman (Südafrika) schlug das Flugzeug in einem Winkel von 45 Grad auf. Der Grund des Brandes war eine Leckage an der rechten Drucksteigerungspumpe für den Treibstoff. Alle 24 Insassen, drei Besatzungsmitglieder und 21 Passagiere kamen ums Leben.[355]

- (A) 28. April – Während des Fluges von Hilo nach Honolulu auf Hawaii verlor eine Boeing 737 der US-amerikanischen Aloha Airlines (N73711) in 8000 Meter Höhe ein Drittel des Kabinendachs. Eine Flugbegleiterin wurde aus der Maschine gesaugt. Die Maschine konnte auf dem Flughafen von Maui notlanden. Von 95 Menschen überlebten 94 (siehe auch Aloha-Airlines-Flug 243).

- 6. Mai – Eine de Havilland Canada DHC-7 der norwegischen Widerøe’s Flyveselskap (LN-WFN) flog 8 Kilometer vom Flughafen Brønnøysund (Norwegen) entfernt beim Landeanflug in den Berg Torghatten. Sie war bei niedrigen Wolken mit zu geringer Höhe angeflogen. Alle 36 Personen an Bord kamen ums Leben – damit handelte es sich um den bis April 2017 schwersten Unfall mit diesem Flugzeugmuster.[356]

- 23. Mai – Der Start einer Boeing 727-22 der costa-ricanischen Lacsa (TI-LRC) wurde auf dem Flughafen San José-Juan Santamaría (Costa Rica) noch nach Überschreiten der Entscheidungsgeschwindigkeit abgebrochen, da sich das Flugzeug nicht in die Luft bewegen ließ. Das Flugzeug überrollte das Startbahnende, durchbrach einen Zaun, kreuzte einen Graben, schlug auf einen Hügel auf und fing Feuer. Alle 26 Insassen, zehn Besatzungsmitglieder und 16 Passagiere, überlebten. Die Unfallursache war die exzessive Verlagerung des Schwerpunkts nach vorne, weil im vorderen Frachtraum Ladung mit weit mehr als dem zulässigen Gewicht verstaut worden war. Das Flugzeug wurde zerstört.[357]

- 24. Mai – Eine Douglas DC-6B der nicaraguanische Aeronica (YN-CBE) wurde in der Nähe von Cerro Fábrega (Panama) in 2808 Metern Höhe gegen einen Berg geflogen, etwa 700 Meter unterhalb des Gipfels. Durch diesen CFIT (Controlled flight into terrain) wurden alle 6 Insassen getötet, die einzigen Insassen auf dem Frachtflug.[358]

- (A) 26. Mai – Eine Fokker F27-600 Friendship der dänischen Star Air (OY-APE) stürzte im Anflug auf den Flughafen Hannover-Langenhagen (Bundesrepublik Deutschland) etwa 1 Kilometer westlich der Landebahn 09 ab. Während des Instrumentenanfluges bäumte sich die Maschine beim Ausfahren der Landeklappen in die Endstellung stark auf, wobei die Ladung nach hinten verrutschte. Die Frachtmaschine befand sich auf dem Weg von Billund über Hannover nach Nürnberg. Beide Piloten kamen ums Leben (siehe auch Flugunfall der Star Air bei Hannover 1988).[359]

- 12. Juni – Eine McDonnell Douglas DC-9-81 (MD-81) der argentinischen Austral Líneas Aéreas (N1003G) stürzte beim Landeanflug auf den Flughafen Posadas (Argentinien) ab. Das Flugzeug kollidierte bei schlechter Sicht mit Eukalyptusbäumen und schlug drei Kilometer vor dem Flughafen auf dem Boden auf. Alle 22 Insassen starben.[360]

- 16. Juni – Eine Fokker F-27-600 Friendship der Burma Airways (XY-ADQ) wurde im Anflug auf den Flughafen von Putao (Birma) 15 Kilometer nordwestlich des Zielflughafens ins Gelände geflogen. Die Piloten des Frachtfluges hatten versucht, eine Wolkenlücke zu finden. Bei diesem CFIT (Controlled flight into terrain) wurden alle 4 Insassen, die 3 Besatzungsmitglieder und ein Passagier, getötet. Das Flugzeug wurde zerstört.[361]

- 17. Juni – Die Piloten einer De Havilland DHC-6-100 (N202RH) der Samoa Aviation führten den Endanflug auf Taʻū (Amerikanisch-Samoa) zu steil durch. Die Maschine schlug vor der Landebahn auf. Alle 16 Insassen überlebten den Zwischenfall. Das Flugzeug wurde als Totalverlust abgeschrieben.[362]

- 18. Juni – Kurz vor der Landung einer Vickers Viscount 828 der indonesischen Merpati Nusantara Airlines (PK-MVG) am Flughafen Medan-Polonia fiel die Hydraulik aus. Das kaum noch steuerbare Flugzeug rollte rechts von der Landebahn herunter und wurde schwer beschädigt. Alle 48 Insassen überlebten den Unfall. Nach einem Überführungsflug nach Jakarta-Cengkareng wurde ein wirtschaftlicher Totalschaden festgestellt.[363]

- 19. Juni – Die Piloten einer Boeing 737-2A8 der Indian Airlines (VT-EAI) machten auf dem Flughafen Delhi-Indira Gandhi (Indien) aufgrund schlampiger Arbeit mit den Verfahren eine Bauchlandung, weil sie vergessen hatten, das Fahrwerk auszufahren. Das Flugzeug geriet in Brand und wurde irreparabel beschädigt. Alle 134 Insassen, sechs Besatzungsmitglieder und 128 Passagiere, überlebten den Unfall.[364]

- 21. Juni – Eine Bristol 170 Freighter Mk. 31M der kanadischen Trans-Provincial Airlines (C-GYQY) machte bei der Landung auf dem Flugplatz Bronson Creek (British Columbia, Kanada) einen Ringelpiez und kam von der Landebahn ab. Das Fahrwerk brach zusammen, und das Flugzeug wurde irreparabel beschädigt. Alle 3 Besatzungsmitglieder, die einzigen Insassen auf dem Frachtflug, überlebten den Unfall.[365][366]

- (A) 26. Juni – Ein Airbus A320-100 der Air France (F-GFKC) stürzte beim Flugplatz Mülhausen-Habsheim ab, nachdem das Flugzeug in flachem Flugweg mit leicht angestellter Nase in die Bäume eines Waldes hinter der Landebahn geflogen war. Von den 136 Menschen an Bord starben drei. Dieser Absturz wurde zunächst auf einen Computerfehler zurückgeführt, was zu Kritik an dem Fly-by-Wire-System führte. Im Laufe der Ermittlungen sollten die Piloten und drei weitere Verantwortliche der fahrlässigen Tötung für schuldig gesprochen werden. Das offizielle Ergebnis des Verfahrens ergab eine Reihe von Pilotenfehlern, auf denen der Absturz beruhte. Die Piloten hätten das automatische Flugkontrollsystem während des Fluges abgeschaltet. Warnungen wegen zu geringer Flughöhe seien ignoriert worden und die Geschwindigkeit zu gering gewesen. Es gibt über diese Ursache eine Kontroverse, da es zu Manipulationen des Flugschreibers gekommen sei. Bemerkenswert ist dieser Absturz, da er sich bei einem Schauflug vor laufenden Fernsehkameras ereignete.

- 29. Juni – Eine Douglas DC-6BF der Aerolineas El Salvador – AESA (YS-05C) kurz nach dem Start vom Flughafen San Salvador (El Salvador) ab. Beide Besatzungsmitglieder, die einzigen Insassen auf dem Frachtflug, überlebten den Unfall.[367]

- (A) 3. Juli – Ein Airbus A300 der Fluggesellschaft Iran Air (EP-IBU) wurde über der Straße von Hormus (Persischer Golf) durch die Besatzung des US-amerikanischen Kriegsschiffs Vincennes abgeschossen. Alle 290 Menschen an Bord des Airbus wurden getötet (siehe auch Iran-Air-Flug 655).[368]

- 4. Juli – Eine Vickers Viscount 843 der indonesischen Bouraq Indonesia Airlines (PK-IVW) landete mit Rückenwind auf der nassen Landebahn am Flughafen Balikpapan. Nach dem Aufsetzen brachen das Bug- und rechte Hauptfahrwerk zusammen. Die Maschine wurde irreparabel beschädigt. Alle 76 Insassen überlebten den Unfall.[369]

- 6. Juli – An einer Canadair CL-44J der kolumbianischen Líneas Aéreas Suramericanas (HK-3148X) explodierte das Triebwerk Nr. 4 (rechts außen) nach dem Start vom Flughafen Barranquilla (Kolumbien). Bei der Rückkehr für eine Notlandung soll die rechte Tragfläche gebrannt haben. Im Endanflug auf die Landebahn 04 ging die Kontrolle über das Flugzeug verloren und es kam zum Absturz. Von den acht Besatzungsmitgliedern, den einzigen Insassen auf dem Frachtflug, kamen 3 ums Leben.[370]

- 14. Juli – Eine de Havilland Canada DHC-6 Twin Otter 300 der kanadischen Kenn Borek Air (C-GKBM), die im Auftrag des United States Forest Service unterwegs war, kollidierte mit Bäumen und stürzte ab. Beim Zusammenprall wurde die rechte Tragfläche beschädigt. Das Flugzeug befand sich auf dem Weg von Redmond nach John Day (Grant County; beides Vereinigte Staaten). Als vermutliche Absturzursache wurden medizinische Gründe des Kapitäns genannt. Der einzige Insasse kam ums Leben.[371]

- (A) 20. Juli – Eine Douglas DC-6/C-118A der salvadorianischen TACA International Airlines (N33VX) startete vom Flughafen San Salvador-Comalapa mit Treibstoff für 7 Stunden an Bord. Nach 4,3 Stunden verloren die Triebwerke 1, 2 und 3 die Leistung. Bei der Notlandung bei Golden Meadow, Louisiana (USA) schlug das Fahrwerk gegen einen Deich, die Tragfläche auf den Boden und das Flugzeug in einem Entwässerungsgraben auf. Bis zum Ziel, dem Flughafen New Orleans, wären es noch 68 Kilometer nordwärts gewesen. Das Flugzeug wurde irreparabel beschädigt. Aufgrund eines offen gelassenen Ablassventils in der Triebwerksgondel Nr. 4 war die ganze Zeit über Treibstoff verloren gegangen. Alle 3 Besatzungsmitglieder, die einzigen Insassen auf dem Frachtflug, wurden getötet (siehe auch Flugunfall einer Douglas DC-6 der TACA in Louisiana 1988).[372]

- (A) 21. Juli – Ein Frachtflugzeug des Typs Boeing 707-300 der Angola Air Charter (D2-TOV) mit sechs Mann Besatzung verunglückte im Landeanflug auf Lagos; niemand überlebte (siehe auch Flugunfall einer Boeing 707 der Angola Air Charter bei Lagos).[373]

- 23. August – Eine Douglas DC-4 der kongolesischen Kinair Cargo (9Q-CBK) verunglückte im Anflug auf den Flughafen Brazzaville Maya-Maya bei der Insel M'Bamou, 18 Kilometer östlich des Platzes. Alle 5 Insassen, Besatzungsmitglieder und Passagiere, kamen ums Leben.[374]

- (A) 31. August – Die Besatzung einer Boeing 727-232 der US-amerikanischen Delta Air Lines (N473DA) wartete am Dallas/Fort Worth International Airport hinter einer Reihe von anderen Passagiermaschinen am Rollfeld, als die Flugsicherung ihr überraschenderweise eine Startfreigabe von einer anderen Bahn erteilte. Die Besatzung arbeitete daraufhin im Eiltempo die Checkliste für den Start ab und vergaß dabei, die Auftriebshilfen für den Start korrekt einzustellen. Beim Startvorgang versagte ferner das Warnsignal, das die Besatzung auf ihren Fehler aufmerksam machen sollte. Die Maschine gewann am Ende der Startbahn kaum an Höhe, streifte die Anflugbefeuerung, stürzte zu Boden und geriet in Brand. Von den 108 Insassen konnten sich 94 aus der Maschine retten, die übrigen 14 kamen in dem Feuer ums Leben (siehe auch Delta-Air-Lines-Flug 1141).[375]

- 31. August – Eine Convair CV-240/T-29B der mexikanischen Aerocaribe (XA-HUL) verunglückte beim Start vom Flughafen Mérida (Mexiko). Einer der 20 Insassen kam ums Leben. Das Flugzeug wurde irreparabel beschädigt.[376]

- (A) 31. August – Eine am Flughafen Guangzhou-Baiyun (alt) gestartete Hawker Siddeley HS.121 Trident 2E der chinesischen CAAC (B-2218) rutschte auf dem Flughafen Hongkong-Kai Tak bei einer Bruchlandung ins Hafenbecken. Die Unfallursache war vermutlich eine plötzliche Sichtverschlechterung durch Starkregen, 7 Insassen ertranken (siehe auch CAAC-Flug 301).[377]

- 9. September – Mit einer Douglas DC-4/C-54A-5-DC der bolivianischen Frigorifico Reyes (CP-1653) kam es kurz nach dem Start vom Flughafen La Paz-El Alto (Bolivien) zu Triebwerksproblemen. Bei der erforderlichen Bauchlandung brach Feuer aus, wodurch das Flugzeug zerstört wurde. Alle drei Besatzungsmitglieder, die einzigen Insassen auf dem Frachtflug, überlebten den Unfall.[378]

- (A) 12. September – Eine Lockheed L-188A Electra der TAME Ecuador (HC-AZY) stürzte kurz nach dem Start vom Flughafen Lago Agrio (Nueva Loja) ab. Beim Start war das Triebwerk Nr. 2 (links innen) nicht in Betrieb, kurz nach dem Start explodierte das Triebwerk Nr. 1 (links außen) und das Flugzeug stürzte ab. Alle sieben Insassen starben (siehe auch Flugunfall einer Lockheed L-188 Electra der TAME Ecuador am Flughafen Lago Agrio).[379]

- (A) 15. September – Eine Boeing 737-200 der Ethiopian Airlines (ET-AJA) hob in Bahir Dar gerade ab, als einige Tauben in beide Triebwerke gesaugt wurden. Beide Triebwerke verloren durch den Vogelschlag an Schubkraft. Der Cockpit-Besatzung gelang trotzdem noch eine Notlandung in der Nähe des Flughafens, bei der jedoch 35 der 98 Passagiere ums Leben kamen (siehe auch Ethiopian-Airlines-Flug 604).[380]

- (A) 15. September – Eine Hawker Siddeley 748 der kanadischen Bradley Air Services (C-GFFA) stürzte auf dem Weg von Montréal-Dorval zum Flughafen Ottawa International (Québec, Kanada) im Anflug ab.[381] Durch Wartungsfehler waren die Querruderkabel asymmetrisch eingestellt, was zu ungesteuerten Vollausschlägen mit zwangsläufigem Kontrollverlust und Absturz bei Cheney, Ontario, 34 Kilometer ostsüdöstlich des Zielflughafens Ottawa führte. Der vorgeschriebene Testflug nach der Einstellung der Kabel war unterlassen worden. Beitragend zur Unfallursache waren die Konstruktion des Querrudersystems, unvollständige und mehrdeutige Wartungsvorschriften des Herstellers sowie das Fehlen von dessen Informationen für die Piloten bezüglich des Verhaltens des Querrudersystems und seiner Bedienung in Notfällen. Die einzigen Insassen, die beiden Piloten, kamen ums Leben (siehe auch Flugunfall der Bradley Air Services bei Cheney).[382]

- (A) 7. Oktober – Eine Iljuschin Il-14P der chinesischen Shan Xi Airlines (B-4218) stürzte kurz nach dem Start vom Flughafen in Linfen (Volksrepublik China) auf das Dach eines Hotels. Nach dem Ermüdungsbruch der Ölpumpenwelle war das linke Triebwerk ausgefallen. Von den 48 Insassen kamen 44 ums Leben, alle vier Crewmitglieder und 40 der 44 Passagiere. Das Flugzeug war allerdings für maximal 32 Passagiere zugelassen und mit nur 14 Sitzen ausgerüstet. Zusätzlich starben zwei Menschen am Boden (siehe auch Flugunfall der Shan Xi Airlines 1988).[383]

- 11. Oktober (das Datum ist nicht sicher) – Mit einer Curtiss C-46F-1-CU Commando der kanadischen Air Manitoba (C-GTPO) wurde auf dem Flugplatz Pickle Lake (Ontario, Kanada) ein Startversuch bei starkem Seitenwind spät abgebrochen. Um zu verhindern, dass das Flugzeug in einen See am Ende der Startbahn rollte, steuerte der Kapitän nach links. Abseits der Startbahn landete das Flugzeug in einem Graben. Alle drei Besatzungsmitglieder, die einzigen Insassen auf dem Frachtflug, überlebten den Unfall. Das Flugzeug wurde irreparabel beschädigt.[384]

- (A) 17. Oktober – Die Besatzung einer Boeing 707-338C der Uganda Airlines (5X-UBC) führte einen unsachgemäßen Landeanflug auf den Flughafen Rom-Fiumicino durch. In Unkenntnis ihrer genauen Flugposition ließen die Piloten ihre Maschine im Landeanflug absinken, bis diese 1300 Meter vor der Landebahn ein Hausdach streifte und zu Boden stürzte. Bei diesem CFIT (Controlled flight into terrain) wurden alle 7 Besatzungsmitglieder sowie 26 der 45 Passagiere getötet (siehe auch Uganda-Airlines-Flug 775).[385]

- (A) 19. Oktober – Die Piloten einer Boeing 737-2A8 der Indian Airlines (VT-EAH) unterschritten bei schlechter Sicht im Landeanflug auf den Flughafen Ahmedabad die Mindestsinkflughöhe. Die Maschine streifte einen Hochspannungsmast, stürzte auf ein Reisfeld und ging in Flammen auf. Von den 135 Menschen an Bord starben 133 (siehe auch Indian-Airlines-Flug 113).[386]

- (A) 25. Oktober – Eine Fokker F28-1000 der Aeroperú (OB-R-1020) hob vom Flughafen Juliaca ab, gewann jedoch danach kaum an Höhe. Als anschließend sowohl das Fahrwerk als auch die Auftriebshilfen eingefahren wurden und gleichzeitig der Schub zurückgenommen wurde, blieb die Maschine wenige Meter über dem Boden in der Luft, ehe sie 1,8 Kilometer hinter der Startbahn auf eine Straße stürzte, die beidseitig von Gräben umgeben war. Anschließend schlitterte die Maschine 220 Meter weiter in ein Flussbett. An Bord der Maschine hatten sich 65 Passagiere und 4 Besatzungsmitglieder befunden. 12 Personen, darunter 11 Passagiere, kamen ums Leben (siehe auch Aeroperú-Flug 772).[387]

- (A) 18. November – Eine Fairchild Swearingen Metro II der französischen Air Littoral (F-GCPG) sank kurz nach dem Abheben vom Flugplatz Montluçon Guéret wieder und schlug 600 Meter hinter der Startbahn auf. Die Maschine fing Feuer; beide Piloten und die zwei Passagiere kamen ums Leben. Vermutlich hatte sich der Stickpusher fehlerhaft aktiviert und die Maschine nach unten gedrückt (siehe auch Air-Littoral-Flug 440).[388]

- 23. November – Eine Vickers Viscount 807 der britischen Gibraltar Airways (G-BBVH) verunglückte bei der Landung auf dem Flughafen Tanger (Marokko). Die vom nur 70 Kilometer entfernten Flughafen Gibraltar kommende Maschine rutschte nach dem Aufsetzen nach links von der Landebahn und über einen flachen Kanal, wobei sie irreparabel beschädigt wurde. Alle 78 Insassen, 4 Besatzungsmitglieder und 74 Passagiere, überlebten die Bruchlandung. Die Landung wurde während eines starken Regenschauers bei rund 18 Knoten Rückenwind durchgeführt.[389]

- 30. November – Eine de Havilland Canada DHC-6-300 Twin Otter des Aero Club Libya (5A-DDD) wurde aufgrund militärischer Aktivitäten angewiesen, zum Startflugplatz Hamada al Hamra (Libyen) zurückzukehren. Dort hatte sich aber inzwischen dicker Morgennebel gebildet. Beim Versuch zu landen kollidierte das Flugzeug mit einer asphaltierten Rohrleitungsbrücke, die genau westlich der Haupt-Start- und Landebahn verlief, traf einen hölzernen Elektromast, schlug auf und brannte aus. Durch diesen CFIT (Controlled flight into terrain) wurden alle 14 Insassen getötet, zwei Besatzungsmitglieder und 12 Passagiere.[390]

- 3. Dezember – Eine Hawker Siddeley HS 748-234 2A der kanadischen Air Creebec (C-GQSV) setzte beim 5. Landeversuch am Flugplatz Waskaganish (Québec, Kanada) vor der Landebahn auf und wurde irreparabel beschädigt. Alle drei Besatzungsmitglieder, die einzigen Insassen auf dem Frachtflug, überlebten den Unfall.[391]

- (A) 8. Dezember – Eine Douglas DC-7CF der US-amerikanischen T & G Aviation (N284), betrieben für die United States Agency for International Development (USAID), wurde über der Westsahara durch Terroristen der Polisario abgeschossen. Die Maschine befand sich gemeinsam mit einer weiteren DC-7 (N90804) auf einem Überführungsflug aus dem Senegal nach Marokko, um dort im Auftrag des Welternährungsprogramms der Vereinten Nationen für die Bekämpfung der Heuschreckenplage eingesetzt zu werden, welche eine Hungersnot auszulösen drohte. Beide Flugzeuge waren mit einem zivilen Flugplan auf der Luftstraße Red 975 in einer Höhe 11.000 Fuß (rund 3.350 Meter) unterwegs, als sie von Flugabwehrraketen des sowjetischen Typs 9K32 Strela-2 (SA-7) getroffen wurden. Während die N90804 schwer beschädigt auf dem marokkanischen Flughafen Sidi Ifni notgelandet werden konnte, wurde die N284 abgeschossen. Dadurch wurden alle 5 Besatzungsmitglieder getötet.[392] Schon am 24. Februar 1985 hatten Terroristen der Polisario ein ziviles Forschungsflugzeug des deutschen Alfred-Wegener-Institutes vom Typ Dornier 228 (D-IGVN) auf dem Rückweg aus der Antarktis abgeschossen und die drei Besatzungsmitglieder getötet (siehe auch Abschuss der Polar 3).

- (A) 13. Dezember – Die Besatzung einer aus Daressalam in Tansania kommenden Boeing 707-351C der GAS Air Nigeria (5N-AYJ) aus Nigeria versuchte zunächst auf dem Flughafen Kairo-International zu landen. Aufgrund des schlechten Wetters wichen die Piloten nach zwei fehlgeschlagenen Landeversuchen zum Flughafen Luxor aus. Dort kam sie jedoch nie an, sondern stürzte in ein Wohngebiet bei Karm Umran, 45 Kilometer nördlich von Luxor ab. Alle 8 Besatzungsmitglieder und eine Person am Boden kamen bei dem Unfall ums Leben. Es wurde vermutet, dass der Maschine der Treibstoff ausgegangen war (siehe auch Flugunfall einer Boeing 707 der GAS Air Cargo bei Karm Umran).[393]

- (A) 21. Dezember – Aufgrund einer Bombenexplosion an Bord stürzte eine Boeing 747-121 der US-amerikanischen Pan American World Airways (N739PA) auf dem Flug von London nach New York über Lockerbie/Schottland ab. Alle 259 Menschen an Bord sowie 11 Einwohner von Lockerbie verloren ihr Leben. Erst am 16. August 2003 übernahm Libyen die Verantwortung für diesen Terroranschlag und zahlte 2,7 Milliarden Dollar an die Hinterbliebenen (siehe auch Lockerbie-Anschlag).[394]

### 1989
- 4. Januar – An einer Hawker Siddeley HS 748-234 2A der Bouraq Indonesia Airlines (Luftfahrzeugkennzeichen PK-IHA) ließ sich vor der Landung auf dem Flughafen Banjarmasin-Syamsudin Noor (Indonesien) das Fahrwerk nicht ausfahren. Es kam zu einer Bauchlandung, bei der das Flugzeug irreparabel beschädigt wurde. Alle 52 Insassen, fünf Besatzungsmitglieder und 47 Passagiere, überlebten den Unfall.[395]

- (A) 8. Januar – Bruchlandung einer Boeing 737 der British Midland Airways (G-OBME) durch Triebwerksprobleme und Pilotenfehler, nur wenige hundert Meter vor Erreichen der Landebahn des Flughafens East Midlands. Die Piloten hatten nach Triebwerksproblemen das falsche Triebwerk abgestellt. Bei dem Unfall starben 47 Menschen, 79 überlebten. Das Flugzeug schlug neben dem Motorway M1 auf (siehe auch British-Midland-Flug 092).

- 12. Januar – Eine Hawker Siddeley 748 der kanadischen Bradley Air Services (C-GDOV) wurde auf dem Flug nach Montréal-Dorval kurz nach dem Nachtstart vom Flughafen Dayton International (Ohio, USA) etwa 2 Kilometer nördlich davon ins Gelände geflogen.[396] Ursache waren die bekannt mangelhafte Beherrschung des Instrumentenflugs auf Seiten des Kopiloten sowie dessen unzureichende Überwachung durch den Kommandanten. Bei diesem CFIT (Controlled flight into terrain) wurden beide Piloten getötet, die einzigen Insassen auf dem Frachtflug.[397]

- 20. Januar – Eine für Aspen Airways betriebene Convair CV-580 (N73160) der US-amerikanischen Sierra Pacific Airlines bei einer Notlandung auf einem unbefestigten Weg in der Nähe von Buena Vista, Colorado zerstört. Während des Reiseflugs von Denver nach Durango meldete eine Warnleuchte unzureichenden Öldruck im linken Triebwerk. Der nicht nach Checkliste arbeitende Kommandant stellte jedoch versehentlich das rechte, noch einwandfrei arbeitende Triebwerk ab und brachte dessen Propeller in die Segelstellung. Kurz darauf fiel das angeschlagene linke Triebwerk von alleine aus. Jegliche Versuche, es erneut zu starten, blieben erfolglos. Ein Neustart des rechten, intakten Triebwerks war unmöglich, da sich die Propellerblätter nicht aus der Segelstellung bringen ließen. Hierfür wäre Wechselstrom erforderlich gewesen, den die Maschine nach dem beidseitigen Triebwerksausfall verloren hatte. Bei der anschließenden Notlandung auf unebenem Untergrund durchbrach das Flugzeug einen Zaun und stieß gegen einen Baumstamm, der das Bugrad kollabieren ließ. Fünf der 21 Passagiere erlitten leichte Verletzungen; die restlichen Passagiere und die drei Besatzungsmitglieder blieben unverletzt. Die schwer beschädigte Maschine musste als Totalschaden abgeschrieben werden.[398][399]

- 3. Februar – Eine Fokker F-27-600 Friendship der Burma Airways (XY-AEK) flog beim Start vom Flughafen Rangun (Birma) in eine Nebelbank ein. Die Maschine drehte nach links, kollidierte 150 Meter links vom Startbahnende mit einem Baum und flog in einem Winkel von nur 3 Grad in den Boden. Das Flugzeug fing Feuer und wurde zerstört. Dabei wurden 26 der 29 Insassen getötet, 3 Besatzungsmitglieder und 23 Passagiere.[400]

- (A) 8. Februar 1989 – Eine Boeing 707-331B der US-amerikanischen Independent Air (N7231T) wurde im Landeanflug auf den Flughafen Santa Maria in den Berg Pico Alto (Azoren) geflogen. Die Chartermaschine war auf dem Weg von Bergamo nach Punta Cana in der Dominikanischen Republik. Beitragend waren schwere Fehler der portugiesischen Fluglotsen. Bei diesem CFIT (Controlled flight into terrain) wurden alle 144 Insassen getötet, die 137 italienischen Passagiere und die 7 Besatzungsmitglieder (siehe auch Independent-Air-Flug 1851).[401]

- (A) 19. Februar – Eine Boeing 747 der Flying Tiger Line unterschritt nahe dem Flughafen Subang, Kuala Lumpur (Malaysia) die Mindestflughöhe. Das Frachtflugzeug kollidierte mit einem Hügel. Die vier Insassen kamen ums Leben (siehe auch Flying-Tiger-Line-Flug 66).

- (A) 24. Februar – Bei einem Flug einer Boeing 747 von Honolulu nach Auckland öffnete sich eine Ladeluke in 7500 Metern Höhe und riss ein großes Loch in die Seitenwand des Flugzeuges. Dabei wurden 9 Passagiere herausgeschleudert. Die umherfliegenden Trümmer beschädigten auch zwei Triebwerke an der rechten Tragfläche. Die Piloten beschlossen nach Honolulu zurückzukehren und konnten die Maschine schließlich sicher notlanden (siehe auch United-Airlines-Flug 811).[402]

- 25. Februar – Eine Douglas DC-6/C-118A, die privat auf den honduranischen Circulo G. Albacian zugelassen war (HR-AKZ), wurde nahe dem Flughafen Tegucigalpa (Honduras) gegen einen Berg geflogen. Durch diesen CFIT (Controlled flight into terrain) wurden alle 10 Insassen getötet, drei Besatzungsmitglieder und 7 Passagiere.[403]

- (A) 10. März – Eine Fokker F28 der Air Ontario stürzte wegen vereister Tragflächen kurz nach dem Start in Dryden (Kanada) ab. Dabei starben 24 Menschen, 45 überlebten den Absturz (siehe auch Air-Ontario-Flug 1363).

- (A) 21. März – Eine Boeing 707-300C der Transbrasil (PT-TCS) stürzte etwa zwei Kilometer vor der Landebahnschwelle des Flughafens São Paulo-Guarulhos in ein Wohngebiet. Die dreiköpfige Besatzung der Frachtmaschine sowie 22 Personen am Boden wurden getötet (siehe auch Transbrasil-Flug 801).[404]

- 8. April – Die Piloten einer Lockheed L-100-20 Hercules der angolanischen Transafrik (S9-NAI) machten eine Notlandung auf dem Flughafen von Luena (Angola), da zwei der vier Triebwerke brannten. Ursache dafür war eventuell der Beschuss mit kleinkalibrigen Waffen im Anflug. Die Maschine brannte samt ihrer Ladung von Kerosin für die angolanische Luftwaffe aus, aber alle vier Besatzungsmitglieder überlebten.[405]

- (A) 26. April – Absturz einer Sud Aviation Caravelle 11R der Aerosucre (HK-3325X): Die Maschine stürzte kurz nach dem Start in Barranquilla, Kolumbien in bewohntes Gebiet. Es kamen alle fünf Insassen (drei Besatzung, zwei Passagiere) sowie zwei Personen am Boden ums Leben. Ursache war das Verrutschen schlecht gesicherter Ladung beim Start, die den Schwerpunkt des Flugzeuges so weit verlagerte, dass ein Strömungsabriss die Folge war (siehe auch Flugunfall der Aerosucre bei Barranquilla 1989).

- (A) 8. Mai – Die Piloten einer Beechcraft 99 der schwedischen Holmström Flyg (SE-IZO) verloren auf dem Flug vom Flughafen Stockholm/Arlanda zum Flugplatz Oskarshamn im Anflug die Kontrolle über die Maschine. Im Endanflug nahm die Maschine plötzlich die Nase steil nach oben und stürzte dann 150 Meter vor der Landebahn 19 ab. Alle 16 Personen an Bord, zwei Besatzungsmitglieder und 14Passagiere, kamen ums Leben. Die Fluglageänderung war durch das Ausfahren der Landeklappen ausgelöst worden, da der Schwerpunkt der Maschine viel zu weit hinter dem zulässigen Bereich gelegen hatte. Hinzu kam, dass der fliegende Erste Offizier nur 28 Flugstunden Erfahrung auf der Beech 99 hatte und auch das Training des Kapitäns begrenzt war (siehe auch Holmström-Flyg 314).[406]

- 6. Juni – An einer Douglas DC-3/C-47B-25-DK der spanischen Aeromarket (EC-EIS) brach bei der Landung auf dem Flughafen Palma de Mallorca (Spanien) das rechte Hauptfahrwerk zusammen. Das Flugzeug schwenkte von der Landebahn herunter und wurde irreparabel beschädigt. Beide Piloten, die einzigen Insassen auf dem Frachtflug, überlebten den Unfall.[407]

- (A) 7. Juni – Eine Douglas DC-8-62 der Surinam Airways (N1809E) wurde drei Kilometer vor dem Flughafen Suriname/Zanderij bei Paramaribo (Suriname) in den Boden geflogen. Bei Nebel flog man zu tief an, unterschritt die vorgeschriebene Entscheidungshöhe um mehr als 110 Meter (360 ft) und kollidierte mit Bäumen. Bei diesem Controlled flight into terrain (CFIT) starben 167 der 178 Passagiere sowie alle neun Besatzungsmitglieder. Der aus den USA ausgeliehene Kapitän hatte die damals gültige Altersgrenze von 60 Jahren bereits um sechs Jahre überschritten und hatte keinen gültigen Überprüfungsflug auf der DC-8 absolviert (siehe auch Surinam-Airways-Flug 764).[408]

- 11. Juni – Eine de Havilland Canada DHC-6-300 Twin Otter der kolumbianischen Aerotransportes Casanare (Aerotaca) (HK-2486) wurde bei Vereda el Salitre (Kolumbien) gegen einen Hügel geflogen, weil die Piloten trotz Instrumentenflugbedingungen im Sichtflug weiterflogen waren. Durch diesen CFIT (Controlled flight into terrain) wurden von den 22 Insassen 6 Passagiere getötet.[409]

- (A) 17. Juni – Die Piloten einer Iljuschin-62MK der Interflug (DDR-SEW) brachen den Startvorgang auf dem Flughafen Berlin-Schönefeld (DDR) während des Abhebeversuchs wegen eines blockierten Höhenruders ab. Nach dem Kommando für vollen Umkehrschub der Triebwerke zum Abbremsen beging der Flugingenieur einen verhängnisvollen Fehler: Anstatt Umkehrschub zu geben stellte er die Triebwerke ab. Die Verkehrsmaschine schoss über die Landebahn hinaus, brach nach einer Kollision mit mehreren Hindernissen auseinander und fing Feuer. Von den an Bord befindlichen 113 Menschen starben 21 (siehe auch Interflug-Flug 102).[410]

- 26. Juni – Eine Douglas DC-6/C-118A der kanadischen Conifair Aviation (C-GBYA) wurde während eines Waldbrand-Löscheinsatzes 48 Kilometer südöstlich von Sainte-Anne-des-Monts (Québec, Kanada) in ansteigendes Gelände geflogen, was die Steigfähigkeit der Maschine überstieg. Alle 4 Besatzungsmitglieder wurden getötet.[411]

- 28. Juni – Eine Hawker Siddeley 748-435 Srs. 2B der Cameroon Airlines (TJ-CCF) überschoss bei schlechtem Wetter während des dritten Landeversuches auf dem Flughafen Yaoundé (Kamerun) das Landebahnende und kollidierte mit einem Damm. Das Flugzeug war erst 400 Meter vor dem Landebahnende aufgesetzt worden. Von den 47 Insassen kamen drei ums Leben.[412]

- (A) 19. Juli – Eine McDonnell Douglas DC-10 der United Airlines stürzte während einer Notlandung auf dem Sioux Gateway Airport, Sioux City (USA) wegen des Ausfalls aller drei Hydrauliksysteme nach dem Bruch einer Rotorscheibe im mittleren Triebwerk (eingebaut im Heck unter dem Seitenruder) auf die Landebahn. Bei der Bruchlandung starben 111 Personen, 185 überlebten (siehe auch United-Airlines-Flug 232).

- 21. Juli – Eine BAC 1-11-516FP der Philippine Airlines (RP-C1193) rutschte bei der Landung auf dem Flughafen Manila (Philippinen) bei starkem Regen von der Landebahn. Sie überrollte dabei auch das Landebahnende und kreuzte eine Straße, wobei sie etliche Fahrzeuge zerstörte. Alle 98 Insassen, fünf Besatzungsmitglieder und 93 Passagiere, überlebten den Unfall, aber 8 Insassen von Fahrzeugen wurden getötet.[413]

- (A) 27. Juli – Eine McDonnell Douglas DC-10-30 der Korean Air flog beim Landeanflug auf den Flughafen Tripolis (Libyen) ins Gelände. Der Anflug wurde trotz des Ausfalls des Instrumentenlandesystems ILS und extrem schlechter Sichtbedingungen (30 bis 240 Meter) durchgeführt. Von den 199 Personen an Bord kamen 75 um, davon drei der 18 Besatzungsmitglieder. Außerdem wurden vier Personen am Boden getötet (siehe auch Korean-Air-Flug 803).[414]

- 1. August – Mit einer Lockheed L-100-30 Hercules der Air Algérie (7T-VHK) kam es auf dem Flughafen Tamanrasset-Aguenar (Algerien) zu einer sehr harten Landung, die in einem Ringelpiez endete. Das Flugzeug wurde irreparabel beschädigt. Alle vier Besatzungsmitglieder überlebten.[415]

- 3. August – Eine Short 330-200 der Olympic Aviation (SX-BGE) wurde im Anflug auf den Flughafen Samos (Griechenland) gegen den 25 Kilometer entfernten, 1430 Meter hohen Berg Kerkis geflogen. Die Maschine wurde nach Sichtflugregeln geflogen, obwohl die Flughafenumgebung in Wolken lag. Alle 31 Passagiere und drei Besatzungsmitglieder wurden bei diesem Controlled flight into terrain (CFIT) getötet.[416]

- 4. August – Eine Convair CV-600 der US-amerikanischen International Turbine Service (N94253) verunglückte bei der Ausweichlandung auf dem Flugplatz Augusta State (Maine, USA). Aufgrund eines elektrischen Ausfalls ließ sich die Propellerverstellung nicht mehr betätigen. Um ein Überrollen des Landebahnendes zu verhindern, wurde die Maschine seitlich von der Bahn gesteuert, rollte eine Böschung hinunter und wurde irreparabel beschädigt. Alle drei Besatzungsmitglieder, die einzigen Insassen auf dem Positionierungsflug, überlebten den Unfall.[417]

- 7. August – Eine de Havilland Canada DHC-6-300 Twin Otter der äthiopischen RRC Air Services (ET-AIL) verunglückte in der Nähe von Gambela (Äthiopien). Das Wrack wurde erst eine Woche später an einem Berghang gefunden. Alle 16 Insassen, drei Besatzungsmitglieder und 13 Passagiere, kamen ums Leben.[418]

- 15. August – Eine Antonow An-24RV der China Eastern Airlines (B-3417) stürzte kurz nach dem Start vom Flughafen Shanghai-Hongqiao ab. Das rechte Triebwerk versagte beim Start. Das Flugzeug stürzte 240 Meter hinter dem Landebahnende in einen Fluss. Von den 40 Insassen kamen 34 ums Leben, alle sechs Crewmitglieder und 28 Passagiere.[419]

- 25. August – Eine Fokker F-27-200 der Pakistan International Airlines (AP-BBF) verschwand auf einem Flug von Gilgit nach Islamabad mit 54 Insassen. Vier Minuten nach dem Start wurde der letzte Funkspruch empfangen. Das Wrack der Maschine wurde bis heute nicht gefunden; ein Absturz im Himalaya gilt als wahrscheinlich.[420]

- (A) 3. September – Eine Iljuschin Il-62 der Cubana stürzte nach dem Start von Havanna (Kuba) auf ein Wohngebiet. Dabei starben alle 126 Insassen sowie 24 Menschen am Boden (siehe auch Cubana-Flug 9646).

- (A) 3. September – Mit einer Boeing 737-241 der VARIG (PP-VMK) kam es zu einer Bruchlandung im zentralen Amazonas-Regenwald, nachdem die Piloten den Flughafen Belém nicht finden konnten und der Maschine der Treibstoff ausging. Sie wurde erst 2 Tage später gefunden, rund 1100 Kilometer von ihrem eigentlichen Flugziel entfernt. Ursächlich war, dass die Piloten aufgrund einer missverständlich dargestellten Kursangabe auf dem Flugplan einen falschen Kurs in den Autopiloten eingaben, der sie, in der Finsternis unbemerkt, bis zum Ausgehen des Treibstoffs auf einen westlichen Kurs brachte. Von den 54 Insassen überlebten 41, jedoch kamen 13 ums Leben (siehe auch VARIG-Flug 254).[421]

- (A) 8. September – Absturz einer Convair 580 der norwegischen Partnair in die Nordsee aufgrund von Materialermüdung gefälschter Ersatzteile. Alle 55 Menschen an Bord starben (siehe auch Partnair-Flug 394).[422][423]

- 15. September – Eine de Havilland Canada DHC-6-300 Twin Otter der indonesischen Merpati Nusantara Airlines (PK-NUE) stürzte auf dem Flug von Manokwari zum Flughafen Bintuni beim Anflug ab. Alle 22 Insassen, 3 Besatzungsmitglieder und 19 Passagiere, kamen ums Leben.[424]

- 18. September – Eine Martin 4-0-4 der US-amerikanischen Aero Virgin Islands (N40425) wurde auf dem Flughafen San Juan (Puerto Rico, USA) durch den Hurrikan Hugo irreparabel beschädigt. Personen kamen nicht zu Schaden.[425]

- (A) 19. September – Eine McDonnell Douglas DC-10 der französischen Fluggesellschaft UTA (N54629) stürzte nach einer Bombenexplosion über der Ténéré-Wüste (Niger) ab. Alle 170 Menschen an Bord starben (siehe auch UTA-Flug 772).

- (A) 21. September (UTC) – Eine Boeing 737-400 der Vereinigte Staatenir (N416US) schoss nach dem Abbruch des Starts auf dem Flughafen New York-LaGuardia über das Bahnende hinaus und stürzte in den East River. Die Maschine zerbrach dabei in drei Stücke; zwei Passagiere kamen ums Leben. Ursachen waren ein entgegen den Checklisten vertrimmtes Seitenruder sowie unverständliche und missverständliche Kommandos des Kapitäns (siehe auch Vereinigte Staatenir-Flug 5050).[426]

- 27. September – Eine de Havilland Canada DHC-6-300 Twin Otter der US-amerikanischen Grand Canyon Airlines (N75GC) stürzte ab, als sie am Flughafen Grand Canyon National Park durchgestartet wurde. Beide Besatzungsmitglieder und acht von 19 Passagieren starben.[427]

- 20. Oktober – Eine Britten-Norman BN-2A-3 Islander der türkischen Tapu Kadastro Genel Müdürlügü (TC-KUN) wurde in der Nähe des Flughafens Hatay (Türkei) auf einem Fotoflug über einem Waldgebiet nahe der Grenze zu Syrien beschossen. Das Flugzeug wurde von zwei MiG-21bis-Kampfjets der syrischen Luftwaffe abgeschossen. Alle 5 Insassen wurden dadurch getötet.[428]

- (A) 21. Oktober – Eine Boeing 727-224 der TAN Honduras, geleast von Continental Airlines (N88705) wurde im Anflug auf den Flughafen Tegucigalpa-Toncontin neun Kilometer südlich davon in den Berg Cerro de Hula geflogen. Von den 146 Insassen wurden 131 bei diesem CFIT (Controlled flight into terrain) getötet (siehe auch TAN-Flug 414).[429]

- (A) 26. Oktober – Eine Boeing 737-209 der China Airlines (B-180) wurde drei Minuten nach dem Start vom Flughafen Hualien etwa 5,5 Kilometer nördlich davon in einer Höhe von etwa 2100 Metern gegen den Berg Chiashan geflogen. Dabei wurden alle 54 Flugzeuginsassen (7 Besatzungsmitglieder, 47 Passagiere) getötet. Als Unfallursache wurde ermittelt, dass die Piloten irrtümlich das falsche Abflugverfahren gewählt und statt einer Rechtskurve eine Linkskurve geflogen hatten. Die Unfallart war somit ein Controlled flight into terrain (CFIT)(siehe auch China-Airlines-Flug 204).[430]

- 28. Oktober – Eine de Havilland Canada DHC-6-300 Twin Otter der US-amerikanischen Aloha Island Air (N707PV) wurde nahe dem Ziel, dem Flughafen Molokai (Hawaii, USA), in einer Höhe von nur 600 Fuß (180 Metern) in einen Berghang geflogen. Der Flug war nach Sichtflugregeln eingetragen, wurde aber in Wolken weitergeführt. Durch diesen CFIT (Controlled flight into terrain) wurden alle 20 Insassen getötet, zwei Besatzungsmitglieder und 18 Passagiere.[431]

- Im November 1989 (genaues Datum unbekannt) fiel an einer Convair CV-440-38 der Correos de México (XA-NAU) ein Triebwerk aus. Es kam zu einer Bruchlandung in einem Feld nahe dem Flughafen Toluca (Mexiko). Das Flugzeug wurde in Brand gesteckt und zerstört. Personen kamen nicht zu Schaden.[432]

- 5. November – Eine Handley Page Herald 401 der kolumbianischen Aerosucre (HK-2702) kollidierte bei Starkregen nahe Roncesvalles, Tolima (Kolumbien) mit einem Berg. Die Maschine war als Frachtflug auf dem Weg vom Flughafen Bogotá zum Flughafen Cali. Alle 6 Insassen, je 3 Besatzungsmitglieder und Passagiere, wurden getötet.[433]

- 22. November – Bei einer Douglas DC-4/C-54A-10-DC der Air Chad (TT-EAF) brach während der Landung auf dem Flughafen N’Djamena (Tschad) das Bugfahrwerk zusammen. Personen kamen nicht zu Schaden. Das Flugzeug wurde irreparabel beschädigt.[434]

- 25. November – Beim Start einer Fokker F28 der Korean Air (HL7285) auf dem Flughafen Seoul-Gimpo (Südkorea) kam es zu einem teilweisen Schubverlust. Die Piloten verloren die Kontrolle und brachen den Start ab, wobei die Maschine über das Landebahnende hinaus schoss und zum wirtschaftlichen Totalschaden wurde. Alle 48 Insassen überlebten den Unfall.[435]

- (A) 27. November – Eine Boeing 727-21 der Avianca (HK-1803) stürzte auf dem Weg vom Flughafen Bogotá nach Cali etwa 16 Kilometer südwestlich des Startflughafens nach einer Bombenexplosion ab. Bei dem Anschlag im Auftrag des Drogenbarons Pablo Escobar kamen alle 107 Insassen ums Leben. Zudem wurden drei weitere Personen am Boden durch Trümmerteile getötet (siehe auch Avianca-Flug 203).[436]

- 28. November – Eine Britten-Norman BN-2 Islander der New England Airlines (N127JL) stürzte während eines nächtlichen Charterfluges zum Westerly State Airport nach dem Start vom Block Island State Airport sieben Kilometer nordwestlich von Block Island (Rhode Island) ins Meer. Alle acht Insassen, sieben Passagiere und ein Besatzungsmitglied, kamen dabei ums Leben. Die Ursache für den Absturz konnte nicht ermittelt werden.[437]

- 28. November – Eine Short 360-100 der britischen Herstellerfirma Short Brothers (G-ROOM), die auf dem Flughafen Belfast Harbour (Nordirland) geparkt war, wurde durch eine Bombe der Terrororganisation IRA zerstört. Personen kamen nicht zu Schaden.[438]

- 2. Dezember – Eine Douglas DC-6A/B der US-amerikanischen Gomes & Warra Aircraft Corp (N371) wurde abseits von George Town (Bahamas) notgewassert. Nähere Einzelheiten sind derzeit nicht verfügbar. Personen kamen nicht zu Schaden.[439]

- (A) 26. Dezember – Eine von der North Pacific Airlines unter der Dachmarke United Express betriebene BAe Jetstream 3101 (N410UE) stürzte kurz vor der Landebahn des Pasco-Tri Cities Airport (US-Bundesstaat Washington) ab. Die Besatzung führte einen übermäßig steilen, instabilen ILS-Anflug durch. Dieser Anflug endete in Verbindung mit fehlerhaften Anweisungen durch die Flugsicherung und einer Vereisung des Leitwerks in einem Strömungsabriss und Absturz im Endanflug. Beide Besatzungsmitglieder und alle vier Passagiere wurden getötet. Der Kapitän hatte beim Zwischenstopp zuvor die Eisansätze an der Maschine per Hand abklopfen lassen und eine angebotene Flugzeugenteisung mehrfach abgelehnt (siehe auch United-Express-Flug 2415).[440]